# Präsident der Vereinigten Staaten
Der Präsident der Vereinigten Staaten von Amerika (englisch amtlich President of the United States of America, Akronym POTUS) ist in einer Person Staatsoberhaupt, Regierungschef und Oberbefehlshaber der Streitkräfte der Vereinigten Staaten. Seine Amtszeit beträgt vier Jahre, und er darf seit 1951 nur einmal wiedergewählt werden. Bisher gab es keine Präsidentin der Vereinigten Staaten. Aktueller Amtsinhaber ist seit dem 20. Januar 2025 Donald Trump. Er ist der 44. Mann in diesem Amt, wird aber als 47. Präsident gezählt, da die getrennten Amtszeiten von Grover Cleveland (22. und 24.) und von Trump (45. und 47.) jeweils einzeln gezählt werden.
Die Wahl des Präsidenten erfolgt indirekt: Die Bürger der einzelnen Bundesstaaten stimmen zunächst über Wahlleute ab, die das Electoral College, das Wahlleutekollegium, bilden. Dieses wählt den Präsidenten. Erhält dabei kein Kandidat eine Mehrheit, entscheidet das Repräsentantenhaus, so geschehen bei den Präsidentschaftswahlen 1800 und 1824. Gleichzeitig mit dem Präsidenten wird ein Vizepräsident gewählt. Dieser hat laut Verfassung nur die Aufgabe, dem Senat vorzusitzen. Wenn aber ein Präsident, etwa durch Tod, Rücktritt oder Absetzung, vorzeitig aus dem Amt scheidet, tritt der Vizepräsident für die restliche Wahlperiode mit allen Rechten an seine Stelle. Der Präsident ernennt Minister (englisch secretaries), die zusammen mit ihm die Regierung bilden. Sie bedürfen der Bestätigung durch den Senat. Ähnlich verhält es sich mit den Berufungen an den Obersten Gerichtshof: Wird eine Richterstelle frei, schlägt der Präsident einen neuen Richter vor, der vom Senat bestätigt werden muss.

## Verfassungsrechtliche Stellung
Die Position des Präsidenten wird in Artikel II der Verfassung beschrieben. Vorschriften zu seiner Wahl und Amtszeit enthalten der 12., 20., 22., 23. und 25. Verfassungszusatz („amendment“).
Der Präsident ist Staatsoberhaupt, Regierungschef und Oberbefehlshaber zugleich. Damit verkörpert er die Exekutive, die ausführende Gewalt der amerikanischen Bundesebene. Den Präsidenten kontrollieren der Kongress (Legislative, das Parlament) und die Bundesgerichte (Judikative).
Dem Gedanken der Gewaltenteilung entsprechend darf der Präsident daher auch nicht Mitglied des Kongresses oder eines Bundesgerichts sein. Gleichwohl sind die Bereiche nicht vollständig voneinander getrennt. So kann der Präsident beispielsweise einzelne Kongressbeschlüsse durch sein Veto zeitweilig verhindern (siehe unten) und ernennt zudem alle Bundesrichter, wenn auch nur nach Zustimmung des Senats. Es gilt das Prinzip der checks and balances, also der Kontrolle und des Ausgleichs, damit keines der Staatsorgane übermächtig wird.
Nicht in der amerikanischen Verfassung enthalten, aber als Rechtspraxis anerkannt, sind die präsidialen Direktiven Executive Order und Presidential Proclamation.

### Staatsoberhaupt

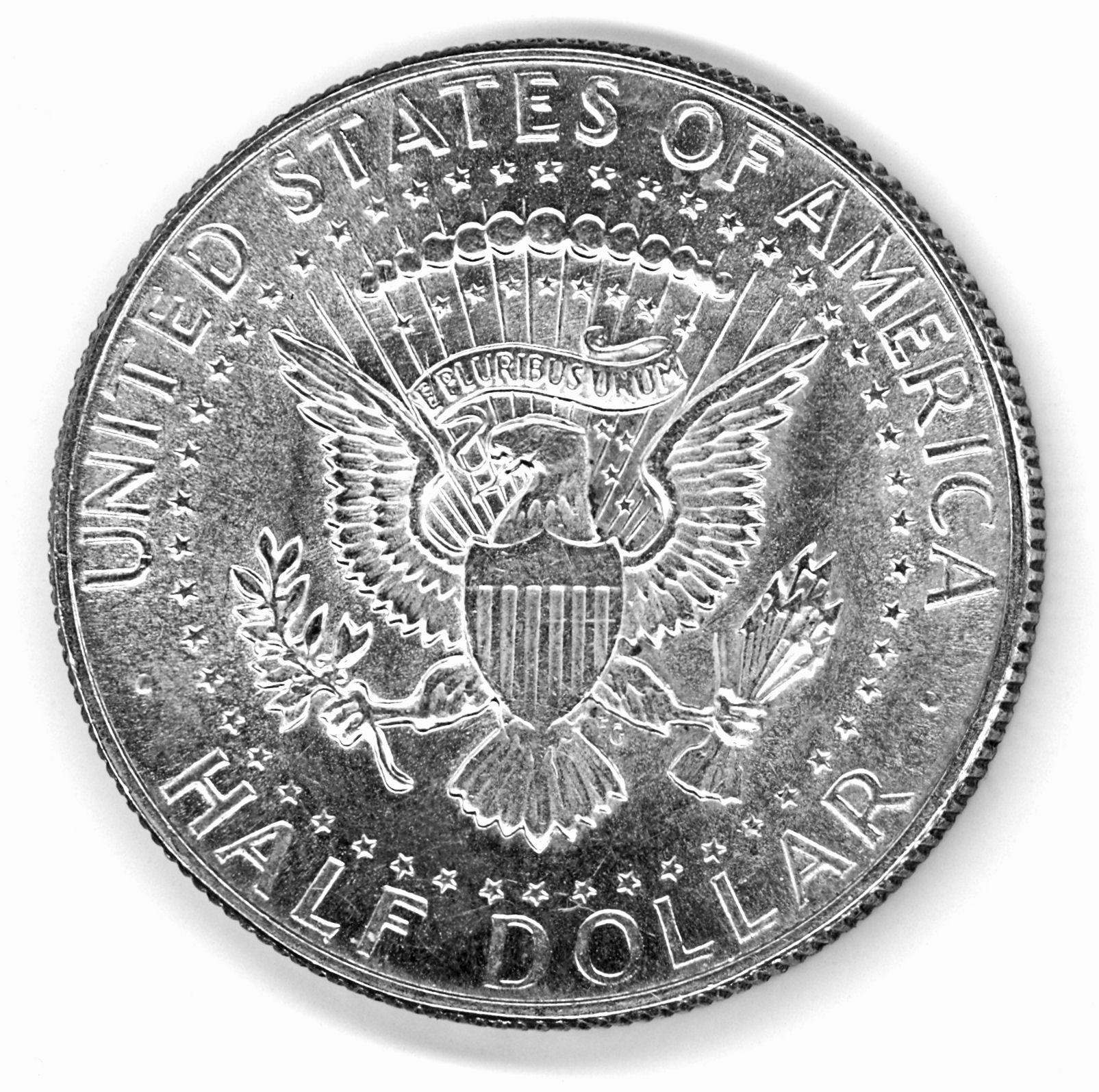
Siegel des Präsidenten auf Half-Dollar-Münze

Der Präsident ist als Staatsoberhaupt der Vereinigten Staaten Inhaber des höchsten Staatsamts. Er schließt im Namen der Vereinigten Staaten Verträge, die vom Senat mit Zweidrittelmehrheit ratifiziert werden müssen; er entsendet – mit Zustimmung des Senats – Diplomaten der Vereinigten Staaten und empfängt Gesandte anderer Staaten offiziell.
Er ernennt – wiederum mit Zustimmung des Senats – die Richter der Bundesgerichte, insbesondere die Richter des Obersten Gerichtshofs, und alle sonstigen Bundesbeamten. Die Ernennung der obersten Richter erfolgt auf Lebenszeit.
Die Befugnis zur Ernennung der sonstigen Bundesbeamten ist vom Kongress mit Ausnahme der wichtigsten Positionen weiterdelegiert worden. Der Präsident kann, wenn der Senat nicht versammelt ist, eine Person ernennen, selbst wenn dafür die Senatszustimmung erforderlich wäre (Recess Appointment). Diese Ernennung gilt jedoch nur bis zum Ende der jeweiligen Sitzungsperiode des Senates.
Der Präsident hat auf Bundesebene das Recht zur Begnadigung. Er kann sowohl verurteilte Straftäter begnadigen als auch bereits vor einem Urteil eine Begnadigung aussprechen. Die Annahme der Begnadigung durch den Beschuldigten gilt dabei als Schuldeingeständnis.
Die Vereinigten Staaten verwendeten als eine der ersten modernen Demokratien die Bezeichnung „Präsident“ (anstelle eines Monarchen) für das Staatsoberhaupt. Fast alle republikanischen Staaten haben diese Amtsbezeichnung seither in Anlehnung an das amerikanische Vorbild übernommen.

### Regierungschef

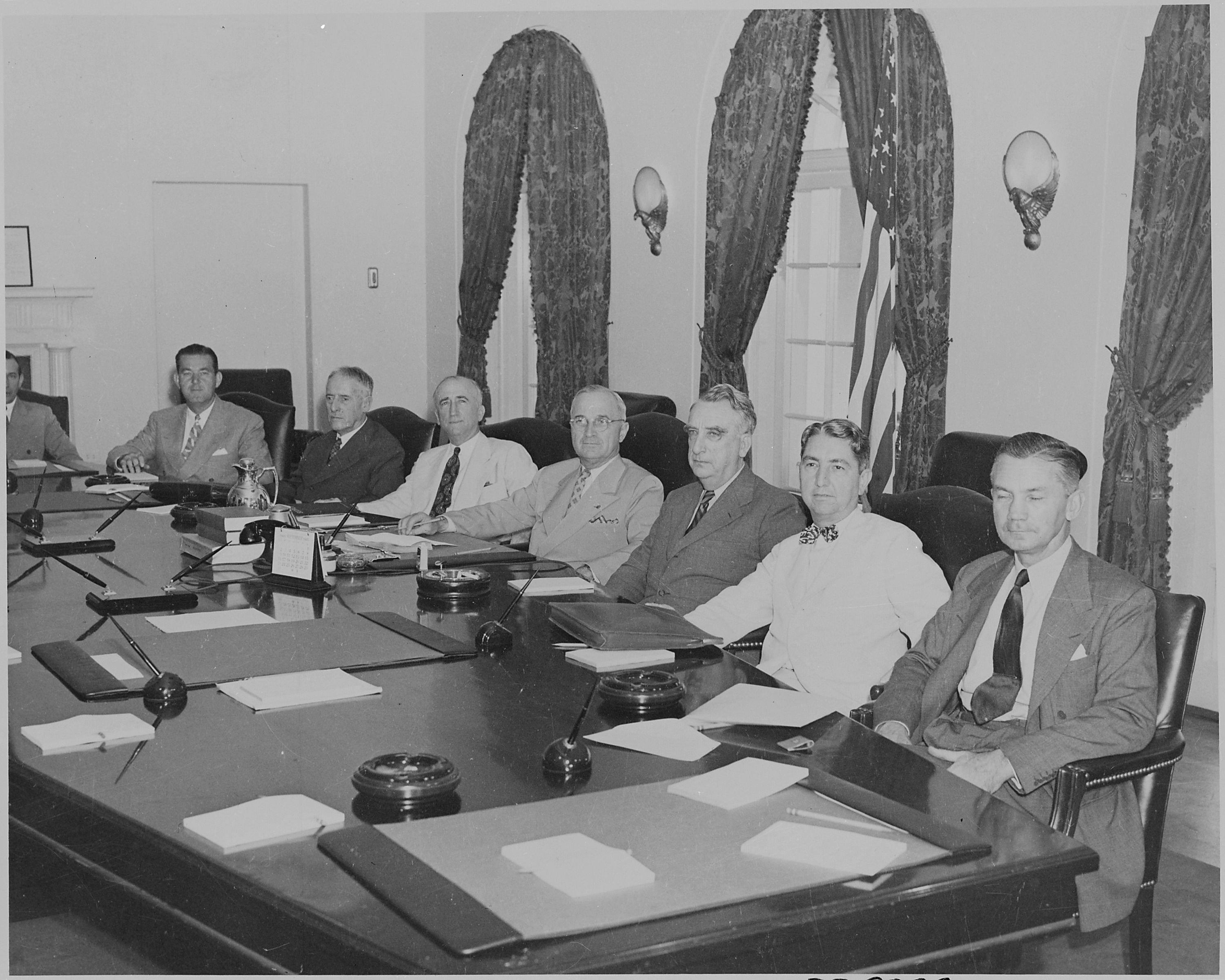
Das Kabinett von Präsident Harry S. Truman während einer Sitzung im August 1945

Der Präsident ist auch der Regierungschef der Vereinigten Staaten: Er führt das von ihm – mit Zustimmung des Senats – ernannte Kabinett.
Gleichzeitig hat der Präsident weitere wichtige politische Berater, die dem Kabinett nicht angehören und im Executive Office zusammengefasst sind. Der Präsident besitzt im Kabinett eine vollständige Richtlinienkompetenz, da er einen Minister (secretary) jederzeit entlassen kann. Der Präsident hat dem Kongress von Zeit zu Zeit Bericht über die Lage der Nation zu erstatten. Das geschieht meist in der jährlichen State of the Union Address.

### Oberbefehlshaber
Der Präsident ist Oberbefehlshaber der Streitkräfte und auch der Nationalgarde der Bundesstaaten, sofern sich diese im Einsatz für den Bund befinden. Obwohl das Recht zur Kriegserklärung nach Artikel I Abschnitt 8 der Verfassung dem Kongress zusteht, kann der Präsident den Truppen selbständig nahezu alle Befehle erteilen, sofern er gewisse parlamentarische Kontrollrechte wahrt und nicht formal einen Krieg erklärt. Entsprechend wurden alle bedeutsamen Kriege der Vereinigten Staaten zwischen 1789 und 1950 durch den Kongress erklärt oder autorisiert. Zwar gab es in diesem Zeitraum militärische Einsätze, die allein durch den Präsidenten angeordnet wurden, so zum Beispiel gegen Piraterie oder grenzüberschreitende Kriminalität im Falle Mexikos, jedoch handelte es sich hier nicht um größere Konflikte. Eine Zeitenwende stellte der 26. Juni 1950 dar, als Truman faktisch den Eintritt Amerikas in den Koreakrieg verkündete. Weder davor noch danach ersuchte er eine Autorisierung durch den Kongress. Der Historiker Fisher ordnet Trumans Handeln als einen Verfassungsbruch ein und führt als weiteren präsidialen Fall dieser Art die Teilnahme Amerikas am Kosovokrieg im Rahmen der NATO ein, der ohne Zustimmung der Legislative erfolgte.
Die Atomstreitkräfte der USA können laut Bruce G. Blair (Forschungswissenschaftler an der Princeton University) eigenmächtig durch den Präsidenten eingesetzt werden. Ihm zufolge beriete sich der Präsident vor solch einem Einsatz zuerst mit der militärischen Führung und träfe dann eine Entscheidung. Danach würden die Befehle an die Einsatzkommandos weitergegeben und die Atomwaffen eingesetzt. Dieser Prozess könne im Notfall auf bis zu 15 Minuten reduziert werden. Durch den War Powers Act von 1973 hat der Kongress keinerlei legale Möglichkeit den Einsatz von Atomwaffen zu verhindern.
Aber auch wenn es keine legale Möglichkeit gibt, den Präsidenten an einem Atomschlag zu hindern, ist es dennoch möglich, einen ungerechtfertigten Einsatz zu verhindern. Gemäß Blair kann der Vizepräsident durch eine schriftliche und vom Sprecher des Repräsentantenhauses sowie vom zweithöchsten Mitglied des Senats (dem Präsidenten pro tempore) ratifizierte Stellungnahme, in der begründet wird, warum der Präsident sein Amt nicht ausüben kann, den Präsidenten seines Amtes entheben. In diesem Fall würde der Vizepräsident die Amtsgeschäfte weiterführen. Des Weiteren ist es denkbar, dass das Militär den Befehl zum Einsatz von Atomwaffen verweigern würde, falls keine Notwendigkeit dazu bestünde. General John Hyten (Oberbefehlshaber des US Strategic Command) äußerte diesbezüglich, dass er einen illegalen Befehl zum Einsatz von Atomwaffen nicht ausführen würde. Mark Milley, Vorsitzender des US-amerikanischen Generalstabs, versicherte der Vorsitzenden des Repräsentantenhauses, Nancy Pelosi, in einem Gespräch kurz nach dem Sturm auf das Kapitol im Januar 2021: „Ich kann Ihnen garantieren […] wir werden nicht erlauben, dass irgendetwas Verrücktes, Illegales, Unmoralisches oder Unethisches passieren wird […] Der Präsident alleine kann den Gebrauch der Atomwaffen befehlen. Aber er trifft diese Entscheidung nicht alleine. Eine Person kann sie befehligen, mehrere Leute müssen sie abfeuern.“
Obgleich nicht ganz genau definiert ist, wann ein Befehl illegal ist, kommen Professor Anthony Colangelo und das Verteidigungsministerium der USA zu dem Schluss, dass ein Verstoß gegen das humanitäre Völkerrecht den Umstand eines illegalen Einsatzes erfüllen würde. Jeder, der einen illegalen Befehl ausführt, macht sich eines Kriegsverbrechens schuldig und kann auf dieser Grundlage verurteilt werden. Colangelo meint jedoch, dass es in der Praxis schwierig sein könnte, einen illegalen Befehl als solchen zu identifizieren, z. B. für U-Bootmannschaften, denen nicht alle Fakten bekannt sind. Ein weiteres Hindernis für den Einsatz von Atomwaffen könnten NATO-Mitgliedstaaten darstellen, die einen Einsatz von US-amerikanischen Atomwaffen von ihrem Gebiet aus verweigern.

### Zusammenarbeit mit dem Kongress

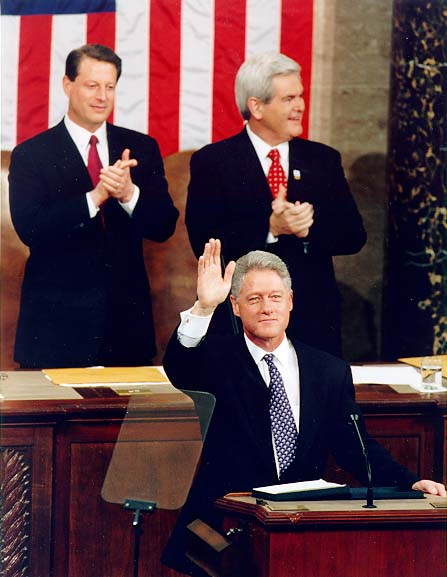
Bill Clinton während seiner State of the Union Address (1997)

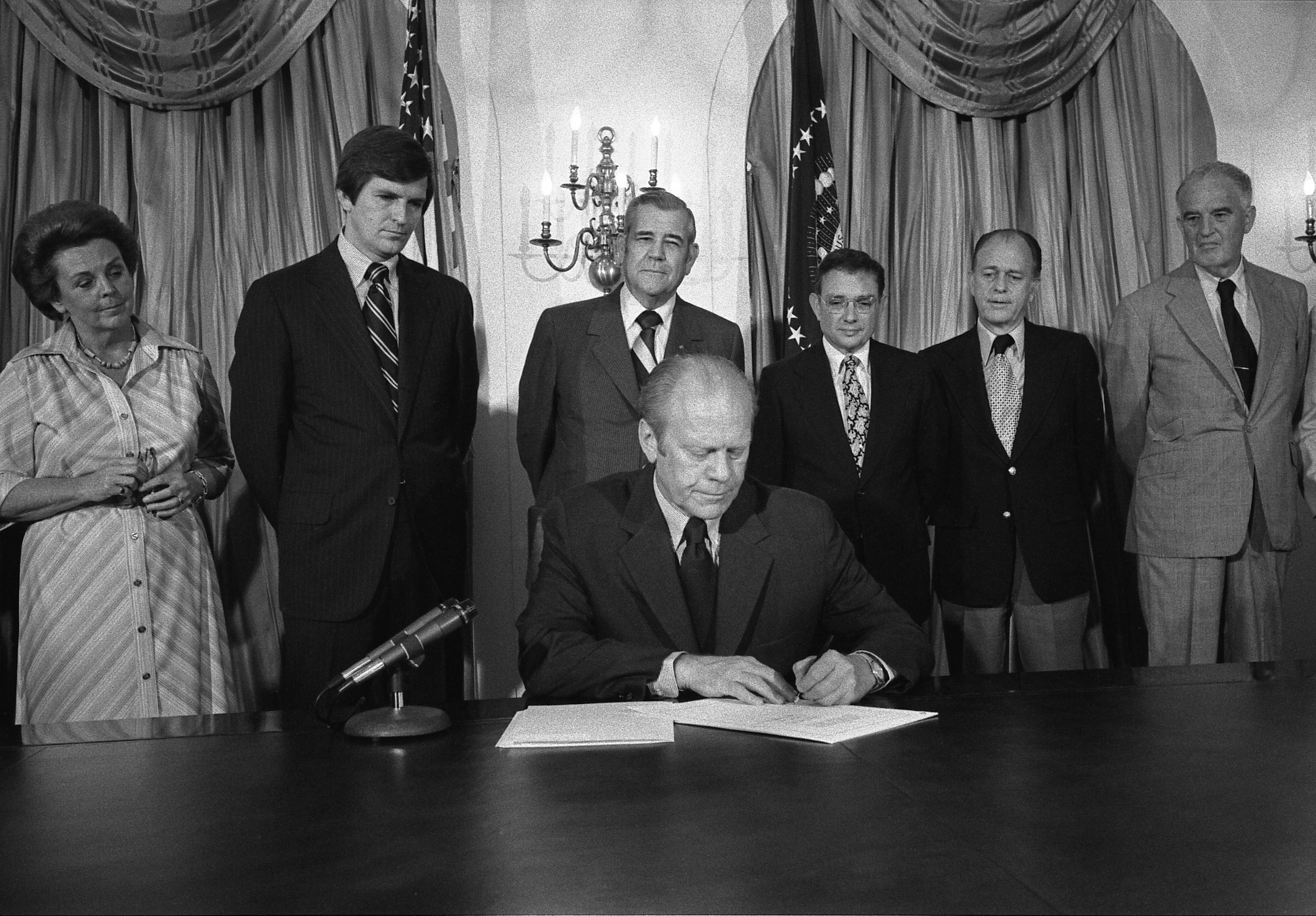
Gerald Ford während der Unterzeichnung eines Gesetzes (1976)

Der Präsident wird nicht vom Kongress gewählt und kann von diesem nicht entlassen werden. Umgekehrt ist auch eine vorzeitige Auflösung von einer der beiden Kammern in der Verfassung nicht vorgesehen, so dass der Präsident auch keinen Einfluss auf dessen Zusammensetzung nehmen kann.
Oftmals gehört der Präsident einer anderen Partei an als die Mehrheit der Abgeordneten in mindestens einer der beiden Kammern des Kongresses. In solch einem Fall spricht man von einem Divided government. Da das gesamte Repräsentantenhaus und ein Drittel des Senats alle zwei Jahre gewählt werden, kann diese Situation auch mitten in der Amtszeit des Präsidenten entstehen. Unbeschadet eines überparteilichen Konsenses in Notsituationen, wie er sich z. B. nach dem 11. September 2001 trotz eines divided government unter George W. Bush zeigte, ist naturgemäß die Wahrscheinlichkeit, dass beide Institutionen gemeinsame Interessen haben und an einem Strang ziehen, bei gleicher Parteizugehörigkeit höher. Eine „vereinte Regierung“ ist zwar durchaus keine seltene Erscheinung, allerdings tritt sie in manchen Zeitabschnitten häufiger auf als in anderen. So war in der ersten Hälfte des 20. Jahrhunderts ein unified government die Regel, nachdem es in der zweiten Hälfte des 19. Jahrhunderts die Ausnahme war. Auch in der Zeit seit dem Zweiten Weltkrieg erscheint sie aufs Ganze gesehen eher als Ausnahme, wenn auch das Verhältnis ausgewogener ist: Zwischen 1945 und 2021 konnte sich der Präsident in etwas mehr als zwei Fünftel der Zeit auf ein unified government stützen. In der ersten Hälfte seiner Amtszeit regierte der gegenwärtige Amtsinhaber Joe Biden mit dem 117. Kongress im Rahmen eines unified government, zumindest der weitaus größte Teil der zweiten Hälfte seiner Amtszeit hingegen wird infolge Verlusts der Mehrheit im Repräsentantenhaus an die Republikaner im 118. Kongress durch ein divided government geprägt sein. Hingegen kann Donald Trump 2025 seine Amtszeit im Rahmen eines unified government beginnen.
Obwohl vom Kongress im Prinzip unabhängig und mit einigem exekutivem Spielraum ausgestattet, ist der Präsident trotzdem in der Regel um die Unterstützung des Kongresses bemüht, da dieser als essentieller Teil der Legislative Gesetzesvorhaben der Regierung mittragen und u. a. auch die Mittel für die Bundesbehörden bewilligen muss. Ohne diese Unterstützung ist der Handlungsspielraum des Präsidenten stark eingeschränkt. Fehlen Mittel für die Bundesbehörden, kann es im Extremfall zu einem sogenannten Government Shutdown kommen, bei dem die Angestellten der Bundesbehörden keinen Lohn mehr erhalten (und dann in der Regel ihre Arbeit einstellen). In der Praxis ist fast jeder Präsident zumindest in Teilen seiner Amtszeit darauf angewiesen, einen überparteilichen Konsens zu finden, um regieren zu können.
Der Präsident hat als Verkörperung der Exekutive formal keine Möglichkeit, dem Kongress Gesetzesvorhaben vorzulegen. In der Praxis werden daher vom Präsidenten geförderte Gesetzentwürfe von dem Präsidenten nahestehenden Abgeordneten in die zuständige Kammer eingebracht. Außerdem kann der Präsident durch informelle Einflussnahme, unter anderem auch durch seine Rede zur Lage der Nation, Entscheidungen des Kongresses in die von ihm gewünschte Richtung zu lenken versuchen.
Stimmt er mit der Linie des Kongresses überhaupt nicht überein, so kann er gegen ein Gesetz ein Veto einlegen, das vom Kongress nur mit Zweidrittelmehrheit in beiden Kammern zurückgewiesen werden kann. Bei einem Veto ist der Präsident darauf beschränkt, ein Gesetz als Ganzes anzunehmen oder abzulehnen: Ein sogenanntes Line-Item-Veto, das die Ablehnung einzelner Stellen eines Gesetzes ermöglicht, ist nicht vorgesehen. Ein Versuch im Jahr 1996, dem Präsidenten das Recht auf ein Line-Item-Veto per Gesetz einzuräumen, wurde zwei Jahre später durch den Obersten Gerichtshof für verfassungswidrig erklärt. Es bedarf also einer Verfassungsänderung, um dies zu ermöglichen.
Gewöhnlich verliert die Partei des amtierenden Präsidenten bei Kongresswahlen Sitze in einer oder in beiden Kammern (Ausnahmen zeigten sich insbesondere 1998, als die Demokraten im Repräsentantenhaus, sowie 2002, als die Republikaner in beiden Kammern zulegten). Dabei können Wechsel der Mehrheitsverhältnisse in einem oder beiden Häusern des Kongresses einen bevorstehenden Machtwechsel im Weißen Haus ankündigen, tun das aber durchaus nicht immer. Hierbei sind vor allem die Wahlen seit der Verabschiedung des 17. Zusatzartikels von 1913 aussagekräftig, der bestimmte, dass die (bis dahin durch die Parlamente der Bundesstaaten bestimmten) Senatoren vom Volk ihrer jeweiligen Staaten gewählt werden. Ein Zusammenhang zeigte sich vor allem im ersten Drittel des 20. Jahrhunderts: 1919 – zwei Jahre vor dem Amtsantritt Hardings – gingen beide Häuser an die Republikaner, bevor bereits 1931 (zwei Jahre vor Franklin D. Roosevelts Präsidentschaft) der Senat an die Demokraten zurückging. Seit dem Zweiten Weltkrieg ist ein Wechsel in Senat oder Repräsentantenhaus von weit geringerer Aussagekraft: Truman wurde 1948 wiedergewählt, obgleich die Demokraten in den Midterms von 1946 eine historische Niederlage in beiden Häusern des Kongresses hinnehmen mussten, Nixon wurde 1968 entgegen einer demokratischen Mehrheit in beiden Kammern zum Präsidenten gewählt und bei unveränderten Machtverhältnissen 1972 erdrutschartig wiedergewählt, umgekehrt konnte Clinton die Wahl von 1996 gewinnen, obwohl die Demokraten in den Midterms von 1994 einen Einbruch in beiden Häusern des Kongresses erlitten und für den Rest von Clintons Amtszeit die Mehrheit an die Republikaner verloren (im Senat ging dadurch eine demokratische Vorherrschaft zu Ende, die ohne Unterbrechung seit dem Jahr 1955 und somit volle vierzig Jahre gewährt hatte). In jüngster Zeit jedoch ging beispielsweise dem Wechsel von George W. Bush auf Obama (110. Kongress) und von Obama auf Trump (114. Kongress) jeweils ein Wechsel in beiden Häusern, von Trump auf Biden (116. Kongress) und zurück von Biden auf Trump (118. Kongress) ein Wechsel im Repräsentantenhaus voraus.

## Wahl, Übergang und Einführung in das Amt
Die Wahl des Präsidenten ist relativ kompliziert. Üblicherweise stellen sich Interessenten schon ein bis zwei Jahre vor dem Wahltag der Öffentlichkeit vor. Im Winter des Wahljahres beginnen die sogenannten Vorwahlen, die von den Parteien organisiert werden (primaries, dabei gibt es unterschiedliche Formate). Über die Vorwahlen ihrer Partei erhalten die Kandidaten Wahlleute, die dann im Sommer auf den Wahlparteitagen darüber abstimmen, wer Präsidentschaftskandidat der Partei werden soll. Meist steht aber lange vor dem Parteitag fest, wer am meisten Wahlleute auf sich vereint.
Am Wahltag im November des Wahljahres wählen die amerikanischen Bürger einen Präsidentschaftskandidaten und mit dem gleichen Wahlzettel den dazugehörigen Kandidaten für die Vizepräsidentschaft. So wird in den einzelnen Bundesstaaten ermittelt, wer im Bundesstaat die meisten Stimmen erhalten hat. In den meisten Bundesstaaten erhält dieser Kandidat alle Wahlleute (electors) des betreffenden Bundesstaates. Das Wahlmännerkollegium bestimmt dann offiziell den Präsidenten. Diese Wahl wird später im Kongress (in beiden Parlamentskammern) bestätigt.

### Voraussetzungen
Ein Kandidat muss bei Amtsantritt mindestens 35 Jahre alt sein. Weiterhin muss er seinen Wohnsitz seit mindestens 14 Jahren in den Vereinigten Staaten haben.
Er muss entweder zum Zeitpunkt der Ratifikation der Verfassung bereits Bürger der USA gewesen sein, was für zehn der ersten zwölf Präsidenten zutraf, oder ein natural born citizen der USA sein. Letztere Vorschrift ist nicht ganz eindeutig, so gab es bei der Kandidatur von John McCain eine Debatte, ob er diese Vorschrift erfülle, da er in der damals unter Kontrolle der USA stehenden Panamakanalzone geboren wurde. Vorherrschende Ansicht ist inzwischen, dass jeder Mensch, der die Staatsbürgerschaft der Vereinigten Staaten durch seine Geburt erlangt hat, ein natural born citizen ist.
In Artikel I, Sektion 3, der Verfassung ist geregelt, dass der Senat bei einem Amtsenthebungsverfahren auch ein Verbot aussprechen kann, zukünftig ein Amt auszuüben. Der 14. Zusatzartikel, der 1868 ratifiziert wurde, schließt ehemalige Offiziere, Beamte oder gewählte Amtsinhaber von öffentlichen Ämtern aus, wenn sie an einer Rebellion gegen die Vereinigten Staaten beteiligt waren oder ihre Feinde unterstützt hatten. Der Kongress hat das Recht, mit einer Zweidrittelmehrheit solche Bewerber trotzdem zuzulassen. 1898 wurden pauschal alle Personen wieder zugelassen, die bis dahin von der Ausschlussregel des 14. Zusatzartikels betroffen waren. Keine Voraussetzung ist, dass der Präsident der USA nicht wegen einer Straftat verurteilt wurde bzw. dass er sich nicht im Strafvollzug befindet. Daher konnte Eugene V. Debs aus dem Gefängnis heraus bei der Wahl von 1920 für die Sozialistische Partei Amerikas kandidieren.
Seit 1951 begrenzt der 22. Zusatzartikel die Amtszeit, indem er vorschreibt, dass niemand mehr als zweimal zum Präsidenten gewählt werden darf, unabhängig davon, ob die Amtszeiten aufeinander folgen oder nicht. Ein Vizepräsident, der durch ein vorzeitiges Ausscheiden des Präsidenten in dieses Amt vorrückt, darf sich nur dann zweimal zur Wahl stellen, wenn von der Amtszeit des ursprünglichen Amtsträgers nicht mehr als zwei Jahre übrig sind. Ein regulär gewählter Präsident kann also maximal acht Jahre amtieren, ein ohne Wahl nachgerückter Vizepräsident kann theoretisch bis zu zehn Jahre im Amt verbleiben.
Durch den 12. Verfassungszusatz ist geregelt, dass niemand zum Vizepräsidenten gewählt werden darf, der nicht die Voraussetzungen erfüllt, zum Präsidenten gewählt zu werden. Hierdurch kann ein bereits zweifach gewählter Präsident auch nicht über den Umweg als Vizepräsident nochmals in das Präsidentenamt gelangen. Auch die Nachfolge des Präsidenten der Vereinigten Staaten in der gegenwärtigen gesetzlichen Regelung schließt Personen aus, die nicht die Voraussetzungen erfüllen, zum Präsidenten gewählt zu werden, so dass auch ein Nachrücken als kommissarischer Präsident ausgeschlossen ist.
Insbesondere die Vorschrift, dass der Präsident gebürtiger US-Amerikaner sein muss, wird durchaus hinterfragt, da Einwanderer einen großen Teil der Bevölkerung ausmachen. Hintergrund der Vorschrift war ursprünglich das Bestreben, kolonialistische Briten vom Präsidentenamt fernzuhalten. Der gebürtige Österreicher Arnold Schwarzenegger, von 2003 bis 2011 Gouverneur von Kalifornien, galt als einer der bekanntesten Kandidaten im Falle der Aufhebung dieser Vorschrift, zu der allerdings eine Verfassungsänderung notwendig wäre.

### Parteiangehörigkeit
Bislang gehörten 19 Präsidenten den Republikanern an, die insgesamt 92 Jahre im Amt waren (ohne Trumps zweite Amtszeit). Ihnen stehen 16 Demokraten mit ebenfalls 92 Amtsjahren gegenüber. Hinzu kommen von den dominierenden Parteien der Frühzeit der USA je 4 Präsidenten, die der Demokratisch-Republikanischen Partei (28 Amtsjahre) und den Whigs (knapp viereinhalb Amtsjahre) angehörten. Die Föderalistische Partei stellte einen Präsidenten (John Adams, 4 Amtsjahre). Lincoln, der 1860 als Kandidat der Republikaner gewählt worden war, trat 1864 zusammen mit dem später zum Präsident aufrückenden Andrew Johnson als Kandidat der National Union Party an, einem Zusammenschluss der Republikaner und der „War Democrats“ (des für eine Fortsetzung des Sezessionskriegs eintretenden Parteiflügels der Demokraten). Andrew Johnson trat allerdings gegen Ende seiner Präsidentschaft wieder den Demokraten bei. Parteilos war bislang nur der erste Präsident, George Washington – allerdings wurde der als Whig angetretene John Tyler bereits etwa ein halbes Jahr nach Beginn der Amtsperiode aus seiner Partei ausgeschlossen und blieb von da an parteilos. Faktisch ist der Präsident zusätzlich auch noch Chef seiner Partei: Rollen, die nach der Ansicht mancher Historiker oft gar nicht zu vereinbaren sind.
Die Besetzung des Präsidentenamts durch die unterschiedlichen politischen Parteien war in der Vergangenheit durch mehrere Phasen der Dominanz bestimmter Parteien geprägt. Am deutlichsten zeigte sich das, als die Demokratisch-Republikanische Partei – ein bis heute nicht eingestellter Rekord – von 1801 bis 1829 für sieben aufeinanderfolgende Amtsperioden ununterbrochen den Präsidenten stellte. Diese Vorherrschaft war derart ausgeprägt, dass die Präsidentschaftswahlen von 1812 und 1824 im Wesentlichen nur zwischen Kandidaten dieser Partei ausgetragen wurden und sich bei der Wahl von 1820 erst gar keine ernstzunehmenden Kandidaten gegen die Wiederwahl James Monroes stellten. In beiden Kammern des Kongresses hielten die Demokraten-Republikaner von 1801 bis 1825, als in der Folge der Wahl von 1824 das Zerwürfnis zwischen John Quincy Adams und Andrew Jackson die Partei spaltete, die (zeitweilig überwältigende) Mehrheit – so etwa 1821, als der 17. Kongress Mehrheiten der Demokraten-Republikaner von 91,7 % der Sitze im Senat und 82,9 % im Repräsentantenhaus sah.
Eine ähnliche Dominanz zeigten die Republikaner im 64-jährigen Zeitraum von 1869 bis 1933, als sie in zwölf der (regulären) sechzehn Amtsperioden den Präsidenten stellten, unterbrochen nur durch die jeweils beiden Amtsperioden der Demokraten Grover Cleveland und Woodrow Wilson. Zusätzlich konnte sich zu Beginn dieser Ära Ulysses S. Grant zeitweilig auf mehr als achtzig Prozent der Sitze im Senat und etwa siebzig Prozent der Sitze im Repräsentantenhaus stützen (wobei er allerdings bei den Wahlen zum Repräsentantenhaus von 1874 die Mehrheit verlor), doch auch die republikanischen Präsidenten im ersten Drittel des 20. Jahrhunderts konnten fast durchgehend im Rahmen eines unified government regieren, wenngleich mit weniger komfortablen Mehrheiten als Grant.
Nachdem auch die Demokratische Partei in einer Phase der Dominanz zwischen 1933 und 1953 für fünf aufeinanderfolgende (reguläre) Amtsperioden den Präsidenten gestellt hatte und dabei gleichfalls fast durchgehend im Rahmen eines unified government mit ausgeprägten Mehrheiten von zeitweilig mehr als drei Viertel der Sitze in beiden Kammern des Kongresses regierte, sind Wechsel in der Parteizugehörigkeit der Präsidenten und (jedenfalls seit 1981) der Mehrheiten in einer oder beiden Kammern des Kongresses zur Regel geworden. Seit dem Amtsantritt Dwight. D. Eisenhowers im Jahr 1953 stellte eine Partei nur in einem einzigen Fall für mehr als zwei Amtsperioden den Präsidenten, nämlich in den drei Amtsperioden von 1981 bis 1993, als die Republikaner Ronald Reagan und George H. W. Bush aufeinander folgten.
Präsident und Vizepräsident können theoretisch unterschiedlichen Parteien angehören. In einem solchen Fall ginge bei Tod oder Rücktritt des Präsidenten das Amt des Präsidenten durch Nachrücken des Vizepräsidenten auf das Mitglied einer anderen Partei über. Darüber hinaus kann die Zugehörigkeit des Vizepräsident zu einem bestimmten politischen Lager bei knappen Mehrheitsverhältnissen im Senat insofern von erheblicher politischer Bedeutung sein, als seine Stimme im Fall von Stimmengleichstand ausschlaggebend ist. Nur ein einziges Mal, von 1797 bis 1801, unter Präsident John Adams (einem Föderalisten), gehörten bislang Präsident und Vizepräsident unterschiedlichen politischen Lagern an, da Adams’ Vizepräsident Thomas Jefferson den Republikaner-Demokraten angehörte.
Auch nach dem Inkrafttreten des 12. Verfassungszusatzes, der erstmals bei der Wahl von 1804 Anwendung fand, ist es nicht ausgeschlossen, dass die beiden Ämter auf unterschiedliche politische Lager verteilt sind, da der Präsident von den Wahlmännern unabhängig vom Vizepräsidenten gewählt wird. Damit ist es möglich, dass bei der Stimmabgabe durch die Wahlmänner (zum Beispiel wegen in Bezug auf Präsident oder Vizepräsident entgegen dem Wählerauftrag abstimmenden faithless electors) eine absolute Mehrheit an Stimmen für das eine Amt, nicht aber für das andere Amt erzielt wird. Kann keiner der Kandidaten für das Amt des Präsidenten oder Vizepräsidenten die absolute Mehrheit der Wahlmännerstimmen erzielen, so wird der Präsident oder Vizepräsident vom Repräsentantenhaus (Präsident) beziehungsweise vom Senat (Vizepräsident) bestimmt – wo möglicherweise eine andere Partei als die des Kandidaten dominiert, der die relative Mehrheit an Wahlstimmen erhalten hat. Seit 1804 kamen beide Fälle jeweils einmal vor, wobei es aber dabei blieb, dass Präsident und Vizepräsident demselben politischen Lager angehörten: Bei der Wahl von 1824 wurde der Präsident John Quincy Adams (obgleich er weniger Wahlmännerstimmen erhalten hatte als Andrew Jackson) vom Repräsentantenhaus bestimmt, der Vizepräsident John C. Calhoun jedoch mit absoluter Mehrheit der Wahlmännerstimmen gewählt; bei der Wahl von 1836 errang der Präsident Martin Van Buren die absolute Mehrheit der Wahlmännerstimmen, wogegen der Vizepräsident – Van Burens running mate Richard Mentor Johnson – infolge einer Anzahl von faithless electors vom Senat bestimmt werden musste. Abraham Lincoln (ein Republikaner) und Andrew Johnson (ein „War Democrat“, also ein Vertreter des Parteiflügels der Demokraten, der für die Fortsetzung des Bürgerkriegs plädierte) gehörten ebenfalls unterschiedlichen Parteien an, waren aber wie erwähnt gemeinsam im Rahmen der Wahlplattform der National Union Party angetreten.
Auch abgesehen von einem über Wahlmännerstimmen gewählten Vizepräsidenten ist ein Wechsel der Parteizugehörigkeit im Amt des Präsidenten mitten in einer regulären Amtsperiode infolge der weiteren Regelungen zur Nachfolge des Präsidenten denkbar. Diese Regelungen sehen vor, dass mangels eines Präsidenten oder Vizepräsidenten der Sprecher des Repräsentantenhauses nachrückt. Der Sprecher kann im Fall eines divided government einer anderen Partei als Präsident oder Vizepräsident angehören. Dieser Fall hätte bei einem Rücktritt des Republikaners Nixon nach dem Rücktritt des gewählten Vizepräsidenten Spiro Agnew im Oktober 1973, aber noch vor der Nachnominierung Fords im Dezember desselben Jahres durchaus eintreten können, da dann der Sprecher des Repräsentantenhauses, der Demokrat Carl Albert, geschäftsführend an die Stelle Nixons getreten wäre (Nixon trat erst im August 1974 zurück). Allerdings kündigte Albert an, die Entscheidung des Wählers für einen republikanischen Präsidenten zu respektieren, gegebenenfalls einen republikanischen Vizepräsidenten zu nominieren und sodann von seinem Amt als geschäftsführender Präsident zurückzutreten. Obgleich die geschilderte Situation nicht eintrat, wird Alberts Ankündigung eine gewisse Präzedenzwirkung zugemessen. Derselbe Fall hätte jedoch bereits gut einhundert Jahre früher eintreten können: Wäre 1868 das Amtsenthebungsverfahren gegen Andrew Johnson, das nur knapp scheiterte, im Sinne der Ankläger ausgegangen, wäre anstelle des Demokraten Andrew Johnson der Republikaner Benjamin Wade als geschäftsführender Präsident nachgerückt.
In der Regel dürfte allerdings eine andere Parteizugehörigkeit des Vizepräsidenten bei Nachnominierung infolge Aufrückens des ursprünglichen Vizepräsidenten zum Präsidenten oder bei Ausfall des Vizepräsidenten wegen dessen Tod oder Rücktritt nicht in Frage kommen, weil zwar beide Kammern des Kongresses den Nachfolger bestätigen müssen, dem Präsidenten dabei aber das Vorschlagsrecht zukommt.

### Vorwahlen

#### Große Parteien

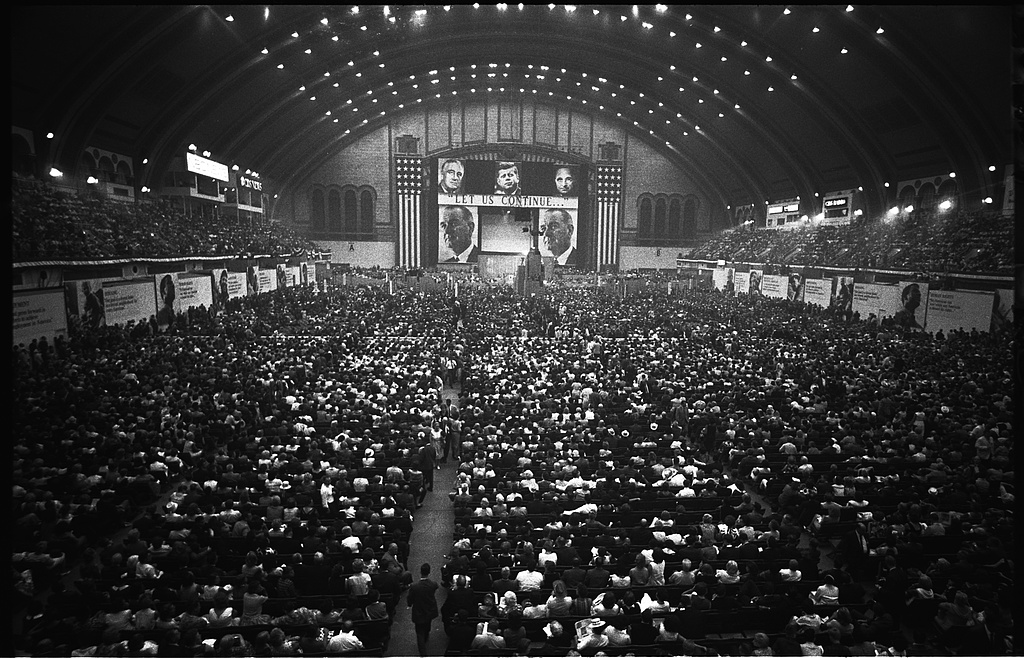
Democratic National Convention im Jahr 1964

Jeder Präsidentschaftskandidat der beiden großen, seit 1856 dominierenden Parteien, also der Demokraten und der Republikaner, wird auf deren Parteitag formell gewählt, der im Sommer vor der Wahl abgehalten wird. Die Delegierten einer Partei für diesen Parteitag werden in Vorwahlen (primaries) bestimmt, die von Januar bis ungefähr Juli des Wahljahres durchgeführt werden.
Während ein amtierender und wieder antretender Präsident in der Regel unangefochten wieder von seiner Partei nominiert wird, ist das Auswahlverfahren in der Partei des Herausforderers deutlich spannender. Die Delegiertenmandate werden entsprechend der Bevölkerungsgröße in den einzelnen Bundesstaaten vergeben. Dadurch kann der Sieg in mehreren großen Bundesstaaten in Verbindung mit der Tatsache, dass dem Kandidaten alle Delegiertenstimmen des Staates zufallen, für einen Kandidaten bereits die Parteinominierung bedeuten. Deshalb wird schon in diesen Vorwahlen mit großem Aufwand Wahlkampf gemacht. Die Finanzierung erfolgt im Wesentlichen durch Spenden.
Die Regeln der Vorwahlen sind sehr komplex und variieren in jedem Bundesstaat und auch zwischen den Parteien. Sie werden zudem bei jeder Wahl modifiziert.
Es gibt im Wesentlichen zwei Typen von Vorwahlen:
1. Caucus: Manche Staaten führen einen Caucus durch. Hierbei werden örtliche Versammlungen abgehalten, an denen Fürsprecher der jeweiligen Kandidaten für diesen werben. Danach werden Stimmen gezählt, oft in mehreren Runden, bei denen jeweils der stimmenschwächste Kandidat ausscheidet und sich dessen Anhänger auf einen der anderen Kandidaten festlegen können. Das Gesamtstimmenergebnis ergibt sich dann aus den Stimmen dieser Versammlungen.
2. Demgegenüber wird bei einer primary eine Vorwahl durchgeführt, bei der registrierte Wähler teilnehmen können. Dieses Format findet in den meisten Staaten Anwendung.

Wer an den Caucuses bzw. Primaries teilnehmen darf, ist ebenso unterschiedlich. Teilweise sind die Abstimmungen offen für alle Bürger, teils nur für Wähler, die sich für die jeweilige Partei registriert haben. In einigen Staaten gibt es Mischformen, bei denen registrierte Wähler, die keine Parteipräferenz angegeben haben, auch teilnehmen dürfen.
Die Zuteilung der Delegierten erfolgt bei den Demokraten im Wesentlichen proportional zum Wahlergebnis. Bei den Republikanern war bis 2012 das Winner-take-all-Prinzip üblich. D. h. hier erhielt der Kandidat mit den meisten Stimmen alle Delegierten des Staates. 2016 wurde dies nur noch für die späteren Vorwahlen erlaubt. Jedoch sind immer noch Modelle üblich, bei denen der Kandidat mit den meisten Stimmen z. B. in jedem Fall die Mehrheit der Delegierten erhält.
Die nationale Partei legt u. a. einen Rahmen für den Terminkalender der Vorwahlen fest, da viele Staaten ein Interesse daran haben, einen möglichst frühen Wahltermin festzulegen, um im Kampf um die Nominierung noch eine Rolle zu spielen. Traditionell beginnen die Vorwahlen mit den Caucuses in Iowa und den Primaries in New Hampshire. In einigen Fällen, in denen sich der lokale Ableger der jeweiligen Partei nicht an diese Regeln hielt und die Vorwahl z. B. zu früh terminierte, wurde dies von der nationalen Partei mit dem Entzug einiger oder aller Delegierten beim Parteitag bestraft. Üblicherweise gibt es ungefähr Anfang März einen als Super Tuesday bezeichneten Dienstag, an dem die größte Anzahl Staaten gleichzeitig Vorwahlen abhalten und der daher oft als entscheidende Etappe zur Nominierung gesehen wird.
In der Praxis nehmen nie alle erklärten Kandidaten an der ganzen Vorwahlsaison teil. Vielmehr ist es so, dass nach und nach Kandidaten aufgeben, die keine Erfolgschance mehr sehen. Am Ende bleiben nur der designierte Kandidat (presumptive nominee) und solche Kandidaten, die trotz Aussichtslosigkeit im Rennen verbleiben oder ihre Kandidatur zu spät zurückgezogen haben, um noch von den Wahlzetteln in den späteren Vorwahlstaaten gestrichen zu werden. In seltenen Fällen dauert der Kampf um die Nominierung lange an – ein Beispiel hierfür sind die Vorwahlen 2008, bei denen Hillary Clinton sich ein Kopf-an-Kopf-Rennen mit Barack Obama lieferte und erst nach Abschluss aller Vorwahlen aufgab.
Die in den Vorwahlen bestimmten Delegierten sind zumindest im ersten Wahlgang auch dazu verpflichtet, für den Kandidaten zu stimmen, für den sie gewählt wurden.
Eine weitere Besonderheit der Parteitage ist, dass auch die bewohnten Außengebiete der USA einige Delegierten entsenden und somit Einfluss auf die Nominierung nehmen können, auch wenn sie bei den Wahlen im November kein Stimmrecht haben. Beide Parteien haben zudem auch Delegierte, die nicht über die Vorwahlen bestimmt wurden, sondern durch ihre Position als aktiver Politiker ein Stimmrecht beim Parteitag haben. Bei den Demokraten wird von sogenannten Superdelegierten gesprochen, die derzeit ca. 15 Prozent der Delegierten ausmachen. Da deren Stimmen das Ergebnis der Vorwahlen bei vergangenen Parteitagen auch kippen konnten, waren und sind diese umstritten. Zuletzt wurde 2018 eine Reform beschlossen, nach der zwei Drittel der Superdelegierten an die Ergebnisse ihrer Staaten gebunden sind. Zudem haben Superdelegierte im ersten Wahlgang kein Stimmrecht mehr. Die Republikaner haben auch ungebundene Delegierte. Diese sind aber deutlich weniger zahlreich und spielen eine weniger große Rolle.
Nach Abschluss der Vorwahlen werden auf großen Parteitagen (National Conventions) der jeweiligen Parteien die entsprechenden Kandidaten formal bestätigt. Gleichzeitig gibt der Präsidentschaftskandidat an, wen er als Kandidaten für die Vizepräsidentschaft nominiert. Auch dieser Kandidat wird in der Regel vom Parteitag bestätigt.
Nominierungsparteitage sind seit den 1830er-Jahren üblich. Geht kein Kandidat mit einer Mehrheit in den Parteitag, kommt es zu einer „brokered convention“ (dt. vermittelter Parteitag), bei der mehrere Abstimmungsrunden abgehalten werden müssen. Dies war lange Zeit der Normalfall, insbesondere bei den Demokraten, die von 1832 bis 1936 eine Zweidrittelmehrheit der Delegierten zur Nominierung vorschrieben. Seit Beginn des 20. Jahrhunderts begannen verschiedene Staaten, Vorwahlen einzuführen. Diese hatten aber lange Zeit keinen bindenden Charakter. Auch danach gab es Parteitage, an denen mehrere Abstimmungen durchgeführt werden mussten, zuletzt 1948 bei den Republikanern und 1952 bei den Demokraten. Nachdem der Parteitag der Demokraten 1968 chaotisch verlief und zu großer Uneinigkeit führte, u. a. weil der letztendlich nominierte Präsidentschaftskandidat Hubert H. Humphrey zuvor bei keiner der 13 Vorwahlen als Kandidat angetreten war, wurden die Regeln verschärft. Eine Folge davon war, dass die meisten Staaten es als einfachste Möglichkeit sahen, den neuen Regeln zu folgen, indem sie eine Vorwahl durchführten. Dem folgten auch zunehmend die Republikaner. 1992 führten die Republikaner in 39 Staaten und die Demokraten in 40 Staaten Vorwahlen durch. Hierdurch sind umkämpfte Abstimmungen seltener geworden, da der Sieger im Vorfeld schon feststeht, so dass nur noch wenige Stimmen an Außenseiter gehen. Selbst in knappen Rennen wie zwischen Barack Obama und Hillary Clinton 2008 kann dies dadurch gelöst werden, dass die Abstimmung vorzeitig abgebrochen und auf Antrag die Nominierung per Akklamation durchgeführt wird.

#### Kleine Parteien
Die größeren der kleinen Parteien wie die Libertäre Partei oder die Grüne Partei halten auch Vorwahlen zur Bestimmung von Parteitagsdelegierten ab, jedoch nicht in allen Bundesstaaten.
Im Gegensatz zu den großen Parteien ist für die kleinen Parteien auch nicht garantiert, dass sie in allen Bundesstaaten auf dem Stimmzettel stehen. Sie müssen in jedem Bundesstaat die jeweiligen Hürden hierfür überwinden. Dies gelingt nur den wenigsten Parteien. In vielen Staaten besteht auch die Möglichkeit des „Write-In“, d. h. die Wähler können in einem freien Feld einen Kandidaten ihrer Wahl eintragen.
Bei der letzten Präsidentschaftswahl 2020[veraltet] war einzig der Kandidat der Libertären Partei überall ohne Write-In wählbar. Der Kandidat der Grünen Partei war in immerhin so vielen Staaten wählbar, dass er auch ohne Write-Ins hätte siegen können. Alle anderen Kandidaten wären für einen Sieg auf Write-In-Stimmen angewiesen gewesen.
Manche kleinen Parteien weisen ein stolzes Alter auf, so ist die Prohibition Party seit 1872 zu jeder einzelnen Präsidentschaftswahl mit einem eigenen Kandidaten angetreten. Die Kommunistische Partei der USA (CPUSA) existiert seit 1919, trat aber nur zu den Präsidentschaftswahlen von 1924 bis 1940 und von 1968 bis 1984 mit eigenen Kandidaten an. Die seit 2008 inaktive Socialist Labor Party of America von 1876 trat zwischen 1888 und 1976 zu allen Wahlen mit einem eigenen Kandidat an. Allerdings waren die langjährig existenten kleinen Parteien bei den Wahlen bislang ohne jeden Erfolg: Keiner der oben genannten Parteien gelang es jemals, aus eigener Kraft auch nur eine einzige Wahlmännerstimme zu gewinnen – sieht man davon ab, dass John Hospers, Kandidat der Libertarian Party, bei der Wahl von 1972 die Stimme eines entgegen dem Wählerauftrag abstimmenden Wahlmanns aus Virginia erhielt. Vergleichsweise mehr Wirkung erzielten vor allem Wahlplattformen einzelner Personen oder Ad-hoc-Gründungen, mit denen ein festumrissenes politisches Ziel verfolgt wurde. Solche Parteien, die nicht selten durchaus die Wahlmännerstimmen mehrerer Staaten gewinnen konnten, traten jedoch oft nur zu einer einzigen Wahl an; wo sie länger existierten, setzte nach Anfangserfolgen gewöhnlich ein rascher Niedergang ein.
Historisch traten kleine Parteien mitunter an, um einen bestimmten Kandidaten zu verhindern oder um eigene politische Vorstellungen im Austausch gegen Unterstützung des Kandidaten einer großen Partei durchzusetzen. So geschah das etwa im Fall der Constitutional Union Party, die zur Präsidentschaftswahl von 1860 antrat, um die Republikaner mit ihrem Kandidaten Abraham Lincoln unter die absolute Mehrheit der Wahlmännerstimmen zu drücken. Hätte keiner der Kandidaten eine absolute Mehrheit der Wahlmännerstimmen erzielt, hätte der Präsident vom Repräsentantenhaus bestimmt werden müssen, das – wie sich bereits bei der Wahl von 1824 gezeigt hatte – sich für seine Entscheidung nicht unbedingt von der relativen Mehrheit der Wahlmänner leiten ließ. Ähnlich handelten Strom Thurmonds „Dixiecrats“ bei der Präsidentschaftswahl von 1948 sowie George Wallaces „American Independent Party“ bei der Wahl von 1968, zwei Sammlungsbewegungen von Südstaatlern, für die die Republikaner wegen des Sezessionskriegs unwählbar waren und die von den Demokraten wegen Trumans bzw. L. B. Johnsons Engagement gegen die Rassentrennung enttäuscht waren. Weder Thurmond noch Wallace rechneten damit, selbst zum Präsidenten gewählt zu werden, vielmehr setzten sie ihre Hoffnung darauf, die Wahl des Präsidenten auf das Repräsentantenhaus zu verlagern, wo ihnen neben institutionellen auch im engeren Sinne politische Formen der Einflussnahme offenstanden. In keinem dieser Fälle ging das Kalkül auf, stets gelang es bislang den Kandidaten der großen Parteien, trotz der Teilnahme solcher Drittparteien eine absolute Mehrheit der Wahlmännerstimmen zu erzielen. Allerdings fehlte mitunter nicht viel zu einem Erfolg der Drittparteien: So lieferten sich in der Wahl von 1968 Nixon und Humphrey in mehreren wahlmännerstimmenstarken Bundesstaaten ein Kopf-an-Kopf-Rennen. Wallaces Plan wäre beispielsweise bereits dann aufgegangen, wenn entweder die Wahlmännerstimmen Kaliforniens (wo beide große Parteien nur um gut drei Prozentpunkte auseinander lagen) oder zwei der drei Staaten Illinois, Ohio und Missouri (mit jeweils weniger als drei Prozent Unterschied bei den Stimmenanteilen) an Humphrey statt an Nixon gegangen wären. Auch in anderen Fällen wurde eine Wahl des Präsidenten durch das Repräsentantenhaus mitunter nur knapp vermieden: So hätten bei der Präsidentschaftswahl von 1848, als mit der „Free Soil Party“ eine verhältnismäßig starke dritte Partei antrat, 6.000 Wählerstimmen zusätzlich für die Demokraten in Georgia und Maryland zu einem Gleichstand an Wahlmännerstimmen mit den Whigs führen können.
Andere dritte Parteien traten mit eigenen Kandidaten an, ohne implizit oder erklärtermaßen auf eine Verlagerung der Wahl auf das Repräsentantenhaus abzuzielen, entweder weil sie sich trotz allem Chancen ausrechneten, sich gegen die großen Parteien durchzusetzen, oder weil sie (lediglich) ihre Absicht zur Teilnahme am politischen Geschehen sichtbar machen und bekräftigen wollten. Der Plan, gleich beide großen Parteien zu überflügeln, war keineswegs in allen Fällen zum Scheitern verurteilt – so führte der unabhängige Kandidat Ross Perot bei der Wahl von 1992 zeitweilig in den Umfragen vor den beiden Kandidaten der großen Parteien. Solche dritte Kandidaten konnten in einigen Fällen jedoch insofern Einfluss auf das Resultat der Wahl ausüben, als sie mit den von ihnen erzielten Stimmen im Ergebnis das eigene Lager schwächten und den Sieg des gegnerischen Lagers beförderten. So erfolgte das etwa im Fall der Wahl von 1912, als der vormals republikanische Ex-Präsident Theodore Roosevelt mit seiner „Progressive Party“ antrat, womit er lediglich erreichte, dass weder er selbst noch der republikanische Kandidat und amtierende Präsident William Howard Taft die Mehrheit der Wahlmänner erzielte, und dass der Demokrat Woodrow Wilson (der eine popular vote von gerade einmal 41,8 % erzielte) den Sieg davontrug. Vorwürfe dieser Art wurden auch nach der äußerst knapp im Staate Florida entschiedenen Wahl des Jahres 2000 gegen den von den Grünen unterstützten Ralph Nader laut, der den Sieg Al Gores verhindert haben sollte. Bei der Präsidentschaftswahl 2016 wurden Jill Stein, Kandidatin der Green Party, und Gary E. Johnson, Kandidat der Libertarian Party, beschuldigt, als „spoiler“ zum Nachteil der unterlegenen Kandidatin der Demokraten Hillary Clinton gewirkt zu haben. Zachary Taylors Sieg bei der Präsidentschaftswahl von 1848 wird darauf zurückgeführt, dass Martin Van Buren (der Kandidat der Free Soil Party, einer Abspaltung der Demokraten) den Kandidaten der Demokraten, Lewis Cass, im Staat New York auf den dritten Platz verwies und damit Taylor (Whigs) die Mehrheit in diesem (damals mit Abstand wahlmännerstimmenstärksten) Staat verschaffte.

### Wahltag

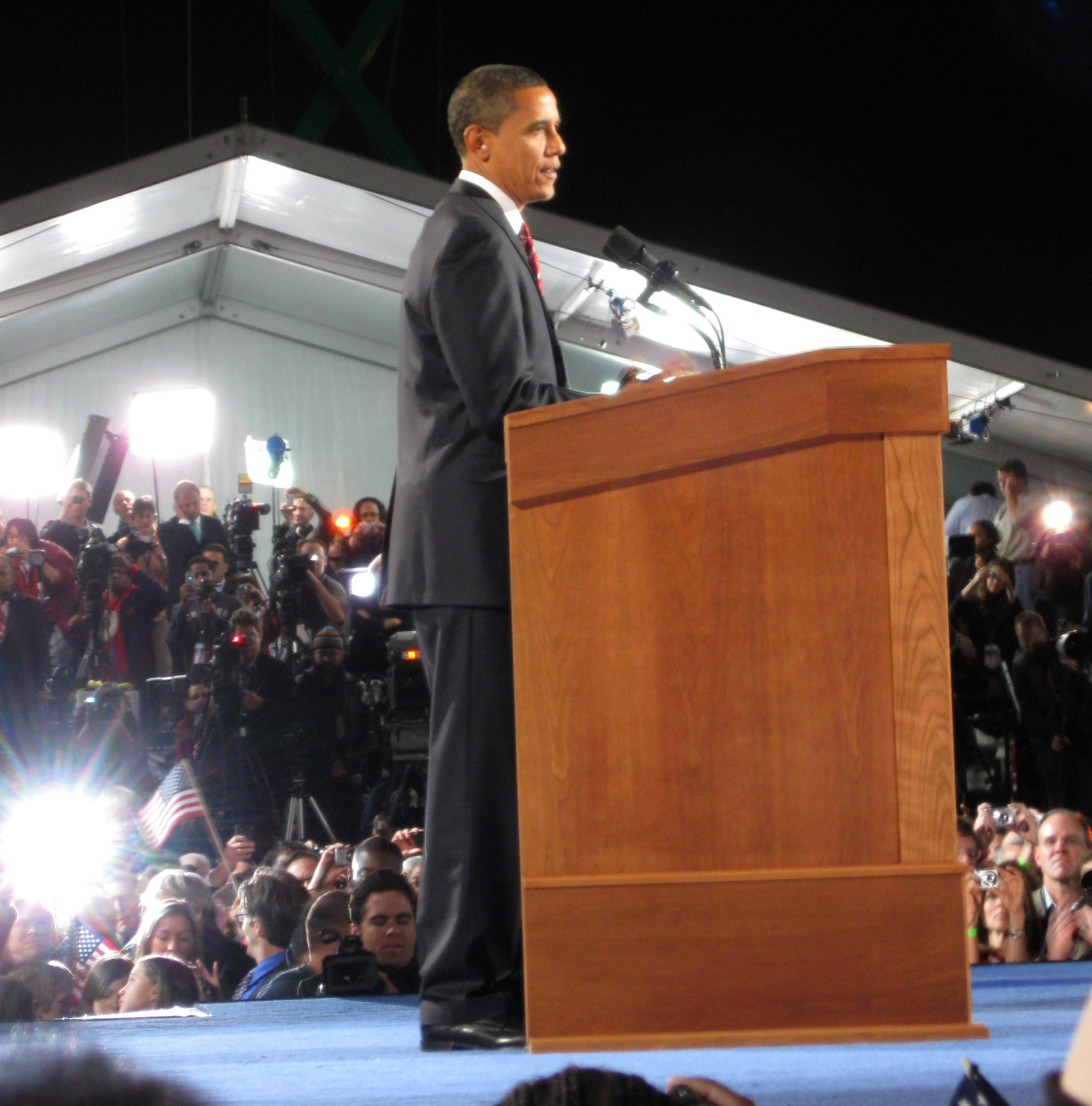
Der 44. Präsident Barack Obama beim Wahltag am 4. November 2008

Die Wahl zum Präsidenten findet stets am ersten Dienstag nach dem 1. November statt, also am 2. bis 8. November, in einem Jahr, das ohne Rest durch vier teilbar ist (1788, 1792, …, 2016, 2020, 2024 usw.). Dieser Tag hat folgenden Hintergrund: Zum einen sollte die Wahl nach der Ernte stattfinden. Zum anderen sollten die Wahllokale aufgesucht werden können, ohne auf den sonntäglichen Kirchgang zu verzichten. Da in der Gründerzeit die Wahllokale häufig weit entfernt waren, erschien der Dienstag als sinnvoller Tag, um die Lokale nach dem Kirchgang erreichen zu können. Da bei Rücktritt oder Tod des Amtsinhabers die Nachfolge geregelt und keine vorgezogene Neuwahl vorgesehen ist, werden die Wahlen schon seit Gründung der Vereinigten Staaten immer in diesem Turnus durchgeführt. Ein Termin gegen Ende des Jahres wurde schon von Anfang an gewählt. Die aktuelle Regelung besteht seit 1845. Zuvor fanden die Wahlen nicht am selben Tag, sondern über einen längeren Zeitraum von ungefähr Ende Oktober bis Anfang Dezember statt.
Die Wähler stimmen für eines der möglichen aus Präsidentschaftskandidat und Vizepräsidentschaftskandidat bestehenden tickets. Bei der Entscheidung, wer zum Präsidenten (und zum Vizepräsidenten) gewählt ist, zählt jedoch nicht, wer bundesweit die meisten Wählerstimmen erhalten hat. Vielmehr wird diese Entscheidung einem Wahlkollegium überlassen, dem sogenannten Electoral College. Dieses besteht aus 538 Personen, die von den Wählern in den einzelnen Bundesstaaten und im Bundesdistrikt gewählt werden. Diese Zahl entspricht der Gesamtzahl der Abgeordneten im Repräsentantenhaus (435) und im Senat (100) sowie dreier Wahlmänner für den sonst im Kongress nicht vertretenen Regierungsbezirk Washington, D.C. Mit Ausnahme der Staaten Nebraska und Maine, wo ein Teil der Wahlmänner mit einfacher Mehrheit einzeln nach Wahlbezirken gewählt wird, entfallen alle Wahlmänner aus einem Bundesstaat auf das ticket, das in jenem Bundesstaat die meisten Stimmen erhalten hat. Hierdurch reicht schon ein knapper Sieg in einem Bundesstaat, um alle Wahlmännerstimmen dieses Staates zu erhalten. (Andere Vorgehensweisen zur Bestimmung der Wahlmänner waren in den früheren Jahren der USA vielfach üblich, gerierten aber außer Gebrauch. So war es in vielen Bundesstaaten lange Usus, die Wahlmänner durch die Legislative des Bundesstaats bestimmen zu lassen. Bei der Wahl von 1828 bediente sich New York einer vermittelnden Stufenlösung dergestalt, dass die Wähler eines Kongress-Wahlkreises je einen Wahlmann wählten und die verbleibenden zwei Wahlmänner durch diese durch Volkswahl ermittelten Wahlmänner gewählt wurden. Bei der Wahl von 1800 wurden in Tennessee durch die Wahlberechtigten der einzelnen Countys zunächst County-Vertreter bestimmt, die im nächsten Schritt die Wahlmänner wählten – die Wahlmänner wurden also durch ein anderes Wahlmännergremium gewählt.)
Der offensichtliche Gewinner am Wahltag wird, bis er seine erste Amtsperiode antritt, als President-elect (deutsch: „gewählter Präsident“) bezeichnet.

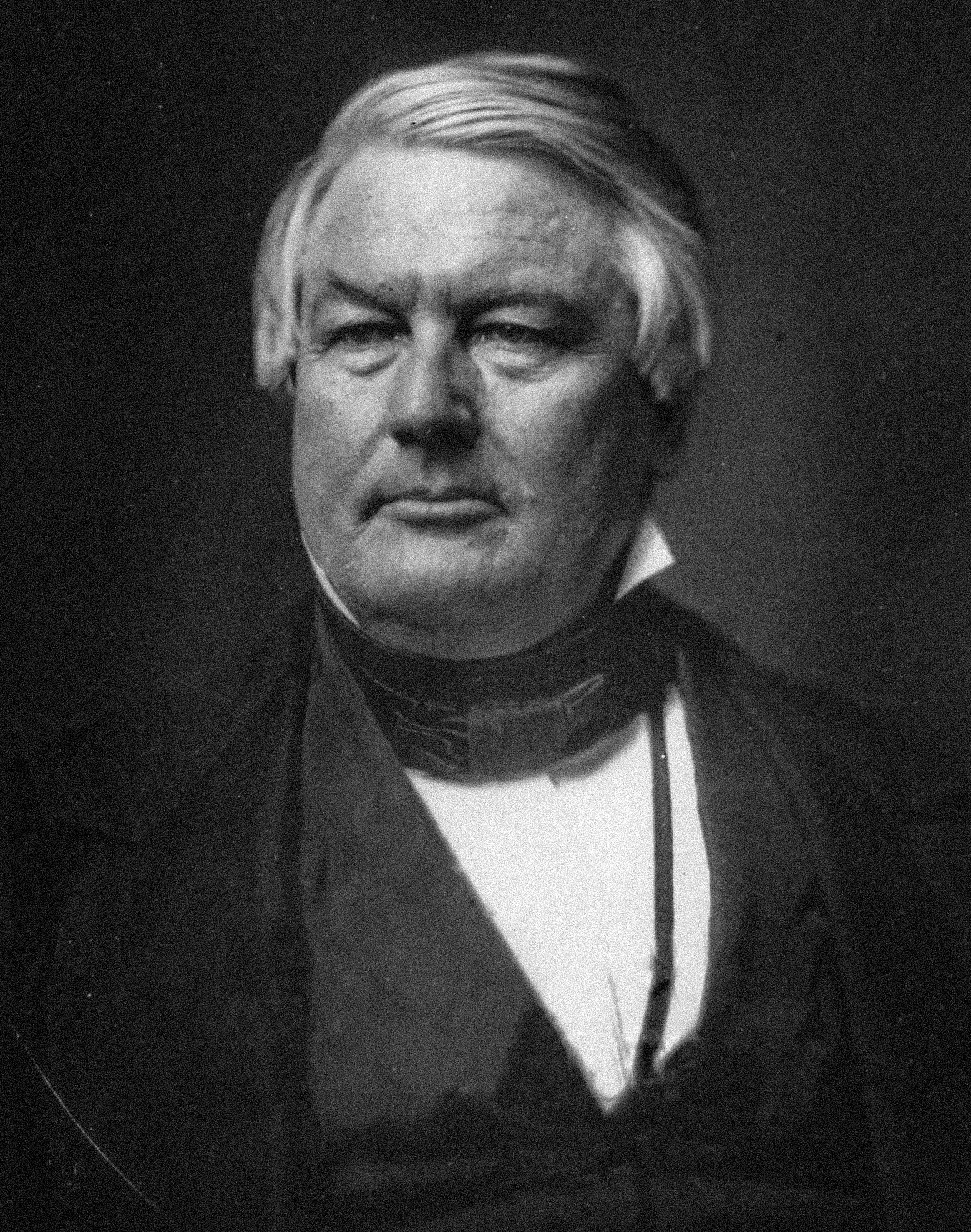
Millard Fillmore (Whig Party, 1850–1853), der bislang letzte Präsident, der weder den Demokraten noch den Republikanern angehörte

In der Regel haben nur die zwei Vorschläge der beiden großen Parteien eine Chance auf den Wahlsieg. Der letzte Präsident, der weder den Demokraten noch den Republikanern angehörte – Millard Fillmore (Whigs) –, schied 1853 aus dem Amt. Sieht man vom Sonderfall der Wahl von 1872 ab, als Horace Greeley von der Liberal-Republikanischen Partei (einer Abspaltung der Republikaner) den amtierenden Präsidenten Grant herausforderte, darin aber von den Demokraten unterstützt wurde, war seit der Etablierung des aus Republikaner und Demokraten bestehenden Zweiparteiensystems in den 1850er-Jahren die einzige Wahl, in denen die Kandidaten beider Parteien nicht vor den Kandidaten aller weiterer Parteien die meisten Stimmen erzielten, die Wahl von 1912: Damals verwies Theodore Roosevelt, Kandidat der „Progressive Party“ (einer Abspaltung der Republikaner), die Republikaner mit ihrem Kandidaten William H. Taft auf den dritten Platz.
Allerdings konnten unabhängige Bewerber und Kandidaten dritter Parteien mitunter Achtungserfolge erzielen, so etwa der unabhängige Kandidat Ross Perot bei der Wahl von 1992, der zwar keine Wahlmännerstimme, wohl aber 18,9 % der Popular Vote erringen konnte und mit etwa 19,7 Millionen Stimmen die mit Abstand höchste Stimmenzahl erreichte, die ein Drittkandidat je erhielt. Hierher zählen auch z. B. Robert M. La Follette senior, Kandidat der „Progressive Party“ (nicht zu verwechseln mit Theodore Roosevelts Wahlplattform) in der Wahl von 1924 mit einem Wählerstimmenanteil von 16,6 % und den dreizehn Wahlmännerstimmen des Staats Wisconsin, sowie George Wallace, Kandidat der American Independent Party, mit 13,6 % und 46 Wahlmännerstimmen aus sechs Südstaaten bei der Wahl von 1968 (einschließlich eines faithless elector, d. h. eines Wahlmanns, der entgegen der Wahlergebnisse seines Staates North Carolina zu Wallaces Gunsten abstimmte). James B. Weavers „Populist Party“ (eigentlich „People's Party“) kam bei der Wahl von 1892 auf 8,5 % der Wählerstimmen und 22 Wahlmännerstimmen aus sechs Bundesstaaten. Bei der Wahl von 1948 gelang es Strom Thurmond mit seinen „Dixiecrats“ (eigentlich „States’ Rights Democratic Party“), bei einer popular vote von nur 2,3 % auf 39 Wahlmännerstimmen (7,3 %, inklusive eines faithless elector aus Tennessee) zu kommen.
Bereits bei der Wahl von 1832 konnte die Anti-Masonic Party mit ihrem Kandidaten William Wirt bei einem Stimmenanteil von 7,8 % die 7 Wahlmänner des Staats Vermont gewinnen, bei der Wahl von 1856 erzielte der ehemalige Präsident Millard Fillmore mit seiner „Know-Nothing Party“ einen Stimmenanteil von 21,5 % sowie die Stimmen der acht Wahlmänner Marylands. Die Constitutional Union Party gewann bei der Wahl von 1860 mit einem Stimmenanteil von 12,6 % die 39 Wahlmänner der Staaten Virginia, Kentucky und Tennessee. In allen drei Fällen berücksichtigen die bundesweiten Stimmenanteile South Carolina nicht, da die dortigen Wahlmänner immer noch durch das Parlament gewählt wurden, nicht direkt durch die Wähler. So erhielt 1832 John Floyd, selbst Demokrat, als Kandidat der Nullifier Party durch Entscheidung des Parlaments South Carolinas die elf Wahlmännerstimmen dieses Bundesstaats.
In den früheren Jahren der USA konnte es geschehen, dass mehrere Kandidaten derselben Partei antraten. Dies erfolgte in den Wahlen von 1796 und 1800 (vor Verabschiedung des Zwölften Verfassungszusatzes), als jeweils eine Vielzahl von Kandidaten der Demokraten-Republikaner sowie Föderalisten antraten, danach zu den Wahlen von 1808 (zwei Demokraten-Republikaner), 1812 (neben einem Kandidaten der Demokraten-Republikaner ein von den Föderalisten unterstützter Demokraten-Republikaner sowie ein Föderalist) und 1824 (vier Demokraten-Republikaner). Nachdem zur Wahl von 1836 die Whigs aus taktischen Erwägungen (erfolglos) vier Kandidaten auf einmal gegen den Demokraten Martin Van Buren antreten ließen, wurden solche Mehrfachkandidaturen unüblich. Das Phänomen zeigte sich – von den oben angesprochenen Abspaltungen der großen Parteien abgesehen – letztmals bei der Wahl von 1860, als infolge des sich ankündigenden Sezessionskriegs in den Nord- und den Südstaaten je ein Kandidat der Demokraten antrat.
Darüber hinaus traten in mehreren Fällen Vizepräsidentschaftskandidaten auf mehreren tickets an: John C. Calhoun war bei der Wahl von 1824 gemeinsamer Vizepräsidentschaftskandidat zweier rivalisierender Republikaner-Demokraten (Andrew Jackson und John Quincy Adams), mit dem Resultat, dass er eine bequeme Mehrheit von Wahlmännerstimmen erhielt, während sämtliche Präsidentschaftskandidaten die absolute Mehrheit an Wahlmännerstimmen verfehlten und der Präsident vom Repräsentantenhaus bestimmt werden musste. Bei der Wahl von 1836 standen den vier Präsidentschaftskandidaten der Whigs nur zwei Vizepräsidentschaftskandidaten gegenüber (Francis Granger sowie der spätere Präsident John Tyler).

### Popular Vote
Unbeschadet des Umstands, dass alleine die Mehrheit im Wahlmännerkollegium für die Wahl zum Präsidenten ausschlaggebend ist, spricht man in Bezug auf den Stimmenanteil der „tickets“ auf Bundesebene für durch Volkswahl bestimmte Ergebnisse der Präsidentschaftswahl von der sogenannten „popular vote“. Bis weit in das 19. Jahrhundert hinein war der „popular vote“ jedoch nur bedingt aussagekräftig: Lange Zeit bestimmten zahlreiche Bundesstaaten ihre jeweiligen Wahlmänner durch Abstimmung im Parlament, nicht durch Volkswahl. Zeitweilig hielt die Mehrzahl der Bundesstaaten keine Volkswahlen ab: So bestimmten etwa 1792 nur sechs von fünfzehn Staaten ihre Wahlmänner per Volkswahl, erst bei der Wahl von 1816 ließ die Mehrheit der beteiligten Staaten (10 von 19) ihre Bürger die Wahlmänner direkt wählen. Nur langsam setzte sich die Direktwahl der Wahlmänner durch Volksabstimmung (auf Distrikts- und/oder Staatsebene) allgemein durch: Die beiden letzten Staaten, die ihre Wahlmänner durch ihr Parlament bestimmten, waren Delaware und South Carolina: Delaware ermittelte von der Wahl von 1832 an seine Wahlmänner durch direkte Abstimmung der Wahlberechtigten, South Carolina bestimmt seine Wahlmänner erst seit der Präsidentschaftswahl 1868 durch Volkswahl. (Zumindest bei der Wahl von 1848 sah zudem das Wahlrechts des Staats Massachusetts vor, dass, sofern kein „ticket“ eine absolute Mehrheit erhielt, die Entscheidung über die Wahlmänner von der Legislative getroffen wurde: In Anwendung dieser Vorschrift entschied das Parlament dieses Staates zugunsten Zachary Taylors, des Kandidaten, der im Staate die relative Mehrheit erzielt hatte.)

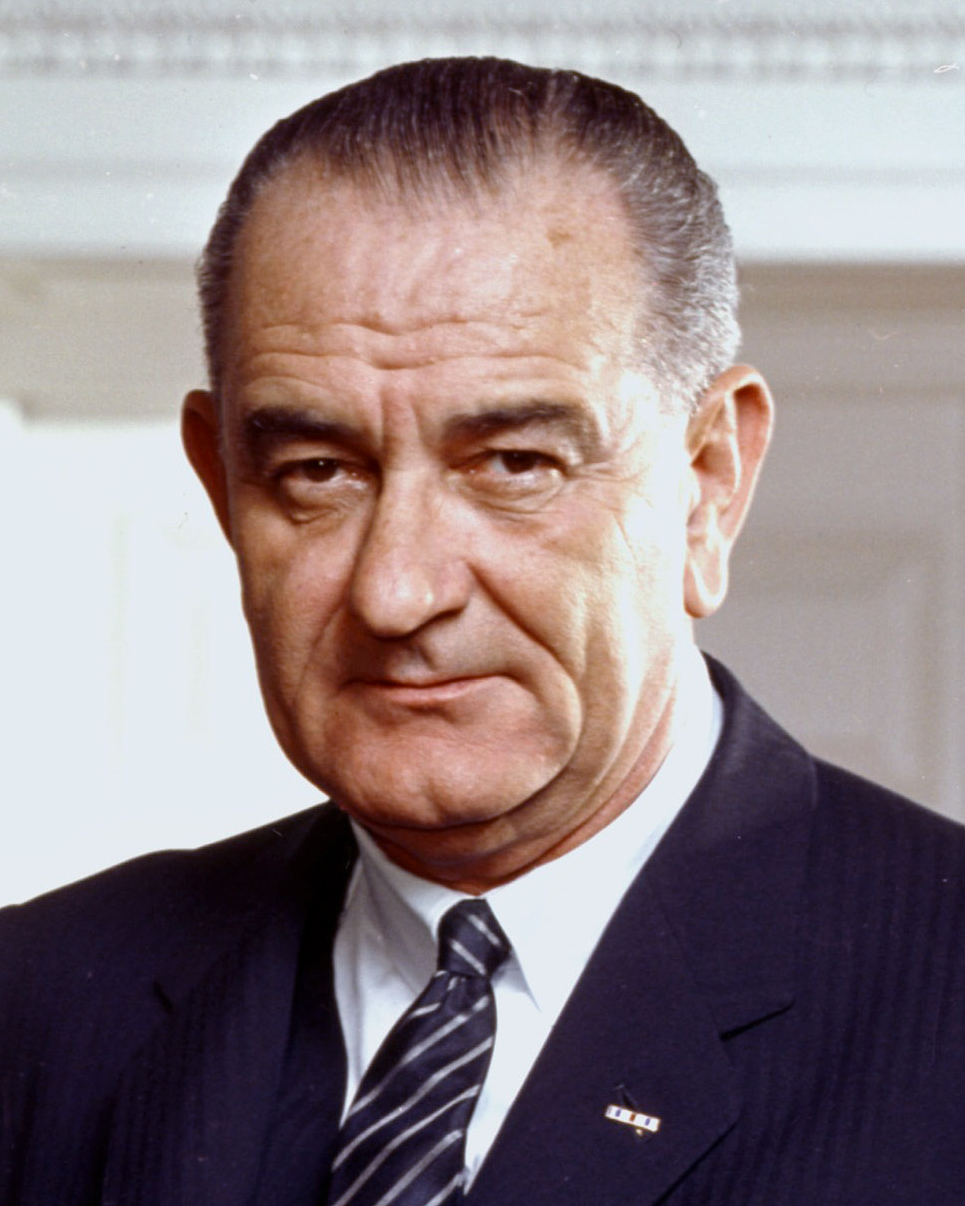
Lyndon B. Johnson erhielt 1964 mit 61,05 % den bislang höchsten Stimmenanteil bei ausschließlich als Volkswahlen abgehaltenen Präsidentschaftswahlen

Unter diesem Vorbehalt lässt sich konstatieren, dass vor allem die ersten Präsidenten bedeutende Quoten beim „popular vote“ erreichten, so etwa George Washington in den Wahlen von 1789 und 1792 (100 %, da ohne Gegenkandidaten angetreten), James Monroe 1820 (80,61 %), Thomas Jefferson 1804 (72,79 %), James Monroe 1816 (68,16 %), James Madison 1808 (64,73 %) und Thomas Jefferson 1800 (61,43 %). In jüngerer Zeit erzielten hohe Quoten beim Popular Vote vor allem Lyndon B. Johnson 1964 (61,05 %), Franklin D. Roosevelt 1936 (60,80 %), Richard Nixon 1972 (60,67 %) sowie Warren G. Harding 1920 (60,32 %).
Das schlechteste Wahlergebnis, das je ein Kandidat einer der beiden großen Parteien einfuhr, war dasjenige des amtierenden Präsidenten William H. Taft (Republikaner) bei der Wahl von 1912, bei der er eine popular vote von 23,2 % sowie lediglich acht Wahlmännerstimmen erzielte – was allerdings vorwiegend auf den Umstand zurückzuführen war, dass er außer gegen den Kandidaten der Demokraten (Woodrow Wilson) auch gegen Theodore Roosevelt, einen populären Ex-Präsidenten aus dem eigenen Lager, anzutreten hatte. Ähnlich schlecht war das Abschneiden der Demokraten mit ihrem Kandidaten John W. Davis bei der Präsidentschaftswahl von 1924 (28,8 %) – auch in diesem Fall war mit der Progressive Party von Robert M. La Follette senior, einer Abspaltung der Republikaner, eine verhältnismäßig starke dritte Partei aufgetreten.
Bis heute hält das von Thomas Jefferson erzielte Wahlergebnis in der Wahl von 1804 den Rekord des größten Stimmenvorsprungs zum Ergebnis des Kandidaten einer anderen großen Partei (45,6 %: Jefferson erzielte 72,8 % der Stimmen, sein Herausforderer Charles C. Pinckney nur 27,2 %) – sieht man von den Sonderfällen der Wahlen von 1789, 1792 und 1820 ab, zu denen bereits kein oder kein ernstzunehmender Gegenkandidat angetreten war.
Bei der Zahl der Wahlmänner kommt jedoch kleinen Staaten ein größeres relatives Stimmgewicht zu – so hat der bevölkerungsreichste Staat Kalifornien (54 Wahlmännerstimmen) zwar gemäß Bevölkerungszählung 2020 die 68,5-fache Einwohnerzahl des bevölkerungsärmsten Staates Wyoming (3 Wahlmännerstimmen), aber nur die 18-fache Wahlmännerstimmenzahl. Daher kann es vorkommen, dass ein Kandidat auf Bundesebene zwar den größten Stimmenanteil erzielen, aber dennoch nicht die Mehrheit der Wahlmänner auf sich vereinen kann. In allen bislang vier Fällen, in denen das erfolgt ist, handelte es sich bei den nach Wahlmännern obsiegenden Kandidaten um Republikaner, bei lediglich den nach Popular Vote siegreichen Kandidaten um Demokraten:
- 1876 – Rutherford B. Hayes hatte 264.292 Stimmen weniger als Samuel J. Tilden, der zudem als bislang einziger Sieger (lediglich) nach Wählerstimmenzahl die absolute Mehrheit der Wählerstimmen erhielt,
- 1888 – Benjamin Harrison hatte 95.713 Stimmen weniger als Grover Cleveland,
- 2000 – George W. Bush hatte nach offiziellem Ergebnis 540.520 Stimmen weniger als Al Gore,
- 2016 – Donald Trump hatte etwa 2,85 Millionen Stimmen weniger als Hillary Clinton[13]

Zudem erhielt bei der Wahl von 1824 John Quincy Adams 44.804 Stimmen weniger als Andrew Jackson. Allerdings ist es problematisch, hier von einer Niederlage Adams’ nach Wahlstimmen zu sprechen. Abgesehen davon, dass kein Kandidat die absolute Mehrheit der Wahlmänner errungen und Adams vom Repräsentantenhaus zum Präsidenten bestimmt wurde, obwohl er über weniger Wahlmänner verfügte als Jackson, hatte nämlich ein Viertel der Staaten (sechs aus vierundzwanzig) keine Volkswahlen abgehalten, sondern die Wahlmänner auf andere Weise bestimmt.
Aufgrund des „winner takes all“-Prinzip der Mehrheitswahl korreliert die Zahl der Wahlmänner auch in anderer Hinsicht mitunter nur wenig mit der popular vote. So kam Woodrow Wilson bei der Wahl von 1912 bei einem Stimmenanteil von nur 41,8 % auf einen Anteil der Wahlmännerstimmen von 81,9 %; im Jahr 1948 konnte Strom Thurmond mit seinen politisch stark auf die Wählerschaft der Südstaaten ausgerichteten „Dixiecrats“ trotz eines geringen Stimmenanteils von 2,4 % einen fast dreimal so hohen Anteil von Wahlmännerstimmen von 7,15 % erzielen (zuzüglich einer weiteren Stimme eines faithless elector).
Mit Ausnahme von George W. Bush und Donald Trump (die bei ihrer Wiederwahl überdies jeweils die „popular vote“ errangen) konnte keiner der Wahlsieger, die bei der Popular Vote nicht die Mehrheit hatten, eine Wiederwahl gewinnen. Der bereits 1824 sogar an Wahlmännerstimmen zweitplatzierte John Quincy Adams trat 1828 vergeblich gegen Andrew Jackson an; Hayes kündigte schon vor seiner ersten Wahl an, nur für eine Amtszeit zur Verfügung zu stehen. Harrison trat 1892 erneut gegen Cleveland an, aber unterlag dieses Mal auch nach Wahlmännern deutlich. In drei Fällen erzielte ein gewählter Präsident in zwei Wahlen keine Mehrheit bei der „popular vote“, was in allen Fällen zu seiner Abwahl führte: John Quincy Adams (1824 und 1828), Benjamin Harrison (1888 und 1892) und Donald Trump (2016 und 2020). Nur fünf Präsidenten gelang es, trotz eines im Vergleich zur Vorwahl gesunkenen Anteils an der „popular vote“ eine Wiederwahl zu erreichen: James Madison (1812), Andrew Jackson (1832), Grover Cleveland (1892), Franklin D. Roosevelt (1940 und 1944) sowie Barack Obama (2012). Im Fall Grover Clevelands lag die „popular vote“ sogar unter der von ihm verlorenen Wahl von 1888, als Benjamin Harrison trotz Niederlage bei der „popular vote“ an Wahlmännerstimmen an ihm vorbeigezogen war.
Darüber hinaus erreichten zahlreiche gewählte Präsidenten nur mit relativer Mehrheit die Popular Vote. Besonders knapp fiel das Ergebnis 1880 aus, als James A. Garfield lediglich mit knapp 2000 Stimmen oder weniger als 0,1 % Vorsprung gewählt wurde, sowie 1960, als John F. Kennedy mit etwa 110.000 Stimmen Vorsprung oder 0,2 % der Stimmen die relative Mehrheit erhielt. Darüber hinaus erzielten die jeweiligen Wahlsieger bei dreizehn weiteren Wahlen keine absolute Mehrheit aller Stimmen: James Polk bei der Präsidentschaftswahl 1844, Zachary Taylor 1848, James Buchanan 1856, Abraham Lincoln 1860, Grover Cleveland 1884 und 1892, Woodrow Wilson 1912 und 1916, Harry S. Truman 1948, Richard Nixon 1968, Bill Clinton 1992 und 1996 sowie Donald Trump 2024. Bemerkenswerterweise war die Wahl Franklin Pierces 1852 für achtzig Jahre die letzte Präsidentschaftswahl, in der ein Kandidat der Demokraten die absolute Mehrheit der Wählerstimmen erringen konnte (abgesehen von Samuel J. Tildens Ergebnis bei der Wahl von 1876, der aber im Wahlmännerkollegium unterlag) – das gelang erst wieder Franklin D. Roosevelt im Jahr 1932.
In absoluten Zahlen erreichte Biden bei der Wahl von 2020 beim Popular Vote die höchste Stimmenzahl überhaupt (81.268.924 Stimmen). Bei der Wahl 2024 errang Trump 77.303.569 Stimmen, hierauf folgen Kamala Harris 2024 (75.019.233 Stimmen), Trump bei der Wahl 2020 (74.216.154 Stimmen) sowie Barack Obama 2008 (69.498.516 Stimmen) und 2012 (65.915.795 Stimmen). Zu den wichtigsten Faktoren des Rekords von 2020 zählt die damals für amerikanische Verhältnisse ungewöhnlich hohe Wahlbeteiligung. Ein Vergleich in dieser Hinsicht mit Wahlen jedenfalls vor 1920, der ersten Wahl, an der sich Frauen aktiv beteiligen konnten, ist nicht nur wegen der erst seit 1868 allgemeinen Volkswahl problematisch, sondern auch wegen weiteren rechtlichen und praktischen Einschränkungen des aktiven Wahlrechts (so wurde etwa der 15. Verfassungszusatz, der die Einschränkung und Verweigerung des Wahlrechts aufgrund von Rasse, Hautfarbe oder ehemaliger Versklavung untersagte, erst 1870 ratifiziert).
Mitunter entscheiden wenige Stimmen darüber, an welchen Kandidaten die Wahlmänner des betreffenden Staates gehen. Besonders knapp war der Wahlausgang im Bundesstaat Hawaii bei der Wahl von 1960, als Kennedy eine Mehrheit von 115 Stimmen erzielte (ein Vorsprung von etwa 0,062 %). Ähnlich knappe Ergebnisse ergaben sich (allerdings bei damals deutlich geringerer Bevölkerungszahl und noch weit geringerer Wählerzahl) zum Beispiel 1824 in Maryland, das John Quincy Adams bei nur 109 Stimmen (0,32 %) Vorsprung vor Andrew Jackson errang, 1844 in Tennessee (123 Stimmen – 0,1 % – zugunsten von Henry Clay vor James Polk), und 1852 in Delaware (Vorsprung von 23 Stimmen – 0,19 % – zugunsten von Franklin Pierce vor Winfield Scott). Bei der Wahl von 1912 errang Theodore Roosevelt die „popular vote“ in Kalifornien mit einem Vorsprung von 173 Stimmen (0,03 %) vor Wilson, allerdings teilte er sich nach damaliger kalifornischer Rechtslage die Wahlmännerstimmen mit Wilson (11 für Roosevelt, 2 für Wilson). 1916 gewann Woodrow Wilson den Staat New Hampshire mit einer Stimmenvorsprung von nur 56 Stimmen (0,06 %).

### Präsidentschaftsübergang
Zwischen Wahl und Amtseinführung wird, sofern ein neuer Präsident gewählt wurde, ein Regierungswechsel vorbereitet. Als politischer Prozess wurde dieser 1963 mit dem Presidential Transition Act of 1963 Pub.L. 88-277 gesetzlich eingeführt, um bei der Machtübergabe eine gute Staatsführung zu gewährleisten. Verschiedene Gesetze sind darauf ausgerichtet, dem President-elect die Einarbeitung in das Amt zu erleichtern, und enthalten Nachfolgeregelungen für den Fall seiner Nichtwählbarkeit durch das Wahlmännerkollegium.

### Wahlmännerkollegium

Verteilung der Wahlmänner für die Präsidentschaftswahlen 2012 bis 2020

Von der Öffentlichkeit weitgehend unbeachtet, treffen sich die Wahlmänner der Staaten in den einzelnen Bundesstaaten im Dezember nach der Wahl zur Stimmabgabe: Das 538-köpfige Wahlmännerkollegium tritt als solches also nie zusammen. Die Wahlmänner geben ihre Stimmen für Präsident und Vizepräsident getrennt ab.

### Auszählung
→ Siehe auch: Präsidentschaftswahl in den Vereinigten Staaten, Auszählung der Stimmen
Anfang Januar nach der Wahl werden die Stimmabgaben der Wahlmänner in den 51 Gebietseinheiten dann in einer seltenen gemeinsamen Sitzung von Senat und Repräsentantenhaus ausgezählt. Diese Aufgabe kommt dem Präsidenten des Senats, also dem noch amtierenden Vizepräsidenten, zu. Nach Ende der Auszählung verkündet dieser, wer zum Präsidenten und zum Vizepräsidenten gewählt worden ist. Hat keiner der Kandidaten eine absolute Mehrheit der Wahlmännerstimmen (also 270) auf sich vereinigt, so wählt gegebenenfalls das Repräsentantenhaus den Präsidenten und der Senat den Vizepräsidenten. Im Repräsentantenhaus gilt dabei ein spezieller Wahlmodus. Die Abgeordneten eines Staates haben gemeinsam eine Stimme, die sie einem der drei Kandidaten mit den meisten Stimmen im Wahlmännerkollegium geben müssen. Können sie sich nicht einigen, gibt der Staat keine Stimme ab. Der Kandidat, der die Mehrheit der Staaten (derzeit 26) hinter sich vereinigen kann, ist zum Präsidenten gewählt. Ein solcher Fall ist jedoch angesichts der meist eindeutigen Zweiteilung des amerikanischen Parteiensystems seit rund zweihundert Jahren nicht mehr vorgekommen. Der letzte Präsident, der durch das Repräsentantenhaus gewählt wurde, war John Quincy Adams im Jahr 1824, nachdem die damalige Wahl keine eindeutige Mehrheit der Wahlmännerstimmen erbracht hatte. Bis zur Verabschiedung des 20. Verfassungszusatzes fand diese Wahl im scheidenden Kongress statt, seitdem ist das neu gewählte Repräsentantenhaus zuständig. Da der District of Columbia kein Staat ist und im Repräsentantenhaus nur einen nicht stimmberechtigten Abgeordneten hat, verliert er in diesem Wahlverfahren wieder sein Stimmrecht.

### Amtseinführung

#### Ablauf

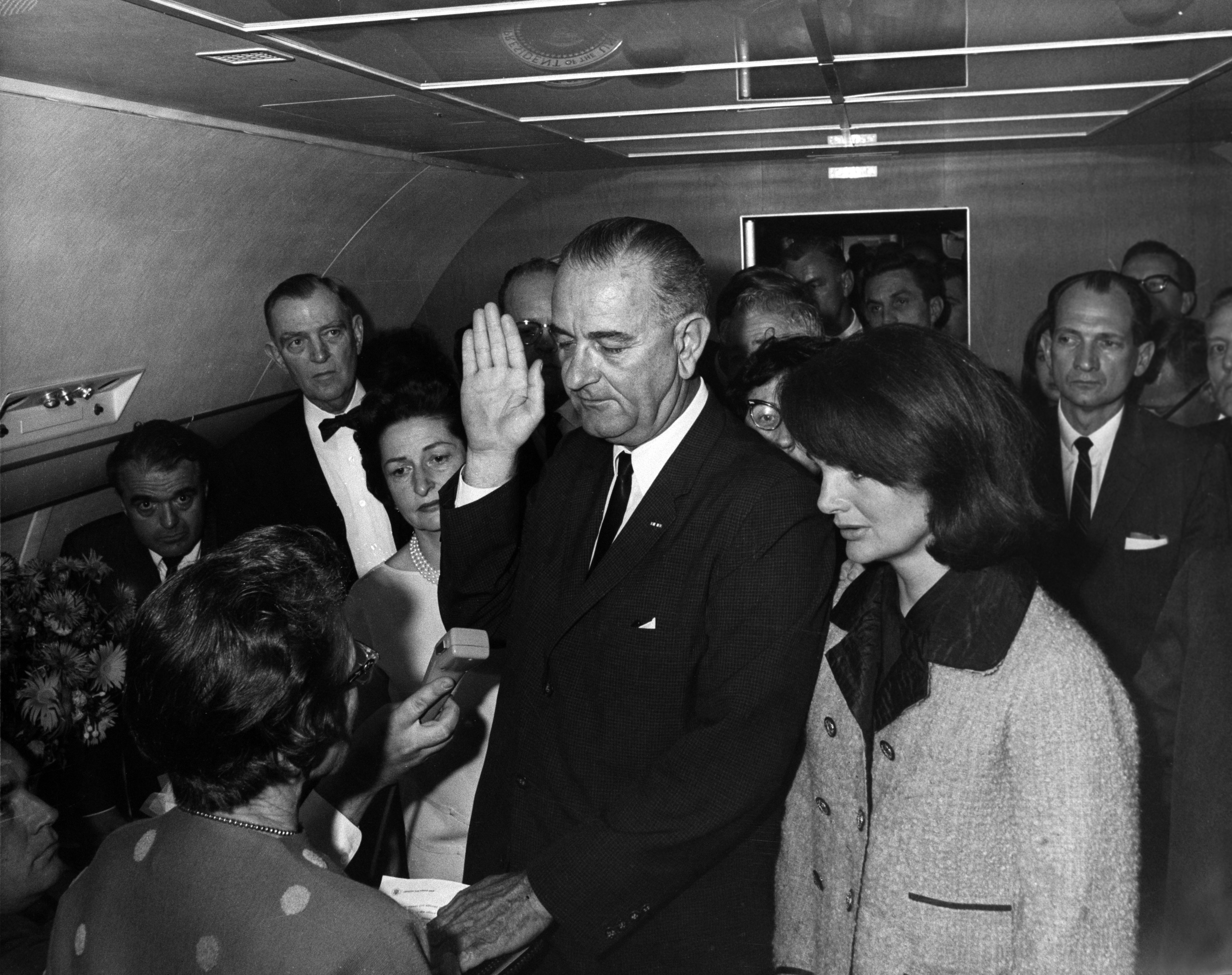
Lyndon B. Johnson legt am 22. November 1963 den Eid ab, zwei Stunden nachdem sein Vorgänger John F. Kennedy ermordet wurde. Rechts neben Johnson an Bord des Präsidentenflugzeugs steht die Witwe Kennedys.

Am auf die Wahl folgenden 20. Januar schließlich wird zunächst der Vizepräsident, dann der Präsident um genau 12.00 Uhr Ortszeit in der Bundeshauptstadt vereidigt. Zwischen Volkswahl im November und Vereidigung liegen also über zwei Monate. Das hat den Hintergrund, dass es noch Wahlmodalitäten gibt und der Gewählte (president-elect) seine Regierungsmannschaft noch zusammenstellen muss. In früheren Zeiten dauerte das zum Teil lange Reisen noch wesentlich länger als heute, darum fand bis einschließlich 1933 die Vereidigung sogar erst am 4. März statt. Mit dem 20. Verfassungszusatz wurde das Datum dann auf den 20. Januar verlegt. Das geschah unter anderem, um die „lame duck“-Zeit des scheidenden Präsidenten abzukürzen, von dem in dieser Zeit grundsätzlich erwartet wird, keine wichtigen Entscheidungen mehr zu treffen, und der somit (spätestens) zwischen der Wahl und dem Ende seiner Amtszeit weitgehend handlungsunfähig ist.
Der Eid lautet in einer deutschen Übersetzung:

“I do solemnly swear (or: affirm) that I will faithfully execute the office of President of the United States, and will, to the best of my ability, preserve, protect, and defend the Constitution of the United States.”

„Ich schwöre (oder: gelobe) feierlich, dass ich das Amt des Präsidenten der Vereinigten Staaten getreulich ausüben und die Verfassung der Vereinigten Staaten nach besten Kräften erhalten, schützen und verteidigen werde.“

Traditionellerweise nennt der Präsident nach „I“ seinen Namen, legt den Eid auf eine Bibel ab und fügt die Worte „so help me God“ („so wahr mir Gott helfe“) hinzu; das gehört aber nicht zur verfassungsmäßig vorgeschriebenen Eidesformel.
Von den kurzen zeitlichen Lücken zwischen dem Tod oder Rücktritt des Präsidenten und der Vereidigung des Vizepräsidenten abgesehen hatten die Vereinigten Staaten nur ein einziges Mal einen amtierenden Vizepräsidenten, dem kein amtierender Präsident gegenüberstand: 1789 erfolgte die Vereidigung des ersten Vizepräsidenten John Adams am 21. April, die des ersten Präsidenten George Washington aber erst am 30. April. Der umgekehrte Fall (ein amtierender Präsident ohne amtierenden Vizepräsidenten) trat bis zum Inkrafttreten des 25. Verfassungszusatzes in allen acht Fällen auf, in denen ein Präsident vor dem Ende seiner Amtszeit verstarb und somit der Vizepräsident zum Präsidenten aufrückte, neben weiteren acht Fällen, in denen der Vizepräsident im Amt verstarb oder – wie im Fall John C. Calhouns im Jahr 1832 – zurücktrat: Damals wurden Vizepräsidenten nicht nachnominiert. Bei der Nachnominierung eines Vizepräsidenten – seit Inkrafttreten des 25. Verfassungszusatzes kam es zwei Mal zu diesem Fall – geht es wegen des hierbei zu beachtenden Prozedere (der Präsident bestimmt einen Kandidaten, dem beide Häuser des Kongresses zustimmen müssen) gemächlicher zu als bei der Vereidigung des zum Präsidenten nachrückenden Vizepräsidenten: Bis Gerald Ford (1973) bzw. Nelson Rockefeller (1974) ins Amt des Vizepräsidenten aufrückten, gingen fast zwei Monate (Ford) bzw. mehr als vier Monate (Rockefeller) ins Land. In Summe amtierte bislang mehr als 33 Jahre ein Präsident ohne Vizepräsidenten. Die seit der Nachnominierung Rockefellers verstrichenen 49 Jahre sind die mit Abstand längste Zeitspanne der amerikanischen Geschichte, in der das Amt das Vizepräsidenten nicht vakant war.

## Amtszeit

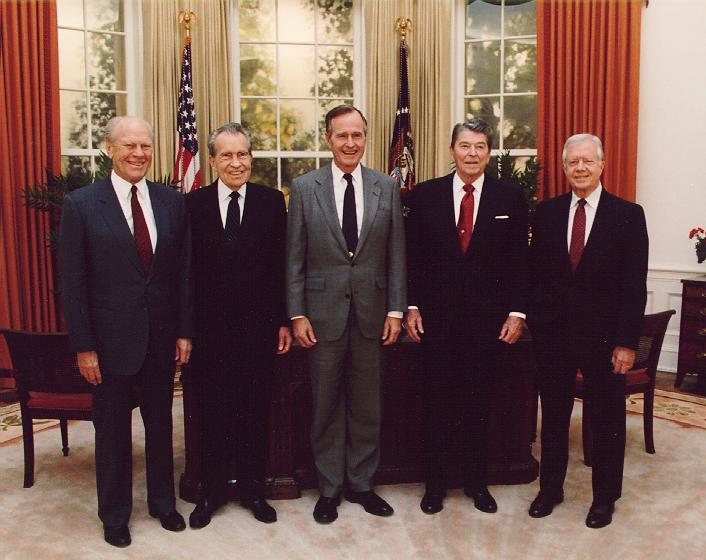
Präsidenten-Gruppenbild vom 4. November 1991: Gerald Ford, Richard Nixon, George Bush Sr., Ronald Reagan und Jimmy Carter

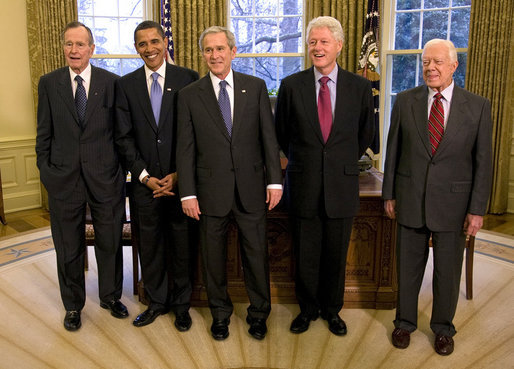
Präsidenten-Gruppenbild vom 7. Januar 2009: George Bush Sr., Barack Obama, George W. Bush, Bill Clinton und Jimmy Carter

Die Amtszeit des Präsidenten beträgt vier Jahre. Sie beginnt am 20. Januar um 12:00 Uhr und endet nach vier Jahren wieder um dieselbe Zeit. Ein Präsident kann maximal zwei Amtszeiten absolvieren (siehe unten). Die Amtszeit kann durch Rücktritt oder Tod vorzeitig enden.

### Nachfolge bei vorzeitigem Amtsende
Scheidet der Präsident vorzeitig aus dem Amt aus, so wird der Vizepräsident sofort neuer Präsident. Dessen Amtszeit endet mit dem ursprünglichen Ende der Amtszeit des Vorgängers. Scheidet der Vizepräsident vorher aus dem Amt, so kann der Präsident gemäß dem 25. Verfassungszusatz mit Zustimmung von Senat und Repräsentantenhaus einen neuen Vizepräsidenten ernennen. Dass der Vizepräsident nach dem Tode des Präsidenten selbst als Präsident gilt, nicht etwa lediglich als geschäftsführender Präsident, ist auf den ersten nachrückenden Vizepräsidenten überhaupt, John Tyler, zurückzuführen. Nach dem Tode William Henry Harrisons bestand Tyler darauf, dass er selbst Präsident sei – eine Interpretation, die er entscheidend beförderte und die vom 25. Verfassungszusatz zuletzt ausdrücklich anerkannt wurde. Gibt es zum Zeitpunkt der Vakanz des Präsidentenamtes trotzdem keinen Vizepräsidenten, so regelt der Presidential Succession Act, dass der Sprecher des Repräsentantenhauses geschäftsführender Präsident wird. Steht auch dieser nicht zur Verfügung, sind der Präsident pro tempore des Senats der Vereinigten Staaten und dann die Kabinettsmitglieder die nächsten in der Reihe.
Dass der Präsident ausfällt, ohne dass ein nachrückender Vizepräsident zur Verfügung steht, ist noch nie vorgekommen, mitunter fehlte aber nicht viel dazu: Dieser Fall hätte durchaus 1865 eintreten können, da der Kreis der Verschwörer um John Wilkes Booth neben dem Präsidenten Abraham Lincoln unter anderen auch dessen Vizepräsidenten Andrew Johnson als Ziel eines Anschlags vorgesehen hatte. Trotz weit gediehener Vorbereitungen nahm aber der auf Johnson angesetzte Verschwörer George Atzerodt von der Ausführung des Anschlags Abstand, so dass Johnson wie vorgesehen in das Amt des (durch Booth ermordeten) Präsidenten nachrücken konnte. Hätte Atzerodt sein Vorhaben umgesetzt, wäre nach der damaligen Nachfolgeregelung Lafayette Sabine Foster als Präsident pro tempore des Senats an Johnsons statt geschäftsführend in das Präsidentenamt nachgerückt. In diesem Fall hätte nach damaliger Rechtslage noch im selben Jahr eine erneute Präsidentschaftswahl stattfinden müssen. Nur drei Jahre später, im Jahr 1868, wurde eine solche Situation erneut vermieden, als ein Amtsenthebungsverfahren gegen Andrew Johnson knapp im Senat scheiterte. Im Erfolgsfall wäre der Präsident pro tempore des Senats Benjamin Wade als geschäftsführender Präsident an die Stelle Johnsons getreten. Zwischen Oktober und Dezember 1973 – also zwischen dem Rücktritt des bisherigen Vizepräsidenten Spiro Agnew und der Nachnominierung Gerald Fords zum Vizepräsidenten – wurde bereits mit dem Rücktritt des Präsidenten Richard Nixon gerechnet: Wäre Nixon während dieser Zeit zurückgetreten (tatsächlich trat er erst im August 1974 zurück), wäre der Sprecher des Repräsentantenhauses Carl Albert an seine Stelle getreten.
„Kurzzeitpräsidentschaften“ oder „Präsidenten für einen Tag“ gibt es nicht und hat es nie gegeben. David Rice Atchison wird nachgesagt, einen Tag lang als Stellvertreter des Senatspräsidenten Präsident gewesen zu sein, da zwischen dem Ende der Amtszeit James K. Polks und der Vereidigung Zachary Taylors ein Tag lag (vom 4. auf den 5. März 1849) und auch die Amtszeiten der Vizepräsidenten bereits beendet waren bzw. noch nicht begonnen hatten (nach der Verfassung in ihrer damaligen Form war der 4. März als Termin für die Vereidigung vorgesehen; der 4. März 1849 war jedoch ein Sonntag und Taylor lehnte es unter Hinweis auf den Präzedenzfall der Vereidigung James Monroes im Jahr 1821 ab, an einem Sonntag vereidigt zu werden). Dies ist aber eine Legende, schon weil Atchisons eigene Stellung als Präsident pro tempore des Senats zeitgleich mit Polks Amtszeit geendet hatte. In ähnlicher Weise gab die auf den 3. März 1877 um einen Tag vorgezogene Vereidigung Rutherford B. Hayes’ zu Spekulationen Anlass, ob die USA vom 3. auf den 4. März 1877 zwei Präsidenten hatten – Ulysses S. Grant und Hayes.

### Möglichkeit der Wiederwahl
Vor 1951 gab es noch keine formelle Beschränkung der Wiederwahl. Allerdings hatte der erste Präsident, George Washington, auf eine dritte Amtszeit verzichtet, was von fast allen seinen Nachfolgern als Tradition beibehalten wurde. Nur Ulysses S. Grant, der sich (nachdem er 1876 zunächst nicht erneut angetreten war) im Jahr 1880 um eine dritte Amtszeit bemühte, aber von seiner Partei nicht als Kandidat aufgestellt wurde, Theodore Roosevelt, der 1912 (vergeblich) für eine dritte Amtszeit kandidierte, und Franklin D. Roosevelt hielten sich nicht an diese Tradition. Letzterer kandidierte erfolgreich 1940 für eine dritte und 1944 für eine vierte Amtszeit; er starb im April 1945 im Amt. Woodrow Wilson hatte zwar über eine dritte Amtszeit nachgedacht; auch abgesehen davon, dass diese Überlegungen von führenden Politikern seiner Partei nicht unterstützt wurden, wurden seine Pläne jedoch durch einen Schlaganfall vereitelt, der ihn für etwa die letzten anderthalb Jahre seiner zweiten Amtsperiode in seiner Amtsführung stark einschränkte.
1947 initiierte der Kongress den Verfassungszusatz, der nur noch die einmalige Wiederwahl zulässt. Er trat als 22. Verfassungszusatz im Jahr 1951 in Kraft, als wie von der Verfassung verlangt drei Viertel der Bundesstaaten ihre Zustimmung gegeben hatten. Seitdem darf ein Präsident nur einmal wiedergewählt werden. Dabei ist es belanglos, ob die bisherigen Amtszeiten direkt aufeinander gefolgt sind oder nicht.
Allerdings ist es dennoch möglich, dass eine Person länger als acht Jahre Präsident ist. Scheidet der Präsident vorzeitig aus dem Amt aus, wird der Vizepräsident zum neuen Präsidenten und vollendet die angebrochene vierjährige Amtszeit seines Vorgängers. Dieser Vizepräsident darf sich zur Wiederwahl stellen, wenn er von den vier Jahren nicht mehr als zwei amtiert hat.
Eine Person kann also höchstens knapp zehn Jahre Präsident sein: Die knapp zwei Jahre, die ein Vizepräsident als Nachrücker amtiert hat, und dann zwei volle eigene Amtszeiten. Im ungünstigsten Fall kann so ein Vizepräsident nur etwas mehr als sechs Jahre lang Präsident sein:
- So hätte Präsident Lyndon B. Johnson 1968 erneut kandidieren dürfen: Nach Kennedys Ermordung im November 1963 rückte er zum Präsidenten auf und amtierte zunächst die verbleibenden 14 Monate dieser Amtsperiode, wonach er im Jahr 1964 für weitere vier Jahre wiedergewählt wurde. Obwohl er ein weiteres Mal zur Wahl hätte antreten dürfen, gab Johnson am 31. März 1968 jedoch bekannt, nicht für eine Wiederwahl bei der Wahl 1968 zur Verfügung zu stehen.
- Anders verhielt es sich im Fall Gerald Fords. Unter normalen Umständen hätte sein Vorgänger Richard Nixon von 1973 bis 1977 amtiert. Bereits im August 1974 trat Nixon jedoch zurück, und Ford wurde Präsident. Im verbleibenden Teil der Amtsperiode amtierte er mehr als zwei Jahre als Präsident. Hätte Ford die Wahl 1976 gewonnen (er verlor gegen Jimmy Carter), hätte er also 1980 nicht mehr kandidieren können.

Umstritten ist es, ob eine Person ihre Amtszeit noch auf andere Weise verlängern kann. So besagt der Wortlaut des Verfassungszusatzes, dass eine Person nicht mehr als zweimal ins Präsidentenamt gewählt werden darf. Es ist jedoch möglich, noch auf andere Wege ins Amt zu gelangen. Wenn ein Präsident vorzeitig das Amt beendet, wird der Vizepräsident zum Nachfolger. Ist dies nicht möglich, wird der Sprecher des Repräsentantenhauses neuer Präsident.
Allerdings besagt der 12. Verfassungszusatz: Eine Person ist nur dann zum Vizepräsidenten wählbar, wenn sie auch zum Präsidentenamt wählbar ist. Daraus ließe sich logisch folgern, dass ein ehemaliger Präsident, der nicht mehr als Präsident kandidieren darf, auch kein Kandidat für die Vizepräsidentschaft sein darf. Diese Interpretation ist aber umstritten, denn man könnte argumentieren, dass ein Vizepräsident eben nicht der Präsident ist und auch nicht werden muss. Da bisher kein ehemaliger Präsident als Vizepräsident kandidiert hat, wurde die Frage noch nicht höchstrichterlich überprüft.
Hillary Clinton, die 2016 als Präsidentschaftskandidatin der Demokraten gegen Donald Trump antrat, hatte nach eigenen Angaben zunächst erwogen, ihren Ehemann Bill Clinton als Vizepräsidenten zu nominieren. Bill Clinton hatte 1993 bis 2001 als Präsident gedient. Ihr sei von dem Plan abgeraten worden, weil er verfassungswidrig sei.

### Amtsenthebung
Der Kongress kann durch ein Amtsenthebungsverfahren (Impeachment) den Präsidenten seines Amtes entheben. Als mögliche Gründe für ein solches Verfahren werden in der Verfassung Verrat, Bestechung und andere „High Crimes and Misdemeanors“ genannt. Letzterer Begriff stammt aus dem englischen Recht und beinhaltete zu der Zeit, als die Verfassung geschrieben wurde, allgemein Amtsmissbrauch und Fehlverhalten in öffentlichen Ämtern. Wenn durch das Repräsentantenhaus in einfacher Mehrheit ein Beschluss zum Impeachment gefasst wurde, wird vom Senat nach einem gerichtsartigen Verfahren ein Urteil gefällt – der Präsident kann mit einer Zweidrittelmehrheit des Amtes enthoben werden.
In der US-Geschichte wurden Impeachment-Verfahren gegen drei US-Präsidenten durchgeführt, welche allesamt scheiterten: die Verfahren gegen Andrew Johnson 1868, Bill Clinton 1999 und das Amtsenthebungsverfahren gegen Donald Trump 2020 endeten jeweils mit einem Freispruch. Bei Johnson wurde zwar eine deutliche Mehrheit erreicht, aber die Zweidrittelmehrheit wurde knapp verfehlt. Bei Clinton und Trump wurde im Senat auch keine einfache Mehrheit erreicht. Das zweite Amtsenthebungsverfahren gegen Donald Trump wurde am 6. Januar 2021 nach der gewaltsamen Erstürmung des Kapitols in Washington eingeleitet, also kurz vor dem regulären Ende seiner Amtszeit. Zu einem Schuldspruch kam es auch hier nicht, weil im Senat die erforderliche Zweidrittelmehrheit nicht erreicht wurde.
1974 stand Präsident Richard Nixon wegen der Watergate-Affäre unter Druck. Allerdings gab es kein Impeachment-Verfahren. Damals behandelte zwar bereits der zuständige Ausschuss des Repräsentantenhauses die Frage. Es zeichnete sich eine Mehrheit für eine Anklageerhebung ab. Nixon kam einer wahrscheinlichen Verurteilung jedoch zuvor, indem er zurücktrat.

### Erklärung der Amtsunfähigkeit
Der Präsident kann auch für amtsunfähig erklärt werden. Das 25. Amendment legt fest, dass der Präsident sich selbst für vorübergehend amtsunfähig erklären und seine Befugnisse auf den Vizepräsidenten übertragen kann, was bisher viermal geschehen ist, – in den Jahren 1985, 2002, 2007 und 2021 (in allen Fällen jeweils wegen einer Darmspiegelung). In diesem Fall wird der Vizepräsident jedoch nicht kurzzeitig selbst Präsident: Der 25. Verfassungszusatz von 1967 lässt eine solche Interpretation nicht zu. Erklärt der Präsident sich selbst für vorübergehend amtsunfähig, so bedeutet das nur, dass seine „Befugnisse und Obliegenheiten vom Vizepräsidenten als amtierendem Präsidenten [Acting President] wahrgenommen“ werden, nicht aber, dass – wie es im Falle des Todes des Präsidenten wörtlich bestimmt ist – „der Vizepräsident Präsident [wird]“ („...the Vice President shall become President“). Es gab also nicht kurzzeitig einen Präsidenten George H. W. Bush, Dick Cheney oder Kamala Harris.
Der Vizepräsident und eine Mehrheit des Kabinetts können den Präsidenten ebenfalls für amtsunfähig erklären. Sie erklären dies schriftlich gegenüber dem Sprecher des Hauses und dem president pro tempore des Senates. Die Befugnisse des Präsidenten gehen dann auf den Vizepräsidenten über. Der Präsident kann danach dennoch erklären, dass er amtsfähig sei und seine Befugnisse nach vier Tagen Wartezeit wieder übernehmen. Erneuern der Vizepräsident und die Mehrheit des Kabinetts ihre Erklärung, muss der Kongress innerhalb von 21 Tagen entscheiden. Die Erklärung der Amtsunfähigkeit kann dann nur durch eine Zweidrittelmehrheit in beiden Kammern des Kongresses aufrechterhalten werden. Die heutige Regelung ist im Kern die Kodifizierung einer inoffiziellen Übereinkunft zwischen Eisenhower und seinem Vizepräsidenten (dem späteren Präsidenten) Richard Nixon nach einem Herzanfall Eisenhowers im September 1955. Demnach sollten Nixon im Fall der durch den Präsidenten oder gegebenenfalls durch Nixon selbst erklärten Amtsunfähigkeit Eisenhowers bestimmte Befugnisse zustehen, bis Eisenhower seine wiederhergestellte Amtsfähigkeit erklärte.
Ausschlaggebend für diese Regelung, die auf das Anfang 1965 initiierte und 1967 in Kraft getretene 25. Amendment zurückgeht, war der Kalte Krieg im Allgemeinen, der jederzeit rasche und verlässliche Entscheidungen von zuständiger Stelle erfordern konnte, und das Attentat auf John F. Kennedy im Besonderen. Den Initiatoren stand dabei die durch einen Anschlag bedingte, bis zu seinem Tod gut zweieinhalb Monate anhaltende Amtsunfähigkeit James A. Garfields im Jahr 1881 und die von einem Schlaganfall herrührende schwere Beeinträchtigung der Amtsfähigkeit Woodrow Wilsons vom Oktober 1919 bis März 1921 vor Augen. In beiden Fällen hatte sich gezeigt, dass der jeweilige Vizepräsident ablehnte, Schritte zu unternehmen, um zumindest die Vertretung zu übernehmen – und zwar nicht nur wegen der Unklarheiten, wer bei Ausfall des Präsidenten zur Geschäftsführung berufen war, sondern (gerade aufgrund dieser Unsicherheit) auch aus Sorge, als „Usurpator“ zu gelten. Chester A. Arthur, Vizepräsident unter James A. Garfield, wurde von Mitgliedern des Kongresses gedrängt, die Geschäftsführung zu übernehmen, weigerte sich jedoch und verbrachte den Sommer 1881 in seiner New Yorker Wohnung, wo er nach dem Tode Garfields auch vereidigt wurde; Thomas R. Marshall, Vizepräsident unter Woodrow Wilson, wurde zwar nicht in die ganze Wahrheit über den Zustand des Präsidenten eingeweiht, er vermied es allerdings, sich genauer danach zu erkundigen, aus der Befürchtung heraus, man würde ihn beschuldigen, „sich nach seinem [Wilsons] Platz zu sehnen“ (longing for his place). Im ersten Falle wurde das Vakuum praktisch gar nicht ausgefüllt, im zweiten Falle in problematischer Weise – nicht zuletzt durch die Tätigkeit der First Lady Edith Wilson, die unter anderem darüber entschied, welche Angelegenheiten ihrem Ehemann unterbreitet wurden. Trotz des 25. Verfassungszusatzes scheint die Zurückhaltung der jeweiligen Vizepräsidenten, die ihnen eingeräumten Befugnisse anzuwenden und den Präsidenten für amtsunfähig zu erklären, auch weiterhin groß: So lehnte es George H. W. Bush – damals Vizepräsident unter Ronald Reagan – nach dem Attentat auf den Präsidenten am 30. März 1981 trotz der zeitweiligen Beeinträchtigung der Fähigkeit zur Amtsführung ab, Reagan formell für amtsunfähig zu erklären und die Amtsgeschäfte zu übernehmen (wenngleich Bush, der sich im Zeitpunkt des Anschlags in Texas aufgehalten hatte, in einiger Hinsicht als De-facto-Stellvertreter handelte, etwa indem er nach seiner Rückkehr einige Stunden nach dem Attentat die Leitung einer in Anbetracht der zunächst unübersichtlichen Lage ad hoc angesetzten Kabinettssitzung übernahm).
Die Amtszeit eines geschäftsführenden Präsidenten (siehe oben) ist ebenfalls begrenzt. Die Person bleibt so lange im Amt, bis ein gewählter Präsident das Amt antritt (das maximal bis zur nächsten Wahl). Ist ein geschäftsführender Präsident wegen einer vorübergehenden Amtsunfähigkeit sowohl des Präsidenten als auch des Vizepräsidenten im Amt, endet die Amtszeit automatisch, sobald einer der beiden wieder amtsfähig ist. Die 2-Jahres-Regelung zum Vizepräsidenten gilt für geschäftsführende Präsidenten sinngemäß.

## Entlohnung und Privilegien
Dem ersten Präsidenten, George Washington, stand ein jährliches Gehalt in Höhe von 25.000 US-Dollar zu (nach heutigem Wert ca. 892.000 Dollar), das er als wohlhabender Mann nicht annahm. Seit 2001 erhält der Präsident ein Gehalt in Höhe von 400.000 US-Dollar pro Jahr. Donald Trump nahm nach seinem Wahlsieg im Herbst 2016 lediglich symbolisch einen Dollar pro Jahr an und spendete sein Gehalt. Vor ihm hatten bereits Herbert Hoover und John F. Kennedy ihr Gehalt gespendet.
Die heutigen Präsidenten können im Weißen Haus leben und arbeiten, allerdings wird ihnen die private Nutzung der Küche in Rechnung gestellt – es sei denn, es handelt sich um ein offizielles Staatsbankett. Sie können an Bord der Air Force One und anderer dem Präsidenten zur Verfügung stehender Verkehrsmittel alle Dinge erledigen, die zur Erfüllung ihrer Aufgaben notwendig sind. Ferner steht dem Amtsinhaber der Landsitz des Präsidenten in Camp David zur Verfügung, auf den auch ausländische Würdenträger häufig eingeladen werden. Der Präsident und seine Familie werden jederzeit vom Secret Service beschützt.
Traditionell dient das Gehalt des Präsidenten, des höchsten Amtsträgers in den Vereinigten Staaten, als Obergrenze für die Bezahlung von Regierungsangestellten. Daher musste 2001, als sich das Gehalt von hohen Beamten dem des Präsidenten immer weiter annäherte, die Entlohnung des Präsidenten angehoben werden, um diese Beamten weiterhin nach diesem Muster bezahlen zu können.
Auch frühere Präsidenten und ihre Familie erhalten bis zum Tod des Präsidenten Personenschutz; von 1997 bis 2013 galt dies nur für höchstens zehn Jahre nach dem Ausscheiden aus dem Amt. Hinzu kommen Leistungen wie ein kostenloses Büro, ein Diplomatenpass und Haushaltsmittel für Bürohilfe und Assistenten. 2020 betrug die Pension 205.700 US-Dollar pro Jahr. Grundlage für die Ansprüche nach der Präsidentschaft ist der 1958 verabschiedete Former Presidents Act. Er wurde erlassen, als bekannt wurde, dass der 1953 aus dem Amt geschiedene Harry S. Truman lediglich etwas mehr als 100 Dollar Pensionsgelder (nach heutigem Wert etwas mehr als 1.000 Dollar) aus seiner Zeit bei den Streitkräften erhielt.
Präsidenten der Vereinigten Staaten erhalten auch nach ihrer Amtszeit Briefings der US-amerikanischen Geheimdienste.

## Amtssitz

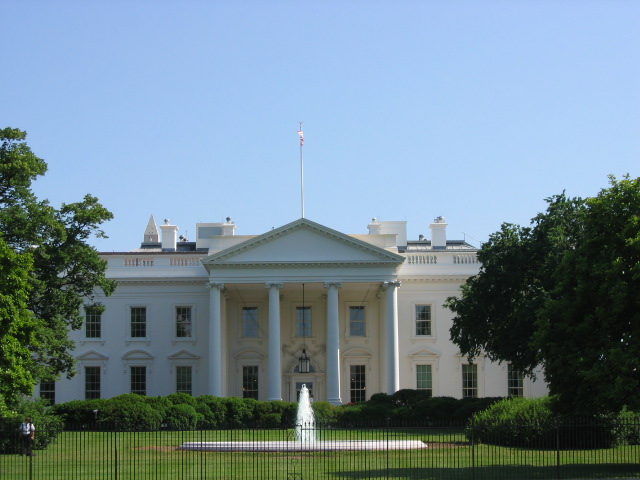
Das Weiße Haus, Amtssitz des Präsidenten

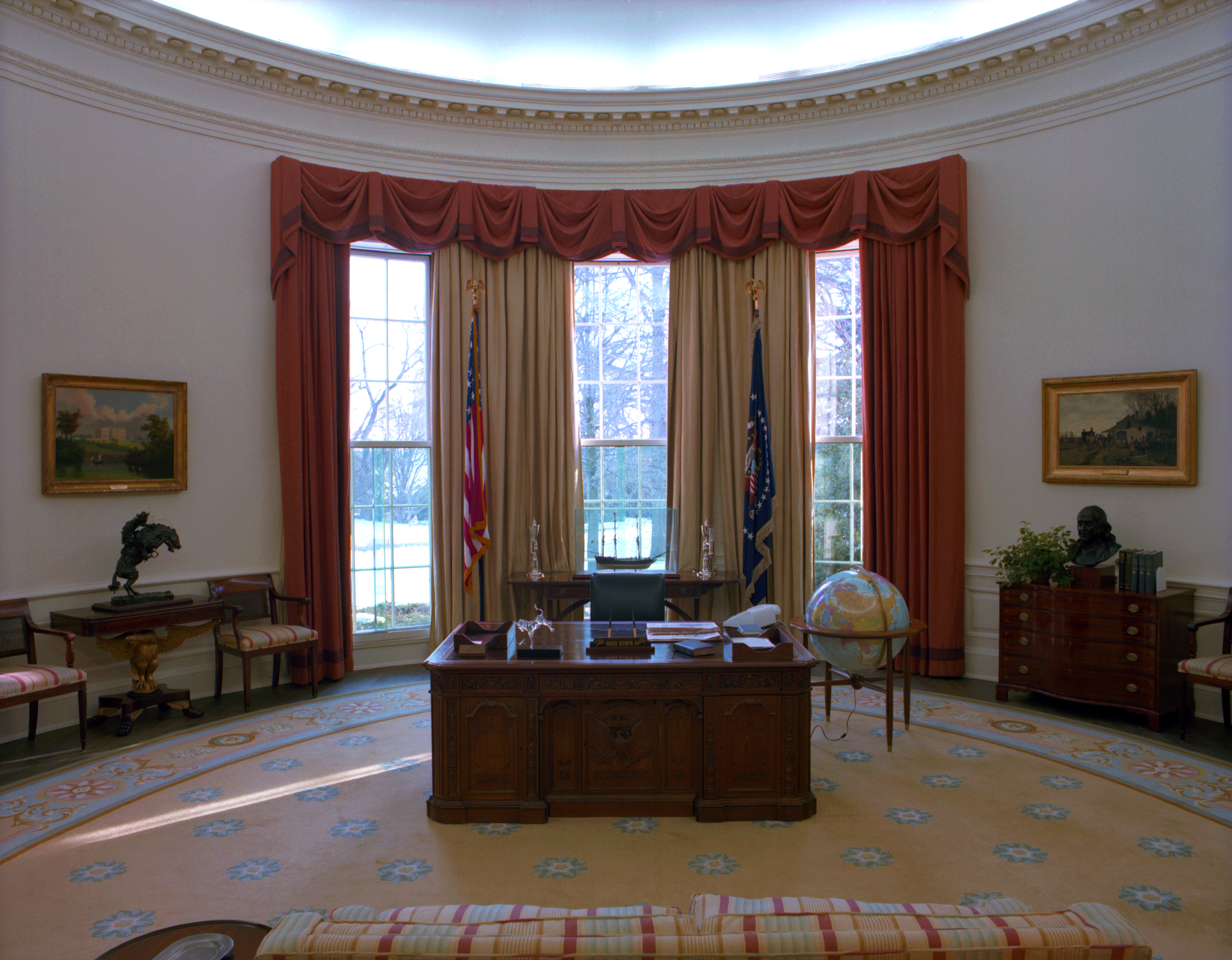
Das Oval Office, Arbeitszimmer des Präsidenten. Hier während der Amtszeit von Jimmy Carter (1978)

Der Präsident hat seinen traditionellen Amtssitz im Weißen Haus in Washington. Das Haus, mit dessen Grundsteinlegung 1792 die Stadtbebauung der heutigen amerikanischen Hauptstadt begann, steht seit 1800 dem amerikanischen Präsidenten und seiner Familie zur Verfügung. Es wurde 1814 im Britisch-Amerikanischen Krieg zerstört und 1819 wiederaufgebaut.
Das Oval Office im Westflügel des Weißen Hauses, das Arbeitszimmer des US-Präsidenten, wird durch umfangreiche Sicherheitsmaßnahmen geschützt. Ein Bunker unter dem Ostflügel des Weißen Hauses, das Presidential Emergency Operations Center, schützt den Präsidenten und seinen Stab in Notfällen.

## Protokollarische Ehren
Der Präsident der Vereinigten Staaten führt keine weiteren Titel – die protokollarisch korrekte Anrede ist schlicht The President bzw. Mister President.
Die Frage, mit welchen protokollarischen Ehren und Titeln der Präsident zu bedenken sei, war eine der ersten Fragen, die den ersten Kongress im Frühjahr und Sommer 1789 beschäftigten. Insbesondere Vizepräsident John Adams sowie die Mehrheit der Senatoren sprachen sich für die Einführung von Titeln aus. So schlug ein Senatskomitee die Anrede His Highness the President of the United States of America, and Protector of their Liberties vor, und einer verbreiteten, aber wohl unwahren Legende zufolge soll Washington selbst die Anrede His High Mightiness (Mightiness, dt. Mächtigkeit/Gewaltigkeit) favorisiert haben. Die Mehrheit des Repräsentantenhauses weigerte sich jedoch, jegliche Titel einzuführen, die nicht von der Verfassung vorgesehen waren, so dass bis heute die bloße Amtsbezeichnung auch die korrekte Anrede darstellt.
Bei öffentlichen Auftritten des Präsidenten erklingt – wie vom Verteidigungsministerium 1952 festgelegt – als Präsidialsalut nach vier ruffles and flourishes (Trommelwirbel und Fanfaren) die Melodie, selten das Lied „Hail to the Chief“. Stattdessen kann auch das Abspielen der Nationalhymne „The Star-Spangled Banner“ erfolgen.

## Reisetätigkeit und Transportmittel

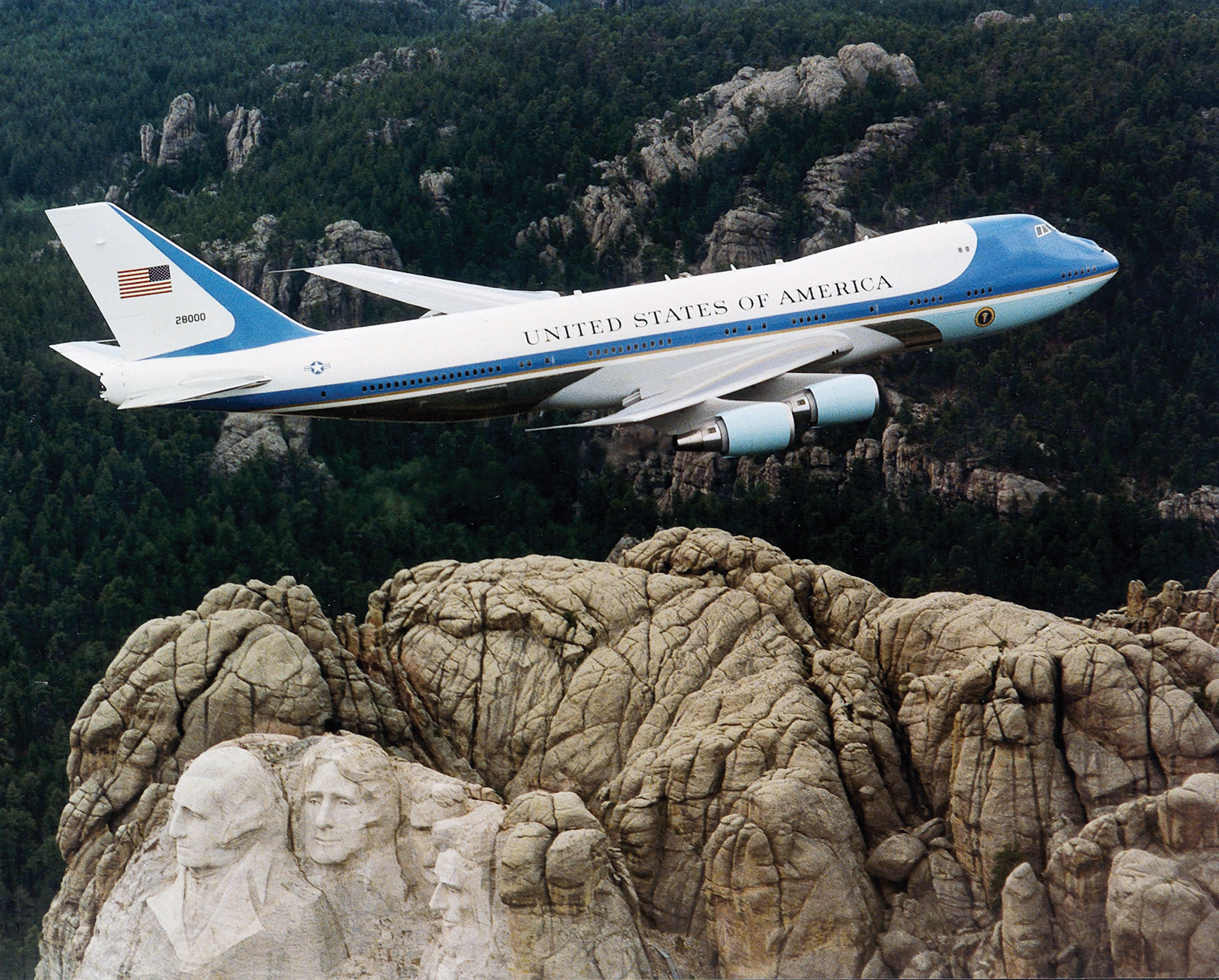
Die Air Force One ist das primäre Flugzeug des Präsidenten der Vereinigten Staaten (hier 2001 über dem Mount Rushmore)

Der erste Präsident, der in offizieller Funktion das Gebiet der Contiguous United States (des zusammenhängenden Gebiets der USA von heute 48 Staaten) verließ, war Theodore Roosevelt, der sich 1906 persönlich von den Fortschritten beim Bau des damals unter amerikanischer Hoheit stehenden Panamakanals überzeugte. Sein Nachfolger William H. Taft besuchte im Oktober 1909 als erster amtierender Präsident Mexiko (in Ciudad Juárez), Warren G. Harding besuchte 1923 als erster Präsident auf derselben Reise sowohl das Alaska-Territorium als auch Kanada (in Vancouver). Der erste amtierende Präsident, der das Hawaii-Territorium besuchte, war Franklin D. Roosevelt im Jahr 1944. Woodrow Wilson reiste ab Dezember 1918 für sieben Monate (mit einer kurzen Unterbrechung) als erster amtierender Präsident nach Europa, insbesondere zur Teilnahme an der Pariser Friedenskonferenz 1919. Truman besuchte 1945 als erster amtierender Präsident Deutschland anlässlich der Teilnahme an der Potsdamer Konferenz; Eisenhower besuchte die Schweiz 1955 und Kennedy Österreich 1961 jeweils anlässlich von Gipfeltreffen. Der letzte Präsident, der keinen Staatsbesuch ableistete, war Herbert Hoover, der allerdings noch als president-elect Mittel- und Südamerika bereiste. Die ausgedehntesten Reisetätigkeiten entfalteten bislang Bill Clinton mit 54 Reisen in 72 Länder und George W. Bush mit 48 Reisen in 73 Länder.
Um auch während der Abwesenheit vom Amtssitz die Amtsgeschäfte wahrnehmen zu können, kann der Präsident unter anderem auf zwei besonders ausgestattete Flugzeuge vom Typ Boeing VC-25A zurückgreifen. Sie sind im Volksmund als „Air Force One“ bekannt. Allerdings ist diese Bezeichnung nicht diesen zwei Flugzeugen fest zugewiesen. Vielmehr erhält jedes Luftfahrzeug der amerikanischen Luftstreitkräfte den Rufnamen „Air Force One“, sobald sich der Präsident an Bord befindet. Luftfahrzeuge des Marine Corps erhalten den Rufnamen „Marine One“. Diesen Rufnamen erhält derzeit der Hubschrauber, welchen der Präsident hauptsächlich für den Transport vom Weißen Haus zur Andrews Air Force Base (Heimatflugplatz der Regierungsflugzeuge) verwendet. Der vorher für diesen Zweck verwendete Hubschrauber des Heeres trug analog den Rufnamen „Army One“. „Navy One“ und Coast Guard One sind die entsprechenden Rufnamen für Luftfahrzeuge der Marine und der Küstenwache. Navy One wurde erstmals verwendet, als George W. Bush 2003 den Flugzeugträger Abraham Lincoln mit einem Düsenflugzeug der Navy besuchte. Coast Guard One wurde bislang noch nicht verwendet. Executive One ist der Rufname für Zivilflugzeuge, bei denen sich der Präsident an Bord befindet.
Als Dienstwagen steht dem Präsidenten ein Cadillac DTS der Version 2006 zur Verfügung, inoffiziell auch als „Cadillac One“ bezeichnet. Der Cadillac von Ex-Präsident Obama trägt auch den Spitznamen „The Beast“.
Unter die früheren von Präsidenten verwendeten Transportmittel zählten unter anderem der „Ferdinand Magellan Railcar“, den die Präsidenten Franklin. D. Roosevelt, Truman und Eisenhower sowie kurzzeitig auch Reagan verwendeten, sowie eine Anzahl von Yachten. Die erste Yacht, die „USS Dispatch“, scheint 1873 in Dienst genommen worden zu sein, ging aber 1891 vor der Küste Virginias verloren. Die bislang letzte Präsidentenyacht, „S/Y Manitou“, wurde von Kennedy 1962 erworben und hat seither mehrfach den Besitzer gewechselt.

## Verschiedenes

### Wahl
Der Republikaner Gerald Ford war vom 9. August 1974 bis zum 20. Januar 1977 Präsident, ohne je vom amerikanischen Volk als Präsident oder Vizepräsident gewählt worden zu sein. Präsident Richard Nixon hatte Ford für das Amt des Vizepräsidenten nominiert, nachdem Spiro Agnew am 10. Oktober 1973 nach Korruptionsvorwürfen zurückgetreten war. Ein knappes Jahr später, als Nixon aufgrund der Watergate-Affäre selbst zurückgetreten war, rückte Ford ins Präsidentenamt auf. Er kandidierte 1976 für eine zweite Amtszeit und verlor diese Wahl gegen den Demokraten Jimmy Carter.
Nur dreimal trat ein Präsident ohne Anwärter für die Vizepräsidentschaft an, davon nur einmal nach Inkrafttreten des 12. Verfassungszusatzes im Jahr 1804: George Washington 1789 und 1792 sowie Martin Van Buren bei der Wahl von 1840. Bis einschließlich zur Wahl von 1800 spielte es keine entscheidende Rolle, ob Präsident und Vizepräsident gemeinsam als „ticket“ antraten, da der an Wahlmännerstimmen zweitplatzierte Kandidat Vizepräsident wurde. Im Falle Van Burens im Jahr 1840 wurde der bisherige Vizepräsident Richard Mentor Johnson nicht erneut von den Demokraten für die Vizepräsidentschaft nominiert, allerdings konnte auch kein anderer Bewerber die erforderliche Mehrheit der Delegierten auf dem Nominierungsparteitag hinter sich bringen, so dass Van Buren ohne running mate antreten musste. Im Fall seines Wahlsiegs hätte (wie im Prinzip schon in der vorangehenden Wahl von 1836, als derselbe Richard Mentor Johnson infolge einer Anzahl von faithless electors bei der Wahlmännerabstimmung durchfiel und erst vom Senat eingesetzt wurde) der Senat den Vizepräsidenten unter den zwei stimmenstärksten Kandidaten bestimmen müssen. Da Van Buren die Wahl von 1840 gegen William H. Harrison verlor, erübrigte sich jedoch eine Befassung des Senats. Hätte im Fall eines Siegs Van Burens Richard Mentor Johnson (wie es 1840 tatsächlich geschah) eine relative Mehrheit der demokratischen Wahlmännerstimmen erhalten, hätte er in Anbetracht eines damals demokratisch dominierten Senats durchaus erneut Vizepräsident werden können.
In einigen Fällen traten auch unter den Bedingungen des 12. Verfassungszusatzes mehrere Vizepräsidentschaftskandidaten an, so etwa 1836 (mehrere Vizepräsidentschaftskandidaten der Whigs, allerdings auch mehrere Präsidentschaftskandidaten) und 1896, als der Demokrat William Jennings Bryan sowohl mit einem demokratischen running mate als auch mit einem Vizepräsidentenkandidaten aus den Reihen der Populist Party antrat.
Gelegentlich einigten sich politisch nahestehende (oder durch einen gemeinsamen Hauptgegner verbundene) Parteien auf einen gemeinsamen Präsidentschaftskandidaten. Bei der Wahl von 1872 trat Horace Greeley samt seinem running mate Benjamin Gratz Brown als Kandidat sowohl der Liberal Republican Party als auch der Demokraten an. 1896 trat der Demokrat William Jennings Bryan als gemeinsamer Präsidentschaftskandidat sowohl der Demokraten als auch der Populist Party sowie der Silver Party an, er wurde zudem von der Silver Republican Party unterstützt. Bei der Wahl von 1996 war Ralph Nader informeller Kandidat mehrerer Green Parties verschiedener Bundesstaaten, 2000 wurde er sowohl von der Green Party als auch von der Vermont Progressive Party unterstützt. Sieht man vom Wahlsieg der bereits erwähnten National Union Party 1864 ab, konnte jedoch noch kein durch mehrere Parteien unterstützter Kandidat jemals eine Wahl gewinnen.
Am längsten hielt die Demokratisch-Republikanische Partei, die von 1801 bis 1829 für sieben aufeinanderfolgende Amtsperioden ununterbrochen den Präsidenten stellte, das Weiße Haus ohne Machtwechsel. Dies wurde bis heute nicht überboten, wenngleich die Demokraten von 1933 bis 1953 für fünf, die Republikaner von 1869 bis 1885 und erneut von 1897 bis 1913 jeweils für vier aufeinanderfolgende reguläre Amtsperioden den Präsidenten stellten. Für drei aufeinanderfolgende reguläre Amtszeiten stellten die Demokraten den Präsidenten in den Jahren 1829 bis 1841, die Republikaner von 1921 bis 1933 und erneut von 1981 bis 1993.
Von 1963 bis 1977 waren nacheinander drei Präsidenten im Amt, die zuvor Vizepräsidenten gewesen waren: Lyndon B. Johnson, Nixon und Ford. Johnson und Ford wurden Präsidenten, weil der jeweils gewählte Präsident gestorben bzw. zurückgetreten war, der ordentlich zum Präsidenten gewählte Nixon hatte (acht Jahre vor seiner Wahl) unter Dwight D. Eisenhower als Vizepräsident amtiert. Das bisher einzige Mal, dass zweimal hintereinander ein amtierender gewählter Vizepräsident zum Präsidenten gewählt wurde, waren die Wahlen von 1796 und 1800, die John Adams und Thomas Jefferson gewannen. Sie waren von 1797 bis 1809 als Präsidenten im Amt. Außer Adams und Jefferson wurden nur Martin van Buren 1836 und George Bush 1988 als amtierende Vizepräsidenten in die Präsidentschaft gewählt. Der einzige andere zum Präsidenten gewählte ehemalige Vizepräsident außer Nixon, dessen Amtszeit als Präsident sich nicht unmittelbar an seine Amtszeit als Vizepräsident anschloss, ist Joe Biden, der 2009 bis 2017 Vizepräsident unter Barack Obama war und 2020 zum Präsidenten gewählt wurde.
Nur vier Präsidenten wurden bislang ohne die Stimmen der Staaten ihres Wohnorts gewählt: James K. Polk (Tennessee, bei seiner Wahl 1844; er verlor zudem in seinem Geburtsstaat North Carolina), Woodrow Wilson (New Jersey, bei seiner Wiederwahl 1916), Richard Nixon (New York, bei seiner ersten Wahl 1968) sowie Donald Trump bei der Präsidentschaftswahl 2016 (New York). Bei sechs Wahlen kamen die jeweiligen beiden Hauptkandidaten für die Präsidentschaftswahl aus demselben Staat: 1860 (bezogen auf Lincoln und den Kandidaten der nördlichen Demokraten, Stephen A. Douglas), 1904, 1920, 1940, 1944 und 2016. Bei der Wahl von 1944 waren Präsident Franklin D. Roosevelt sowie sein Herausforderer Thomas E. Dewey sogar im selben County wohnhaft (Dutchess County in New York).
Die Wahl von 2008 war die erste seit 1952, in der weder der amtierende Präsident noch der amtierende Vizepräsident antraten. Zuletzt war das in der Wahl von 2016 der Fall, davor in den Wahlen von 1928, 1920 und 1908. Im 19. Jahrhundert fiel das vergleichsweise häufiger vor (in den Wahlen von 1816, 1824, 1844, 1848, 1856, 1868, 1876–1884 sowie 1896).
In den Wahlen von 1892 und 1912 traten jeweils ein amtierender und ein Expräsident an. In keinem dieser Fälle konnte der amtierende Präsident sich behaupten: Im Fall der Wahl von 1892 obsiegte der Expräsident Grover Cleveland gegen den amtierenden Präsidenten Benjamin Harrison, im Fall der Wahl von 1912 verloren sowohl der amtierende Präsident William H. Taft als auch der Expräsident Theodore Roosevelt die Wahl.
Die Wahl von 1800 war die einzige Präsidentschaftswahl, bei der ein amtierender Vizepräsident (Thomas Jefferson) gegen einen amtierenden Präsidenten (John Adams) antrat. Auch in diesem Fall konnte der amtierende Präsident sich nicht behaupten. Da die Wahl vom Repräsentantenhaus entschieden werden musste, schloss sich ein weiteres Präsidenten-Vizepräsidenten-Duell an, als der designierte Präsident Jefferson im Zuge einer Kampfabstimmung in drei Dutzend Wahlgängen gegen seinen designierten Vizepräsidenten Aaron Burr antreten musste.
Abgesehen von denjenigen Vizepräsidenten, die wegen des Tods oder Rücktritts ihres Vorgängers ins Weiße Haus aufrückten, bekundeten neunzehn frühere oder amtierende Vizepräsidenten Interesse an einer Kandidatur für das Amt des Präsidenten bei einer Präsidentschaftswahl, nur elf wurden für die Wahl nominiert (George Clinton blieb 1808 die Nominierung versagt, Charles W. Fairbanks 1908 und 1916, Thomas R. Marshall 1920, John Nance Garner 1940, Alben W. Barkley 1952, Herbert Humphrey 1972, Dan Quayle 2000 und Mike Pence 2024), nur sechs waren erfolgreich (John Adams, Jefferson, Van Buren, Nixon, George H. W. Bush und Biden).
John C. Breckinridge, Vizepräsident unter Buchanan, war bei der Wahl von 1860 für 100 Jahre der letzte amtierende Vizepräsident, der bei einer Wahl antrat: Erst 1960 trat mit Nixon, Vizepräsident unter Eisenhower, erneut ein amtierender Vizepräsident zu einer Präsidentschaftswahl an. Martin Van Buren, der die Präsidentschaftswahl von 1836 gewann, war für volle 132 Jahre (bis Nixons Wahlsieg 1968) der letzte ehemalige Vizepräsident, der in einer Präsidentenwahl siegte, ohne zuvor auf andere Weise in das Amt des Präsidenten nachgerückt zu sein, und für 152 Jahre (bis zum Wahlsieg George H. W. Bushs 1988) der letzte, dessen ordentliche Wahl zum Präsidenten sich zeitlich unmittelbar an seine Vizepräsidentschaft anschloss. Vor Van Buren gelang dies – in zwei aufeinanderfolgenden Wahlen – John Adams bei der Wahl von 1796 und Thomas Jefferson bei der Wahl von 1800. Nach Nixon und George H. W. Bush wurde bei der Wahl von 2020 mit Joe Biden erneut ein ehemaliger Vizepräsident zum Präsidenten gewählt, was jedoch wie im Fall Nixons gleichfalls nicht unmittelbar im Anschluss an die Zeit seiner Vizepräsidentschaft erfolgte.

### Kandidatur und Kandidaten

#### Kandidatur zur Wiederwahl
Grover Cleveland wurde von der Demokratischen Partei jeweils in drei aufeinanderfolgenden Wahlen (1884, 1888, 1892) als Präsidentschaftskandidat nominiert (zweimal erfolgreich; Teile der Demokraten-Abspaltung der „National Democratic Party“ bemühten sich vergeblich, Cleveland für die Wahl 1896 als Kandidaten zu gewinnen). Darin wurde er nur von Franklin D. Roosevelt übertroffen, der von 1932 bis 1944 viermal (jedes Mal mit Erfolg) nominiert wurde. Andrew Jackson trat dreimal (1824, 1828, 1832) für große Parteien seiner Zeit an – das erste Mal (trotz relativer Mehrheit erfolglos) als Kandidat der Demokratisch-Republikanischen Partei, die beiden anderen Male (erfolgreich) als Kandidat der Demokraten. Zudem wurde William Jennings Bryan dreimal (nicht in aufeinanderfolgenden Wahlen: 1896, 1900, 1908), jedoch stets erfolglos als Präsidentschaftskandidat der Demokraten nominiert. Von den Kandidaten der Republikaner wurde nur Donald Trump dreimal in aufeinanderfolgenden Wahlen nominiert (2016, 2020 und 2024); Richard Nixon wurde ebenfalls dreimal nominiert (1960, 1968, 1972, zweimal erfolgreich), jedoch nicht in drei aufeinanderfolgenden Wahlen. Martin Van Buren trat in drei nicht aufeinanderfolgenden Wahlen (1836, 1840, 1848, einmal mit Erfolg) an, davon nur zweimal als Kandidat der Demokratischen Partei. Henry Clay trat dreimal als Präsidentschaftskandidat an, jedes Mal für eine andere Partei: 1824 für die Demokraten-Republikaner, 1832 für deren Nachfolgepartei National Republicans und 1844 als Whig, darüber hinaus scheiterte er zweimal (1840 und 1848) in den Vorwahlen der Whigs. Rufus King trat in den Wahlen von 1804 und 1808 als Vizepräsidentschaftskandidat, 1812 und 1816 als Präsidentschaftskandidat der Föderalisten an (in allen Fällen erfolglos).
- Nimmt man die Kandidaturen aus der Zeit vor dem Twelfth Amendment hinzu, als der an Wahlmännerstimmen Erstplatzierte zum Präsidenten und der Zweitplatzierte zum Vizepräsidenten bestimmt wurde, sind die Mehrfachkandidaturen häufiger (nicht alle in aufeinanderfolgenden Wahlen): vier Kandidaturen wiesen Thomas Jefferson (zweimal erfolgreich, einmal Vizepräsident), John Adams (einmal erfolgreich, einmal Vizepräsident) und Charles Cotesworth Pinckney auf, auf je drei kommen Aaron Burr, George Clinton und John Jay (die letzteren alle ohne Erfolg; Burr wurde jedoch einmal, Clinton zweimal zum Vizepräsidenten bestimmt).
- Ebenso lange oder sogar noch längere Serien erreichten einige unabhängige und von Splitterparteien aufgestellte Kandidaten, die aber alle erfolglos blieben: So trat Norman Thomas (Sozialistische Partei Amerikas) von 1928 bis 1948 sechsmal in Serie an, Eugene V. Debs (ebenfalls Sozialistische Partei Amerikas) zwischen 1900 und 1920 fünfmal (mit Ausnahme der Wahl von 1916), Earl Dodge von der Prohibition Party zwischen 1984 und 2000 ebenfalls fünfmal, Ralph Nader zwischen 1996 und 2008 viermal, ebenso Gus Hall von der CPUSA zwischen 1972 und 1984 und Eric Hass von der Socialist Labor Party of America zwischen 1952 und 1964.
- Hinzu kommen einige Personen, die sich in Serie (zumeist ohne realistische Erfolgsaussichten) für die Kür zum Kandidaten insbesondere einer der beiden großen Parteien zur Verfügung stellten, vor allem Harold Stassen, der sich zwischen 1944 und 1992 neunmal um die Nominierung als Präsidentschaftskandidat der Republikaner bemühte, sowie Lyndon LaRouche, der 1976 als Kandidat seiner Wahlplattform „U.S. Labor Party“ zur Präsidentschaftswahl antrat und sich danach bis 2004 siebenmal um die Nominierung als Kandidat der Demokraten bewarb.

Bis zur Mitte des 20. Jahrhunderts entschieden sich Präsidenten, die sich einer Wiederwahl stellten, mitunter für einen anderen Kandidaten für das Amt des Vizepräsidenten. Zum Beispiel trat Abraham Lincoln zu seiner ersten Wahl 1860 mit dem running mate Hannibal Hamlin und zur Wahl 1864 mit Andrew Johnson an, in ähnlicher Weise handelten Thomas Jefferson und Ulysses S. Grant. Während der vier Amtszeiten Franklin D. Roosevelts waren drei verschiedene Vizepräsidenten im Amt (John Nance Garner in den ersten beiden Amtsperioden, Henry A. Wallace in der dritten und Harry S. Truman in der vierten). Seit dem Zweiten Weltkrieg ist es jedoch unüblich geworden, für den Fall der Wiederwahl den Vizepräsidenten auszutauschen (das erfolgte nur durch Gerald Ford, der bei seinem erfolglosen Wiederwahlversuch 1976 statt mit seinem bisherigen Vizepräsidenten Nelson Rockefeller, der für eine weitere Amtszeit nicht zur Verfügung stand, mit Bob Dole antrat, sowie 2024, als Donald Trump anstatt mit Mike Pence mit JD Vance antrat). Das zeigt sich auch in der Häufigkeit, in der nicht nur der Präsident, sondern auch der Vizepräsident als „ticket“ wiedergewählt werden: Geschah dies im 19. Jahrhundert ein einziges Mal (1820) und in der ersten Hälfte des 20. Jahrhunderts immerhin zweimal (1916 und 1936), wurde eine gemeinsame Wiederwahl ab der zweiten Hälfte des 20. Jahrhunderts zur Regel: 1956, 1972, 1984, 1996, 2004 und 2012. Der umgekehrte Fall, dass ein Vizepräsident unter verschiedenen Präsidenten amtierte, kam bisher nur zweimal vor, und zwar im Falle George Clintons, der Vizepräsident sowohl unter Thomas Jefferson als auch unter James Madison war, sowie im Falle John C. Calhouns, Vizepräsident unter den Präsidenten John Quincy Adams und Andrew Jackson.
Mehrere Präsidenten wurden von ihrer jeweiligen Partei nicht wieder für eine Präsidentschaftswahl als Kandidat aufgestellt, obwohl sie sich für eine weitere Kandidatur zur Verfügung stellten oder Interesse anmeldeten. So wurde Martin Van Buren 1844, Franklin Pierce 1856 und Joe Biden 2024 von den Demokraten nicht wieder als Kandidat aufgestellt; Ulysses S. Grant wurde 1880, Herbert Hoover 1940 durch die Republikaner eine erneute Kandidatur verweigert. Gerald Ford arbeitete auf eine Nominierung für die Präsidentschaftswahl 1980 hin, nahm aber bereits nicht an den Vorwahlen der Republikaner teil. Chester A. Arthur meldete 1884 zwar Interesse an, betrieb aber seine Nominierung als Kandidat der Republikaner aus gesundheitlichen Gründen ohne Nachdruck. In einigen Fällen stellten sich frühere Präsidenten überdies als Kandidat einer kleineren Partei ein weiteres Mal einer Präsidentschaftswahl: Als Martin Van Buren 1848 mit Lewis Cass erneut ein anderer Kandidat vorgezogen worden war, trat er als Kandidat der Free Soil Party an. Millard Fillmore trat 1856 als Kandidat der Know-Nothing Party an, Theodore Roosevelt 1912 als Kandidat der Progressive Party, nachdem er bei der Nominierung für die Republikaner gescheitert war (nicht mit weiteren Parteien dieses Namens zu verwechseln, die im Jahr 1924 sowie im Jahr 1948 eigene Präsidentschaftskandidaten stellten). John Tyler wurde in der Wahl von 1844 von der „National Democratic-Republican Party“ als Präsidentschaftskandidat aufgestellt, zog seine Kandidatur wegen Aussichtslosigkeit aber wieder zurück.
Nur ein einziges Mal gelang es einer Partei, die bereits in der vorangegangenen Wahlperiode den Präsidenten gestellt hatte, die Präsidentenwahl erneut für sich zu entscheiden, obwohl sie den amtierenden, an einer zweiten Amtsperiode interessierten Präsidenten bei der Auswahl des Kandidaten überging und durch einen anderen Kandidaten ersetzte: Bei der Wahl von 1856 stellten die Demokraten den 1852 gewählten (im Norden unbeliebten) Franklin Pierce nicht erneut auf, gewannen aber gleichwohl die Wahl mit ihrem Kandidaten James Buchanan.

#### „Firsts“ – aus der Geschichte der Präsidentschaftskandidaturen
Barack Obama ist der erste afroamerikanische Politiker, der von einer großen Partei nominiert wurde, und auch der einzige, der zum Präsidenten gewählt wurde. Vor ihm bemühten sich Shirley Chisholm bei der Wahl 1972 und Jesse Jackson bei den Wahlen 1984 und 1988 vergeblich um die Nominierung ihrer Partei. Schwarze Präsidentschaftskandidaten waren indessen bereits früher angetreten, der erste war George Edwin Taylor, der bei der Wahl 1904 als Kandidat der „National Negro Liberty Party“ aufgestellt wurde. Bei allen Präsidentschaftswahlen seit 1960 (mit Ausnahme der Wahl von 1972) traten schwarze Kandidaten an, wurden allerdings bis zur Kandidatur Barack Obamas ausschließlich von Splitterparteien wie beispielsweise der Socialist Workers Party oder der New Alliance Party unterstützt. Bei der Präsidentschaftswahl von 2016 erhielt Colin Powell, obwohl er nicht als Kandidat angetreten war, drei Wahlmännerstimmen.
Als erste Frau kandidierte 1872 – lange bevor Frauen in den USA auf Bundesebene das aktive Wahlrecht hatten – Victoria Woodhull für die Präsidentschaft, deren Kandidatur allerdings unzulässig war, weil sie bei Amtseinführung noch nicht, wie von der Verfassung vorgeschrieben, 35 Jahre alt gewesen wäre, so dass die auf sie entfallenen Stimmen nicht beziffert wurden. Danach wurden (in den Wahlen von 1884, 1888, 1940 und 1952) vereinzelt und seit der Wahl von 1968 regelmäßig Frauen von Splitterparteien als Kandidatinnen aufgestellt. Nachdem sich in den Wahlen von 1964 und 1972 je zwei Frauen vergeblich darum bemühten, von einer der großen Parteien als Kandidatin aufgestellt zu werden, dauerte es bis 1996, bis sich wiederum zwei Frauen um die Nominierung als Präsidentschaftskandidatin der Demokraten bewarben. 2016 war Hillary Clinton die erste Frau, die von einer der beiden großen Parteien für das Präsidentenamt nominiert wurde. Als sich Joe Biden am 19. November 2021 unter Narkose einer Darmspiegelung unterzog und sich daher für vorübergehend amtsunfähig erklärte, wurde mit der Vizepräsidentin Kamala Harris erstmals – für 85 Minuten – einer Frau offiziell Befugnisse und Obliegenheiten des Präsidenten übertragen.
Der erste Katholik, der von einer großen Partei zum Präsidentschaftskandidaten aufgestellt wurde, war 1928 Alfred E. Smith; als erster Katholik zum Präsident gewählt wurde 1960 John F. Kennedy. 1988 wurde als erster Angehöriger der Griechisch-orthodoxen Kirche Mike Dukakis von den Demokraten aufgestellt. Mitt Romney war – in der Präsidentschaftswahl von 2012 – der erste von einer großen Partei ins Rennen geführte Mormone.
Der erste Hispanic, der sich um die Nominierung einer großen Partei als Präsidentschaftskandidat bemühte (vergeblich), war Benjamin Fernandez, der 1980 (sowie mit weniger Nachdruck 1984 und 1988) an den Vorwahlen der Republikaner teilnahm. Weitere (nicht erfolgreiche) Teilnehmer an Vorwahlen waren 2016 Ted Cruz und Marco Rubio (für die Republikaner) sowie Rocky De La Fuente (für die Demokraten). De La Fuente nahm darüber hinaus 2020 an den Vorwahlen der Republikaner teil.
Der erste Jude, der von einer großen Partei (der Demokraten) zum Kandidaten für die Vizepräsidentschaft gekürt wurde, war 2000 Joe Lieberman, der als running mate für Al Gore antrat; 2004 nahm er darüber hinaus erfolglos an den Vorwahlen der Demokraten teil. Der erste Jude, der auf Bundesstaatenebene eine Vorwahl gewann, war Bernie Sanders, der 2016 die Vorwahl der Demokraten in New Hampshire für sich entschied. Sanders erhielt 2016 im Wahlmännerkollegium außerdem die Präsidentenstimme eines faithless elector.
Faith Spotted Eagle aus dem Volk der Yankton erhielt 2016 die Präsidentenstimme eines faithless elector. Bereits von 1929 bis 1933 war Charles Curtis, dessen Mutter aus dem Volk der Kansa stammte, Vizepräsident an der Seite von Herbert Hoover.

#### Sonstiges
Mitunter machen bei den US-Vorwahlen – wie es auch in anderen demokratisch verfassten Staaten geschieht – sogenannte „dark horses“ das Rennen (der Begriff lässt sich auf Deutsch etwa mit „Außenseiter“ umschreiben). Das sind Kandidaten, die bislang in der Politik keinen Namen hatten, aber dennoch andere, auf politischem Feld nicht selten weitaus renommiertere Rivalen in den Vorwahlen auf die Plätze verweisen. Oft handelt es sich um Lokalpolitiker oder um Politiker aus der zweiten Reihe, es kann sich aber auch um Quereinsteiger handeln, die aus anderen als politischen Zusammenhängen (etwa Militär oder Showbusiness) bekannt sind. Als erstes dark horse, dem es gelang, die Präsidentschaftswahlen zu gewinnen, gilt der bis zu seiner Kandidatur weiten Kreisen unbekannte James K. Polk; auch Präsidenten wie zum Beispiel Abraham Lincoln, Warren G. Harding oder Jimmy Carter lassen sich aus unterschiedlichen Gründen dem Typus des dark horse zurechnen. Die Gründe, ein dark horse als Kandidaten zu benennen, können vielfältig sein:
- Oft werden dark horses kompromisshalber oder als Übergangskandidaten nominiert, weil mehrere Flügel einer Partei sich mit ihren jeweiligen Kandidaten gegenseitig in einer Weise blockieren, dass keiner von ihnen zum Zuge kommt. So erfolgte das im Vorfeld der Wahl von 1880 im Falle Ulysses S. Grants, der sich auch nach zahlreichen Abstimmungsrunden nicht gegen James G. Blaine durchsetzen konnte, bis Blaines Delegierte zusammen mit den Delegierten anderer Kandidaten das dark horse James A. Garfield zum Kandidaten der Republikaner kürten.
- Eine Chance für dark horses kann sich auch dann auftun, wenn eine Seite in erster Linie darauf abzielt, einen bestimmten Kandidaten der Gegenseite zu „verhindern“ – wie im Falle Rutherford B. Hayes', der im Vorfeld der Wahl von 1876 als Kandidat nominiert wurde, weil die Gegner des vermeintlich sicheren Siegers James G. Blaine eine Vertagung der Versammlung dazu nutzten, sich auf Hayes zu einigen.
- Ein anderer möglicher Grund ist die Unzufriedenheit mit den bekannteren zur Auswahl stehenden Kandidaten bzw. weil ein „neuer“ Kandidat als besonders zugkräftig oder charismatisch wahrgenommen wird oder in besonderer Weise einem Ideal Ausdruck zu verleihen scheint. Beispiele aus der jüngsten Zeit sind „Überraschungskandidaten“ wie Barack Obama, der sich bei den Vorwahlen von 2008 gegen die wesentlich bekanntere, als haushoher Favorit geltende Hillary Clinton behaupten konnte, sowie Donald Trump, der bei den Vorwahlen von 2016 trotz des Umstands, dass er politisch ein völlig unbeschriebenes Blatt war, sich gegen alle anderen Kandidaten der Republikaner durchsetzte.

Dass ein offizieller Kandidat einer Partei mit realistischen Aussichten auf einen Wahlsieg während seiner Kandidatur starb oder von der Kandidatur wieder Abstand nahm, kam bislang nur einmal vor – bei der Wahl von 1872 (Joe Biden war zur Zeit seines späten Rücktritts von seiner Kandidatur bei der Wahl von 2024 designierter, nicht aber offizieller Kandidat). Der Kandidat der von den Demokraten unterstützten Liberal-Republikanischen Partei, Horace Greeley, der gegen Ulysses S. Grant angetreten war, starb nach der Wahl, jedoch noch vor dem Zusammentreten des Wahlmännerkollegiums. Von den 66 Wahlmännern, die er im Zuge der Wahl errungen hatte, stimmten 63 daraufhin für mehrere andere Präsidentschafts- und Vizepräsidentschaftskandidaten; die drei gleichwohl für Greeley abgegebenen Stimmen waren ungültig. Den Wahlausgang beeinflusste das nicht: Auch ohnedies hatte Grant 81,25 % der Wahlmännerstimmen für sich gewonnen. Zur Wahl von 1852 trat Daniel Webster als Kandidat der „Union Party“ (einer Whig-Abspaltung) an, der eine Woche vor der Wahl verstarb, aber dennoch knapp 7000 Stimmen erhielt. Joseph Smith, ein unabhängiger Kandidat der Wahl von 1844 und Begründer der Kirche Jesu Christi der Heiligen der Letzten Tage, wurde während des Wahlkampfs durch einen Lynchmob ermordet. Auf Ebene des Vizepräsidenten starb eine Woche vor dem Wahltermin der Wahl von 1912 William H. Tafts running mate James S. Sherman, wonach die Republikaner eilig Nicholas Murray Butler nachnominierten. Im Fall der Demokraten wurde der bereits offiziell für die Wahl von 1972 nominierte Vizepräsidentschaftskandidat Thomas Eagleton etwa zweieinhalb Wochen nach dem Nominierungsparteitag nachträglich gegen Sargent Shriver ausgetauscht, als bekannt wurde, dass er unter einer depressiven Erkrankung litt, die er zuvor verschwiegen hatte.
Mitunter trafen dieselben Kandidaten in mehreren Präsidentschaftswahlen aufeinander: John Adams und Jefferson in den Wahlen von 1796 und 1800, Jackson und John Quincy Adams in den Wahlen von 1824 und 1828 (sowie Jackson und Henry Clay in den Wahlen von 1824 und 1832), Martin Van Buren und William H. Harrison in den Wahlen von 1836 und 1840, Cleveland und Benjamin Harrison in den Wahlen von 1888 und 1892, McKinley und William Jennings Bryan in den Wahlen von 1896 und 1900. Danach wurden solche „Revancherunden“ unüblich, das letzte Mal traten dieselben Kandidaten in den Wahlen von 1952 und 1956 gegeneinander an – Eisenhower und Adlai Stevenson II.
Kandidaten für das Amt des Präsidenten, die in mehreren Wahlen antraten oder Interesse an einer Kandidatur anmeldeten, taten dies mitunter über längere Zeiträume hinweg – im Fall von Henry Clay über 24 Jahre (er trat 1824, 1832 und 1844 als Kandidat für das Amt des Präsidenten an, darüber hinaus scheiterte er 1840 und 1848 bei Vorwahlen der Whigs). Bob Dole, der bei der Wahl von 1976 an der Seite Gerald Fords erfolglos als Vizepräsidentschaftskandidat der Republikaner angetreten war und 1980 sowie 1988 bereits in den Vorwahlen erfolglos blieb, trat zwanzig Jahre später bei der Wahl von 1996 als Präsidentschaftskandidat der Republikaner an, wo er (gegen Bill Clinton) erneut unterlag. Martin Van Buren trat 1832 erstmals (erfolgreich) als Vizepräsidentschaftskandidat an; nach zwei weiteren Kandidaturen als Präsident, von denen eine erfolgreich war, kandidierte er noch 16 Jahre später im Jahr 1848 letztmals als Präsidentschaftskandidat. Franklin D. Roosevelt, der in allen vier Präsidentschaftswahlen zwischen 1932 und 1944 obsiegte, war bereits 1920 an der Seite von James M. Cox als Vizepräsidentschaftskandidat der Demokraten aufgetreten. Joe Biden, der 2020 zum Präsidenten gewählt wurde und sich zur Wahl von 2024 erneut für eine Nominierung bewarb (die Bewerbung zog er später zurück), beteiligte sich bereits an den Vorwahlen der Demokraten zu den Präsidentschaftswahlen 1988 (32 Jahre vor seiner Wahl zum Präsidenten) und 2008.

### Amtsinhaber

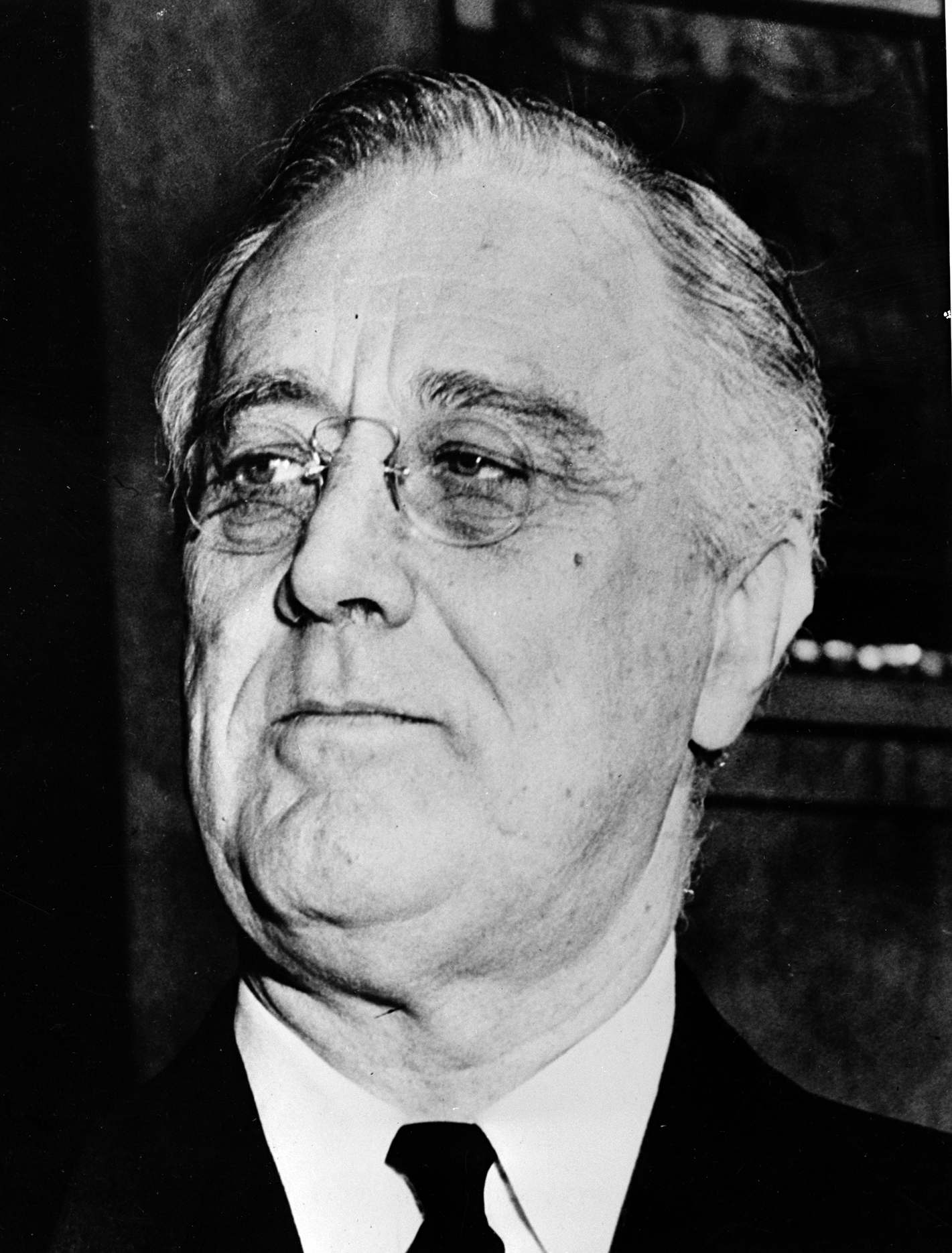
Präsident mit der längsten Amtszeit: Franklin D. Roosevelt (1933–1945)

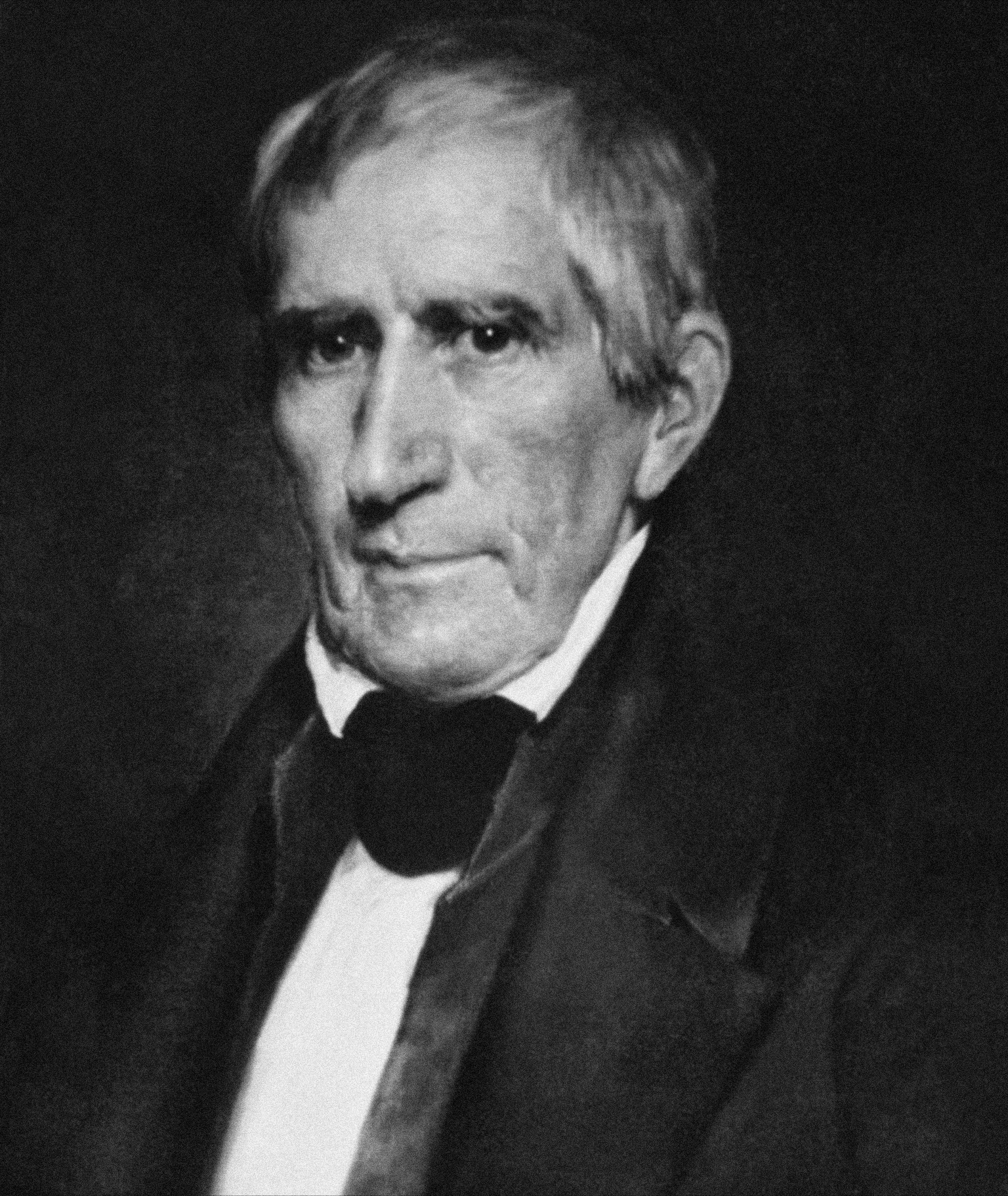
Präsident mit der kürzesten Amtszeit: William Henry Harrison (4. März – 4. April 1841)

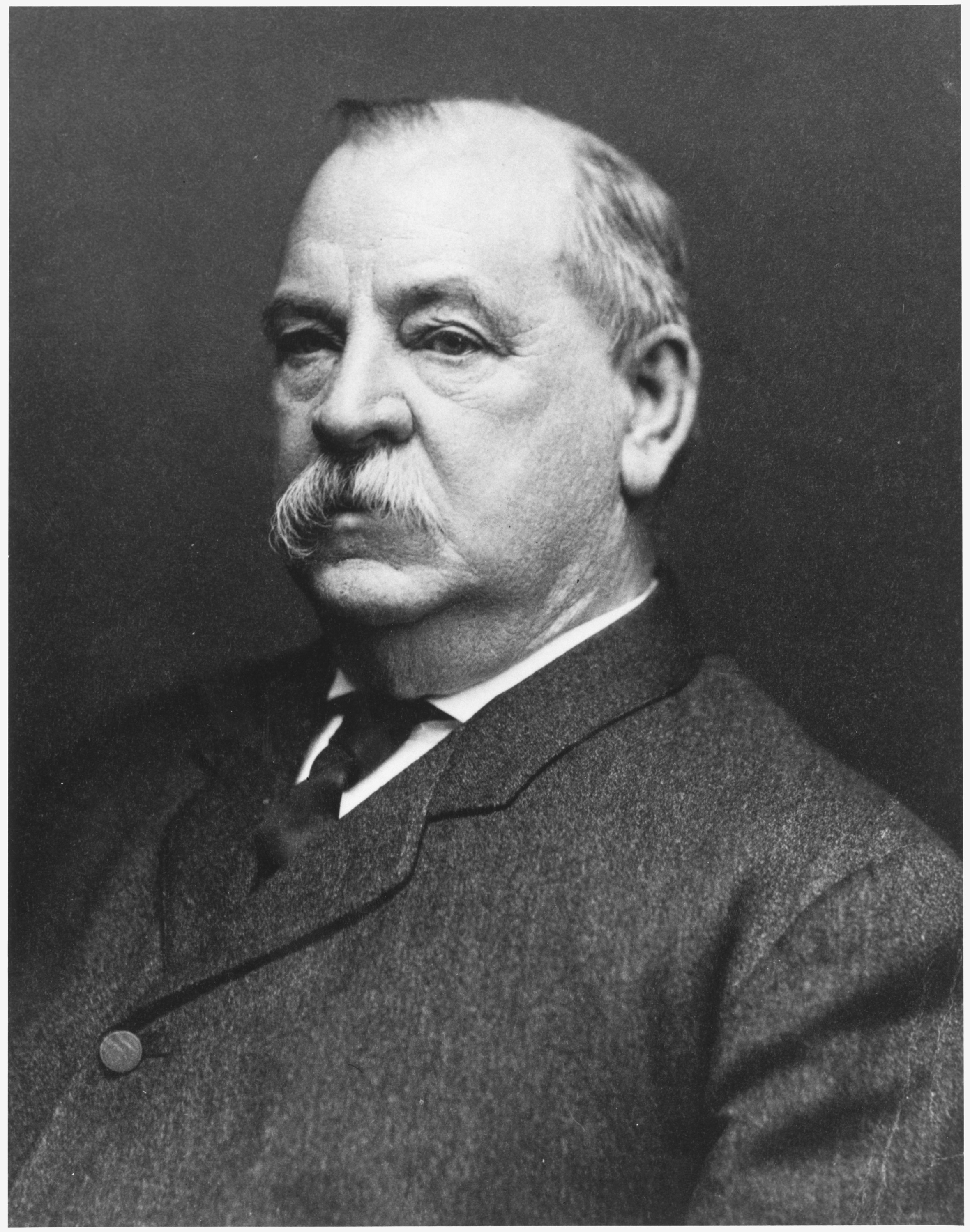
Grover Cleveland absolvierte als erster Präsident zwei Amtszeiten, die nicht aufeinander folgten (1885–1889 und 1893–1897)

13 Präsidenten gewannen zwei aufeinanderfolgende Wahlen, Franklin D. Roosevelt gewann als einziger vier (aufeinanderfolgende) Wahlen (1932, 1936, 1940 und 1944). Grover Cleveland gewann als erster Präsident in der Geschichte der USA zwei nicht direkt aufeinanderfolgende Wahlen: Er war von 1885 bis 1889 und erneut von 1893 bis 1897 Präsident und wird deshalb auch zweimal gezählt, nämlich als 22. und 24. Präsident. 2024 gelang Donald Trump ebenfalls nach seiner ersten Präsidentschaft von 2017 bis 2021 die Wiederwahl. Er wird seit seiner zweiten Amtseinführung als 45. und 47. Präsident gezählt.
Elf amtierende Präsidenten wurden abgewählt – John Adams, sein Sohn John Quincy Adams, Van Buren, Cleveland, Benjamin Harrison, Taft, Hoover, Ford, Carter, George H. W. Bush und Trump. Zweimal erfolgte dies in zwei aufeinanderfolgenden Wahlen (1888/1892 sowie 1976/1980).
Donald Trump folgte auf drei Präsidenten, die jeweils zwei volle Amtszeiten das Amt des Präsidenten bekleideten. Gleiches geschah zuletzt 1825 mit der Wahl John Quincy Adams’, dessen Vorgänger Thomas Jefferson, James Madison und James Monroe ebenfalls jeweils zwei volle Amtszeiten ableisteten.
In den sechsundsiebzig Jahren von der Amtszeit Andrew Jacksons (1837 aus dem Amt geschieden) bis zur Amtszeit Woodrow Wilsons (Amtsantritt 1913) war Ulysses S. Grant (von 1869 bis 1877) der einzige Präsident, der zwei vollständige und aufeinanderfolgende Amtszeiten ableistete. Demgegenüber gab es im ebenso langen Zeitraum seit dem Ende der Präsidentschaft Franklin D. Roosevelts 1945 sehr viel mehr, nämlich fünf Präsidenten mit zwei aufeinanderfolgenden und vollständigen Amtsperioden: Eisenhower, Reagan, Clinton, George W. Bush und Obama. In den ersten 76 Jahren seit dem Amtsantritt George Washingtons gelang das ebenso vielen Präsidenten: Washington, Jefferson, Madison, Monroe und Jackson.
Die acht regulären Amtsperioden zwischen Jacksons Ausscheiden aus dem Amt 1837 bis zu Grants Amtsantritt 1869 weisen die höchste „Dichte“ an Präsidenten in der amerikanischen Geschichte auf – in zweiunddreißig Jahren waren zehn Präsidenten im Amt, von denen drei (W. H. Harrison, Taylor und Lincoln) während ihrer Amtszeit starben und von denen lediglich einer (Lincoln) wiedergewählt wurde.
Mit einem Monat die kürzeste Amtszeit hatte 1841 der im Amt verstorbene William Henry Harrison, gefolgt von James A. Garfield, der bis zu seinem Tod 1881 nur gut ein halbes Jahr im Amt war – von dem er infolge des auf ihn verübten Attentats, an dessen Folgen er etwa zweieinhalb Monate später verstarb, nur knapp vier Monate tatsächlich amtsfähig war. Mit 12 Jahren und 39 Tagen am längsten amtierte 1933–1945 der im Amt verstorbene Demokrat Franklin D. Roosevelt, der als einziger viermal gewählt (dreimal wiedergewählt) wurde (1932, 1936, 1940 und 1944).
Die jeweils ersten Amtszeiten George Washingtons (1789–1793) sowie Franklin D. Roosevelts (1933–1937) waren infolge einmaliger Effekte kürzer als alle anderen (regulären) Amtszeiten: George Washington, dessen erste Amtszeit theoretisch am 4. März 1789 begonnen hatte, wurde erst am 30. April dieses Jahres vereidigt, zum einen, weil die im Dezember 1788 begonnene Wahl sich bis in den Januar 1789 hingezogen hatte, zum anderen, weil sich zunächst der 1. Kongress konstituieren musste, schließlich wegen der damaligen langen Reisezeiten: Washington wurde nach Auszählung der Wahlmännerstimmen in einer gemeinsamen Sitzung von Repräsentantenhaus und Senat am 6. April 1789 zum president-elect bestimmt, wonach er am 16. April 1789 von seinem Landgut in Virginia zu seiner Inauguration nach New York aufbrach, wo er acht Tage später eintraf. Im Falle Roosevelts gelangte erstmals der 20. Verfassungszusatz zur Anwendung, so dass seine erste Amtszeit zwar am 4. März 1933 begann, aber bereits am 20. Januar 1937 endete.

### Amtsführung
Franklin Pierce war der einzige Präsident, der während seiner gesamten Amtszeit sämtliche Mitglieder seines Kabinetts im Amt beließ, ohne den Inhaber eines der Ressorts auszutauschen; sein Amtsvorgänger Millard Fillmore war der einzige nachrückende Vizepräsident, der das Kabinett seines Vorgängers bei Amtsantritt vollständig austauschte, ohne zumindest einzelne seiner Mitglieder wenigstens zeitweise im Amt zu belassen.
Die meisten Richter des Supreme Court of the United States (elf) ernannte George Washington, zu dessen Amtszeit der Supreme Court mit fünf Richtern und einem Obersten Richter allerdings erst konstituiert wurde. Ihm folgte (nicht zuletzt aufgrund seiner besonders langen Amtszeit) Franklin D. Roosevelt mit acht Richtern und einer Beförderung eines Associate Justice zum Chief Justice of the United States (d. h. eines Richters, der dem Supreme Court bereits angehörte, zum Vorsitzenden Richter dieses Gerichtshofs). Auf je fünf Richter kamen Jackson, Lincoln, Taft (dieser zuzüglich einer Beförderung zum Chief Justice) sowie Eisenhower. Der einzige Präsident, der eine volle Amtszeit ableistete, ohne einen Richter des Supreme Court zu ernennen, war Jimmy Carter (im Amt 1977 bis 1981). Es ist allerdings zu beachten, dass der Supreme Court nicht immer dieselbe Zahl an Richtern aufwies: gehörten zunächst sechs Richter dem Supreme Court an, so wurde in den Jahren 1807 ihre Zahl um einen (auf sieben), 1837 um zwei (auf neun) und 1863 um einen weiteren Richter (auf zehn) heraufgesetzt. Zum Umstand, dass Andrew Johnson während seiner fast vollständigen vierjährigen Amtszeit keinen einzigen Richter ernannte, trug es bei, dass der Kongress 1866 beschloss, die Zahl der Richter auf sieben herabzusetzen, so dass Vakanzen zunächst nicht mehr besetzt wurden. Unter Johnsons Nachfolger Grant wurde die Zahl der Richter wieder auf neun heraufgesetzt, wobei es seither geblieben ist.
Der letzte von einem demokratischen Präsidenten ernannte Chief Justice of the United States war der 1946 von Truman bestellte Fred M. Vinson. Seither wurden alle Nachfolger im Amt durch republikanische Präsidenten ernannt: Earl Warren (1953, Eisenhower), Warren E. Burger (1969, Nixon), William Rehnquist (1986, Reagan) und John Roberts (2003, George W. Bush). Auch was die Zahl der Berufungen an den Supreme Court angeht, waren die Demokraten im Zeitraum seit dem Amtsantritt Harry S. Trumans gegenüber den von republikanischen Präsidenten berufenen Richtern mit 13 zu 21 im Hintertreffen.
Die meisten Executive Orders (3.721) erließ Franklin D. Roosevelt während seiner außergewöhnlich langen Amtszeit; William Henry Harrison erließ während seiner nur einmonatigen Amtszeit kein einziges derartiges Dekret. Roosevelt gab allerdings mit etwa 307 Dekreten auch im Verhältnis der Gesamtzahl zu den Amtsjahren die meisten Dekrete heraus. Was das ähnliche Instrument der Presidential Proclamations angeht, steht F. D. Roosevelt (in Hinblick auf nummerierte Proclamations) jedoch deutlich hinter den Präsidenten der jüngsten Zeit zurück, die sich dieser Handlungsform weitaus häufiger bedienten – hier steht bislang Barack Obama mit insgesamt 1.227 Proclamations (153,4 pro Jahr) an der Spitze.
Auch bei der Zahl der präsidentiellen Vetos gegen vom Kongress beschlossene Gesetzesvorlagen spielt naturgemäß die Dauer der Amtszeit eine Rolle: Die meisten ordentlichen Vetos (372) legte Franklin D. Roosevelt in seiner gut zwölfjährigen Amtszeit ein, wogegen sich unter den acht Präsidenten, die kein Veto einlegten, die Präsidenten William H. Harrison und James A. Garfield mit ihren überaus kurzen Amtszeiten finden (die anderen waren die beiden Adams, Thomas Jefferson, Van Buren, Taylor und Fillmore). Dasselbe gilt für die sogenannten pocket vetoes (ein technisches Veto: der Präsident unterschreibt die Gesetzesvorlage nicht, weist sie aber auch nicht zurück, während sich jedoch der Kongress – insbesondere wegen Ende der Sitzungsperiode – bis zum Ablauf der dem Präsidenten für die Unterschrift eingeräumten Frist vertagt, so dass die Vorlage keine Gesetzeskraft erlangt): Auch hier führt Franklin D. Roosevelt mit 263 Vetos. Aus der Reihe der Präsidenten sticht allerdings Grover Cleveland hervor, der in seinen beiden Amtszeiten 584 Vetos (346 ordentliche und 238 pocket vetoes) einlegte, davon 414 während seiner ersten Amtszeit und 212 während einer einzigen Amtsperiode des Kongresses (des 50. Kongresses 1887–1889). Am anderen Ende der Skala findet sich Thomas Jefferson, der während seiner zwei vollständigen Amtszeiten nicht ein einziges ordentliches oder pocket veto einlegte.
Mehrere Präsidenten formulierten Doktrinen im Sinne informeller Richtlinien, die sie ihrer Außenpolitik zugrunde legten und die mitunter auch über ihre Amtszeit hinaus Bestand hatten. Am bekanntesten wurden die „Monroe-Doktrin“ (in aller Kürze die Postulation einer amerikanischen und einer europäischen Interessensphäre bei gegenseitiger Nichteinmischung) sowie die „Truman-Doktrin“ (Eindämmung der expansiven Bestrebungen der Sowjetunion).
Die meisten Begnadigungen sprach Franklin D. Roosevelt aus (3687 zwischen 1933 und 1945), keine Begnadigungen verfügten William Henry Harrison (im Amt 1841) sowie James A. Garfield (1881) – die Zahlen korrelieren allerdings wiederum stark mit dem Umstand, dass Franklin D. Roosevelt der am längsten amtierende Präsident war und William Henry Harrison sowie James A. Garfield die beiden kürzesten Amtszeiten der amerikanischen Geschichte aufweisen. Relativ zur Amtszeit gesehen sprach F. D. Roosevelts Amtsvorgänger Herbert Hoover (1385 Begnadigungen in einer Amtsperiode) die meisten Begnadigungen aus, wogegen George Washington (1789 bis 1797) in seinen zwei Amtsperioden (abgesehen von den beiden erwähnten Sonderfällen W. H. Harrison und Garfield) mit 16 die wenigsten Begnadigungen aussprach. Joe Biden begnadigte (Stand vom 24. März 2023) bislang 84 Personen [veraltet](davon in 75 Fällen durch Herabsetzung des Strafmaßes), hinzu kommen mehr als 6500 Personen, die wegen des Besitzes von Marihuana verurteilt worden waren (Proclamation 10467).
Manche Präsidenten sprechen kurz vor Ende ihrer Amtszeit noch viele Begnadigungen aus, so begnadigte Bill Clinton (1993 bis 2001) mehr als 100 Straftäter, darunter Patty Hearst und seinen Halbbruder Roger Clinton, am letzten Tag seiner Präsidentschaft. Trump begnadigte 116 Personen noch im Januar 2021. Präsident Biden begnadigte kurz vor Ende seiner Amtszeit Personen, obwohl sie sich nicht strafbar gemacht haben, um sie vor politisch motivierter Strafverfolgung durch seinen Nachfolger Trump zu schützen.
Für größere Personengruppen wurden einige Amnestien ausgesprochen – neben den schon erwähnten Begnadigungen in Zusammenhang mit dem Besitz von Marihuana durch Joe Biden kam es zur Begnadigung mehrerer tausend konföderierter Offiziere und Amtsträger durch Andrew Johnson (1865 bis 1869), sowie von 200.000 Personen, die sich der Einberufung zum Militärdienst in Vietnam entzogen hatten, durch Jimmy Carter (sogenannte „Proclamation 4483“). Davon sind Amnestiegesetze zu unterscheiden, wie etwa die Begnadigung der Führungskräfte der Konföderierten Staaten mit Ausnahme der 500 wichtigsten Anführer im Amnesty Act von 1872.

### Biographisches

#### Geburt
Während es nur wenige Präsidenten gab, die ihre Abstammung lediglich auf eine einzige Volksgruppe zurückführten (Van Buren hatte niederländische, Taylor, Fillmore, Pierce und Taft englische, Kennedy irische Ahnen, Buchanans Ahnen waren Ulster-Schotten), hatten bis auf sieben alle amerikanischen Präsidenten englische Vorfahren (neben Van Buren, Buchanan und Kennedy zählen Polk, Wilson, Eisenhower und Trump zu den Ausnahmen). Unter anderem deutsche Vorfahren hatten Cleveland, Theodore Roosevelt, Truman, Eisenhower, Lyndon B. Johnson, Nixon, die beiden Bush, Obama und Trump; Hoover, Eisenhower und Obama hatten auch Schweizer Vorfahren. Einziger Präsident mit nichteuropäischen Vorfahren (aus der kenianischen Volksgruppe der Luo) war Barack Obama, der abgesehen von seinen deutschen und Schweizer Vorfahren außerdem über englische, französische, schottische, walisische und ulster-schottische Vorfahren verfügt.
Überproportional viele Präsidenten wurden in Virginia geboren (acht: Washington, Jefferson, Madison, Monroe, W. H. Harrison, Tyler, Taylor und Wilson) oder in Ohio (sieben: Grant, Hayes, Garfield, B. Harrison, McKinley, Taft und Harding, was dem Staat Ohio den Spitznamen „Modern Mother of Presidents“ eintrug). Ebenfalls überdurchschnittlich vertreten sind New York (fünf: Van Buren, Fillmore, die beiden Roosevelt und Trump) sowie Massachusetts (vier: die beiden Adams, Kennedy und George H. W. Bush). Je zwei stammen aus North Carolina (Polk und A. Johnson), Pennsylvania (Buchanan und Biden), Texas (Eisenhower und L. B. Johnson) sowie Vermont (Arthur und Coolidge). Je ein Präsident wurde geboren in Arkansas (Clinton), Kalifornien (Nixon), Connecticut (George W. Bush), Georgia (Carter), Hawaii (Obama), Illinois (Reagan), Iowa (Hoover), Kentucky (Lincoln), Missouri (Truman), Nebraska (Ford), New Hampshire (Pierce), New Jersey (Cleveland) und South Carolina (Jackson).
Bemerkenswert ist die Häufung virginischer Präsidenten vor allem in den früheren Jahren der USA (vier der ersten fünf Präsidenten – die Ausnahme war John Adams – stammten aus Virginia, ein Umstand, der seinerzeit als Virginia Dynasty bezeichnet wurde, ebenso drei der vier in den neun Jahren von 1841 bis 1850 amtierenden Präsidenten) sowie der Umstand, dass alle sieben je aus Ohio gebürtigen Präsidenten nicht nur ohne Ausnahme den Republikanern angehörten, sondern sämtlich im 54-jährigen Zeitraum zwischen 1869 und 1923 amtierten, in dem sie sieben von elf Präsidenten stellten.
Der aus Virginia gebürtige Woodrow Wilson (Präsident von 1913 bis 1921) war als erster Südstaatler im Amt seit Zachary Taylor (ebenfalls aus Virginia, Präsident von 1848 bis 1850) zugleich der einzige Präsident, der (in Kindertagen) Bürger der Konföderierten Staaten war. Der 1976 zum Präsidenten gewählte Jimmy Carter aus Georgia war seit James K. Polk (aus North Carolina, Präsident von 1845 bis 1849) der erste aus dem „Deep South“ gebürtige Präsident – legt man andere Definitionen des Deep South zugrunde, die North Carolina nicht einschließen, war er der erste seit dem aus South Carolina gebürtigen Andrew Jackson (Präsident 1829 bis 1837).
Der erste Präsident, der bereits in den USA und nicht noch in den britischen Kolonien geboren worden war, war Martin Van Buren; der erste außerhalb des Gebietes der ursprünglichen dreizehn Staaten geborene Präsident war der in Kentucky geborene Abraham Lincoln, erster westlich des Mississippi geborener Präsident war Herbert Hoover. Barack Obama war der erste Präsident, der außerhalb des amerikanischen Festlandes geboren wurde, nämlich auf Hawaii. Obama setzte sich bei den Wahlen von 2008 gegen einen Kandidaten der Republikaner (John McCain) durch, der gleichfalls außerhalb der Contiguous United States (d. h. des zusammenhängenden Gebiets der 48 Staaten) geboren worden war – nämlich in der (zur Zeit seiner Geburt amerikanisch kontrollierten) Panamakanalzone.
Von allen bisherigen US-Präsidenten wurden drei im Jahr 1946 geboren (Bill Clinton, George W. Bush und Donald Trump). Ein Präsident wurde an einem 4. Juli geboren, dem amerikanischen Unabhängigkeitstag (Calvin Coolidge, im Jahr 1872).

#### Tod
Acht Präsidenten sind im Amt verstorben. Die Hälfte von ihnen (Lincoln, Garfield, McKinley, Kennedy) starb durch Mord mit einer Schusswaffe, an anderen (natürlichen) Todesursachen starben William Henry Harrison, Zachary Taylor, Warren G. Harding und Franklin D. Roosevelt. Joe Biden war seit Lyndon B. Johnson, der dem 1963 ermordeten Amtsinhaber Kennedy nachfolgte, der elfte Präsident in Folge, der nicht im Amt verstarb. Damit setzte er die bislang längste Serie nicht im Amt verstorbener Präsidenten fort. Die vordem längste Serie hatte die ersten acht Präsidenten umfasst, von George Washington bis Martin Van Buren, und war 1841 mit dem Tod William Henry Harrisons abgerissen. Von den vier Morden an amtierenden Präsidenten abgesehen waren zahlreiche Präsidenten Gegenstand von Attentatsversuchen. In drei Fällen wurde der Präsident mit Schusswaffen verletzt: Theodore Roosevelt (zu diesem Zeitpunkt bereits Ex-Präsident, jedoch erneut Kandidat einer Präsidentschaftswahl) am 14. Oktober 1912, Ronald Reagan am 30. März 1981 und Donald Trump (zu diesem Zeitpunkt Ex-Präsident, jedoch erneut Kandidat einer Präsidentschaftswahl) am 13. Juli 2024.
Alle sieben US-Präsidenten, die zwischen 1840 und 1960 in einem auf 0 endenden Jahr gewählt wurden (William Henry Harrison, Abraham Lincoln, James A. Garfield, William McKinley, Warren G. Harding, Franklin D. Roosevelt, John F. Kennedy), verstarben im Amt oder wurden ermordet. Dieser Zufall ist als „Tecumsehs Fluch“ bekannt, da William Henry Harrison, der 1840 gewählt wurde, die von Tecumseh geführten Indianer besiegt hatte. Der 1980 gewählte Ronald Reagan war – als erster in einem auf Null endenden Jahr gewählter US-Präsident seit dem 1820 gewählten James Monroe, der nicht während seiner Amtszeit starb – der erste Präsident, der diesen „Fluch“ überlebte. Der 1850 gestorbene Zachary Taylor war der einzige im Amt verstorbene Präsident, der nicht in einem auf 0 endenden Jahr gewählt wurde (nämlich 1848).
Allein sieben Präsidenten starben in Washington D. C. (William Harrison, John Quincy Adams, Taylor, Lincoln, Wilson, Taft und Eisenhower), vier in New York City (Monroe, Arthur, Hoover und Nixon), je zwei in bzw. bei Nashville, Tennessee (Jackson und Polk, die dort auch begraben liegen) sowie in Buffalo, New York (neben McKinley, auf den dort ein Anschlag verübt wurde, der dort auch beerdigte Fillmore).
Von den ersten fünf Präsidenten, die zur Generation der Gründerväter zählen, starben drei an einem 4. Juli: John Adams, Thomas Jefferson und James Monroe – die beiden erstgenannten sogar am selben Tag, dem 4. Juli 1826, dem 50. Jahrestag der Unabhängigkeitserklärung.
Ein einziger Präsident wurde in Washington D. C. beerdigt – Woodrow Wilson. Sieben Präsidenten – vier der ersten fünf (mit Ausnahme John Adams’) sowie Tyler, Taft und Kennedy – liegen an verschiedenen Orten Virginias begraben. Sechs wurden in New York beerdigt (neben Fillmore auch Van Buren, Grant, Arthur und die beiden Roosevelt), fünf in Ohio (William Harrison, Hayes, Garfield, McKinley, Harding). Drei wurden in Tennessee beerdigt (neben Jackson und Polk auch Andrew Johnson), je zwei in Massachusetts (die beiden Adams), Kalifornien (Nixon und Reagan) und Texas (Lyndon B. Johnson und George H. W. Bush), je einer in Georgia (Carter), Illinois (Lincoln), Indiana (Benjamin Harrison), Iowa (Hoover), Kansas (Eisenhower), Kentucky (Taylor), Michigan (Ford), Missouri (Truman), New Hampshire (Pierce), New Jersey (Cleveland), Pennsylvania (Buchanan) und Vermont (Coolidge).
Sechs Präsidenten wurden auf dem Gelände ihrer jeweiligen Präsidentenbibliothek bestattet (Hoover, Truman, Eisenhower, Nixon, Reagan und George H. W. Bush), Ford auf dem Gelände des ihm gewidmeten Präsidentenmuseum, Washington, Jefferson, Madison, Jackson, Hayes, Franklin D. Roosevelt, Lyndon B. Johnson und Carter bei ihren (als Gedenkstätten gestalteten) Landgütern bzw. Wohnhäusern. Drei Präsidenten wurden in Kirchen beerdigt: Die beiden Adams liegen Seite an Seite in der United First Parish Church in Quincy, hinzu kommt der in der Washington National Cathedral beerdigte Wilson. Monroe und Tyler wurden auf dem Hollywood Cemetery in Richmond beerdigt, wo auch der einzige Präsident der Konföderierten Staaten, Jefferson Davis, begraben liegt, Taft und Kennedy auf dem Nationalfriedhof Arlington gleich neben der Hauptstadt.
John Tylers Sarg wurde anlässlich seines Begräbnisses mit einer Fahne der Konföderierten Staaten drapiert, womit er der einzige Präsident ist, der unter einer Flagge beerdigt wurde, die nicht die Flagge der Vereinigten Staaten war.

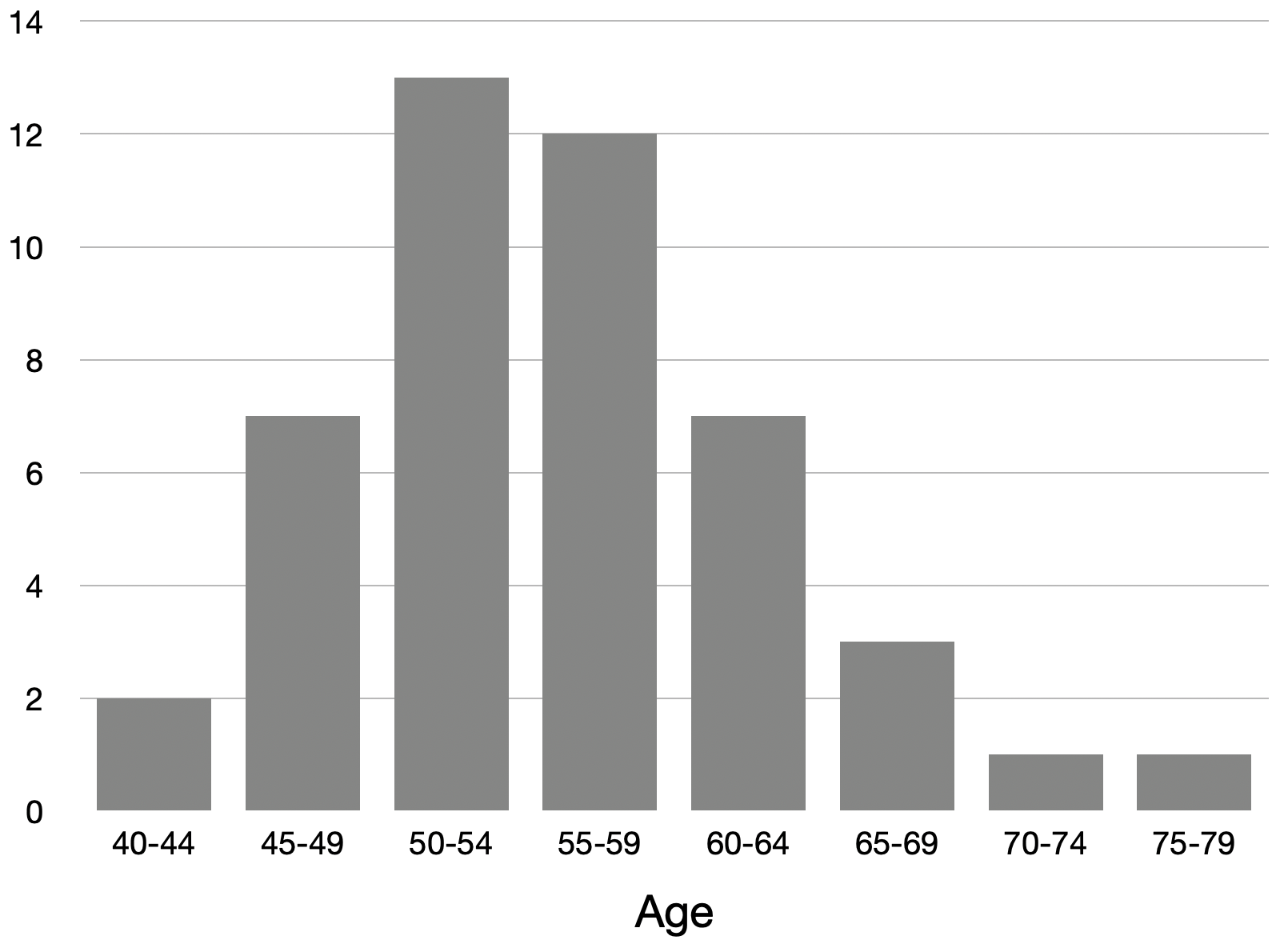
Altersverteilung der Präsidenten bei Amtsantritt (Stand 2021).

#### Amtszeiten und Lebensalter
Joe Biden – der mit 78 Jahren ins Amt des Präsidenten gelangte und derzeit 82 Jahre und 259 Tage alt ist[veraltet] – war bereits bei Amtsantritt der bisher älteste Präsident überhaupt: Der bisherige Rekordhalter Ronald Reagan war mit 77 Jahren aus dem Amt geschieden. Davor war Biden unter Barack Obama bereits der zweitälteste Vizepräsident der amerikanischen Geschichte, er schied mit gut 74 Jahren aus diesem Amt (darin lediglich durch Alben W. Barkley übertroffen, Vizepräsident unter Harry S. Truman, der bei Amtsende noch etwa ein Jahr älter war). Biden obsiegte 2020 gegen einen Kontrahenten (Donald Trump), der selbst bereits 74 Jahre alt war. Allerdings war der 2024 wiedergewählte Trump bei Amtsantritt 2025 knapp ein halbes Jahr älter als sein Vorgänger Biden bei dessen Amtsantritt 2021, so dass er der älteste Präsident bei Amtsantritt sowie beim voraussichtlichen Ende seiner Amtszeit 2029 noch vor Biden der voraussichtlich älteste Präsident im Amt überhaupt sein wird. Der jüngste Präsident war Theodore Roosevelt, der im Alter von 42 Jahren vereidigt wurde. Da Roosevelt als Vizepräsident ohne Wahl ins Amt aufrückte, war John F. Kennedy mit 43 der jüngste direkt ins Amt gewählte Präsident.
Jimmy Carter – der 1981 aus dem Amt schied – hält mit 43 Jahren und 345 Tagen den Rekord für die bisher längste Lebensdauer nach der Präsidentschaft. Zuvor war der 1933 aus dem Amt geschiedene Herbert Hoover Rekordhalter: Er starb 11.554 Tage, also über 31 Jahre, später im Jahr 1964. Sechs weitere Präsidenten waren bzw. sind über zwanzig Jahre nach Ende ihrer Präsidentschaft noch am Leben: Gerald Ford, George H. W. Bush, John Adams, Martin Van Buren, Millard Fillmore und Bill Clinton. Demgegenüber starb James K. Polk bereits 103 Tage (knapp dreieinhalb Monate) nach Ende seiner Amtszeit, gefolgt von Chester A. Arthur, der das Ende seiner Amtszeit nur um 624 Tage (etwa ein Jahr und achteinhalb Monate) überlebte.
Carter – der 2024 starb – war bislang mit 100 Jahren und 90 Tagen der Ex-Präsident mit dem höchsten Lebensalter, gefolgt von George H. W. Bush, der im Alter von 94 Jahren und 171 Tagen verstarb. Der schon 1826 aufgestellte langjährige Altersrekord John Adams’ (Präsident 1797–1801), der 90 Jahre und 247 Tage alt wurde, wurde erst etwa 175 Jahre später – im Oktober 2001 – durch Ronald Reagan eingestellt ; Hoover war mit 90 Jahren und 71 Tagen knapp unter diesem Alter geblieben. Die am jüngsten verstorbenen Präsidenten waren John F. Kennedy (46 Jahre) und James A. Garfield (49 Jahre), die beide ermordet wurden; der jüngste an einer natürlichen Todesursache verstorbene Präsident war James K. Polk mit 53 Jahren.
Donald Trump war bei der Wahl von 2024 mit 78 Jahren der älteste Kandidat der US-Geschichte. Bereits bei der Wahl von 2020 waren sowohl Biden als auch Trump mit 77 bzw. 74 Jahren die ältesten Kandidaten überhaupt, vor Ronald Reagan 1984 und Bob Dole 1996, die beide 73 Jahre alt waren, sowie dem 72 Jahre alten John McCain bei der Wahl von 2008. Samuel Adams war bei den Wahlen von 1796, die noch nicht zu den durch den 12. Verfassungszusatz festgeschriebenen heutigen Bedingungen erfolgte und bei der er 15 Wahlmännerstimmen erhielt, jedoch ebenfalls 74 Jahre alt.
Unter den jeweils beiden ältesten oder jüngsten Personen, die jemals Wahlmännerstimmen erhielten, findet sich kein Präsident: Bei der Wahl von 2016 erhielten Colin Powell (79 Jahre) drei und Ron Paul (81 Jahre) eine irreguläre Wahlmännerstimmen von „faithless electors“. Die jüngste Person, die jemals eine Wahlmännerstimme erhielt, war William Jennings Bryan im Alter von 36 Jahren bei der Wahl von 1896, nur knapp vor Aaron Burr, der bei der Wahl von 1792 ebenfalls mit 36 Jahren eine solche Wahlmännerstimme erhielt, aber bei der Abstimmung etwas älter war.
Im Durchschnitt sind drei oder vier Expräsidenten bei Amtsantritt eines neuen Präsidenten noch am Leben. Die höchste bislang erreichte Zahl bei Amtsantritt eines Präsidenten waren bislang fünf lebende Ex-Präsidenten – das war der Fall bei
- Abraham Lincoln (Martin Van Buren, John Tyler, Millard Fillmore, Franklin Pierce und James Buchanan),
- Bill Clinton (Richard Nixon, Gerald Ford, Jimmy Carter, Ronald Reagan, George H. W. Bush),
- George W. Bush (Gerald Ford, Jimmy Carter, Ronald Reagan, sein eigener Vater George Bush und Bill Clinton),
- Donald Trump 2017 (Jimmy Carter, George H. W. Bush, Bill Clinton, George W. Bush und Barack Obama) und
- Joe Biden (Jimmy Carter, Bill Clinton, George W. Bush, Barack Obama und Donald Trump).

Dass kein Expräsident am Leben war, ereignete sich mehrfach, aber jeweils nur für kurze Perioden – zuletzt nach dem Tode Lyndon B. Johnsons 1973 während der Präsidentschaft Richard Nixons bis zu dessen Rücktritt 1974. Davor ereignete sich das zwischen 1799 und 1801 während der Präsidentschaft John Adams’ (nach dem Tod George Washingtons), zwischen 1875 und 1877 während der Präsidentschaft Ulysses S. Grants (nach dem Tod Andrew Johnsons), in den Jahren 1908 und 1909 während der Präsidentschaft Theodore Roosevelts (nach dem Tod Grover Clevelands) sowie während der Präsidentschaft Herbert Hoovers (in der Zeit zwischen dem Tod Calvin Coolidges am 5. Januar 1933 und dem Amtsantritt Franklin D. Roosevelts am 4. März 1933, wonach Herbert Hoover zwanzig Jahre lang, von 1933 bis 1953, der einzige lebende Expräsident blieb). Noch nie jedoch wurde – was bei Wiederwahl des Amtsinhabers bei Tod des letzten verbliebenen Expräsidenten während der ersten Amtsperiode des Amtsinhabers theoretisch möglich wäre – eine Amtsperiode ohne lebenden Expräsidenten angetreten. Das war auch 1973 nicht der Fall: Der 1972 wiedergewählte Nixon wurde am 20. Januar 1973 für seine zweite Amtsperiode vereidigt, Johnson verstarb zwei Tage später am 22. Januar 1973.
Donald Trump trat zur Wahl von 2024 im Alter von 78 Jahren mit JD Vance als Kandidaten für das Amt des Vizepräsidenten an, der mit 40 Jahren etwas mehr als halb so alt war wie er selbst – der größte Altersunterschied zwischen Präsident und Vizepräsident in der amerikanischen Geschichte . Der Altersunterschied zwischen James Buchanan, der sein Amt 1857 mit rund 66 Jahren als damals (nach William H. Harrison) zweitältester Präsident antrat, und seinem zu diesem Zeitpunkt 36 Jahre alten Vizepräsident John C. Breckinridge – bis heute der jüngste Vizepräsident im Amt – betrug 30 Jahre. Umgekehrt trat bei der Wahl von 1896 ein 36 Jahre alter Präsidentschaftskandidat (William Jennings Bryan) mit einem knapp 61 Jahre alten Vizepräsidentschaftskandidaten (Arthur Sewall) erfolglos für die Demokraten an.

#### Militärlaufbahn

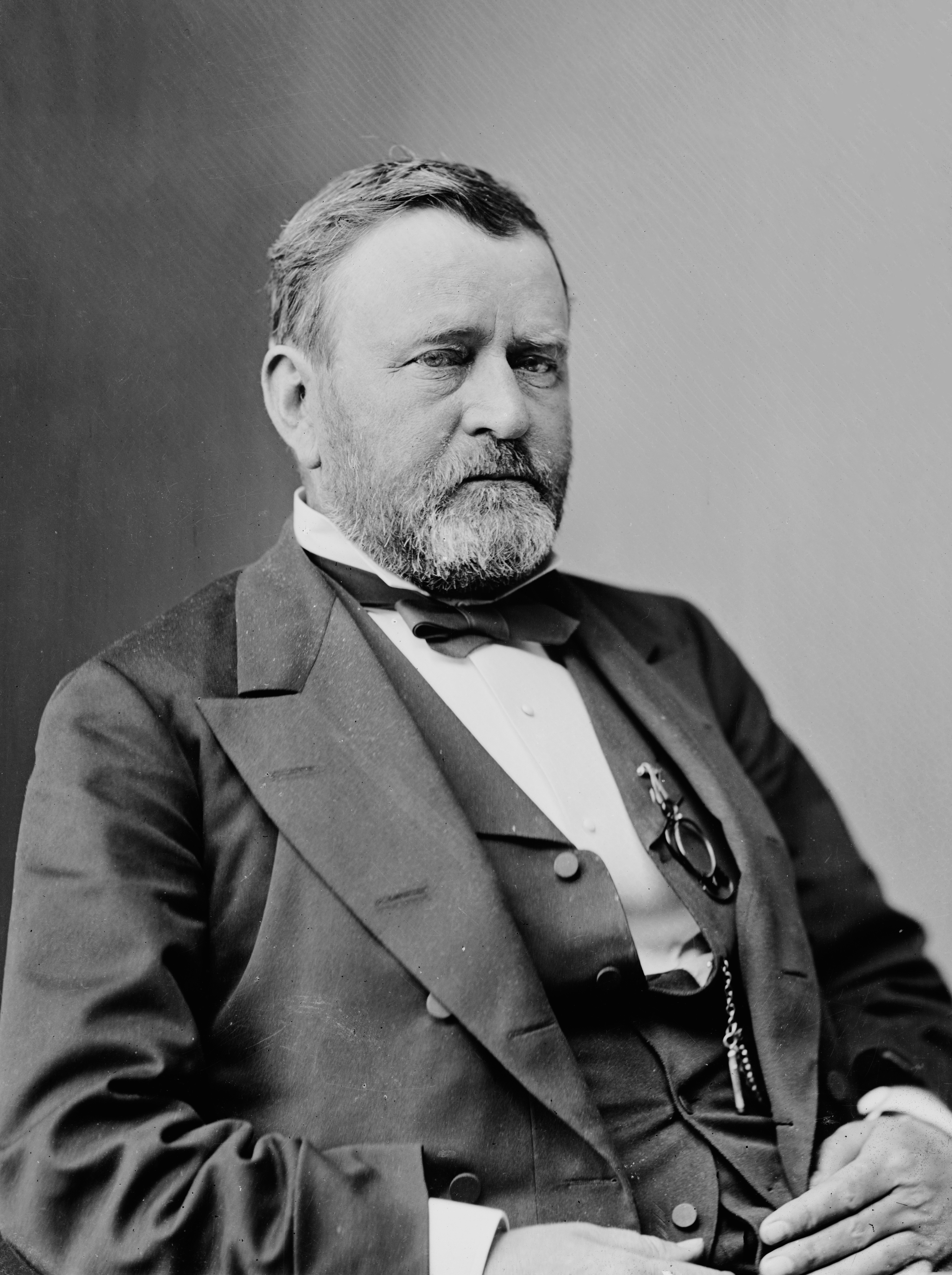
Ulysses S. Grant, neben George Washington einer der beiden Präsidenten im (posthum verliehenen) Rang eines „General of the Armies“

32 Präsidenten (von 45) waren beim Militär, davon 31 als Offiziere und einer (James Buchanan) als Private. Dreizehn Präsidenten hatten einen Generalsrang, sechs waren Oberst, zwei Commander, drei Major, einer Lieutenant Commander, drei Captain und vier Leutnant/Oberleutnant.
Als militärisch ranghöchste Präsidenten gelten George Washington und Ulysses S. Grant, die beide den Rang eines General of the Armies einnehmen. Er wurde beiden posthum verliehen: Washington erhielt ihn 1976 zur Zweihundertjahrfeier der Vereinigten Staaten, Grant (davor „General of the Army“) zu seinem 200. Geburtstag im Jahr 2022. Ihnen folgen in der Historischen Rangordnung der höchsten Offiziere der Vereinigten Staaten:
- 2 General of the Armies s. o.
- 1 General of the Army: Dwight D. Eisenhower
- 5 Generalmajore: Andrew Jackson, William Henry Harrison, Zachary Taylor, Rutherford B. Hayes, James Garfield
- 5 Brigadegenerale: Franklin Pierce, Andrew Johnson, Chester A. Arthur, Rutherford B. Hayes und Benjamin Harrison
- 6 Colonels (Oberst): Thomas Jefferson, James Madison, James Monroe, James K. Polk, Theodore Roosevelt und Harry S. Truman
- 2 Commander (Fregattenkapitän): Lyndon B. Johnson und Richard Nixon
- 3 Majore bzw. Lieutenant Commander: Millard Fillmore, William McKinley, Gerald Ford
- 6 Captains oder Lieutenant (navy)(Hauptmann, Kapitänleutnant): John Tyler, Abraham Lincoln, John F. Kennedy, Jimmy Carter und George H. W. Bush
- 1 First lieutenant: George W. Bush
- 1 Private (Schütze): James Buchanan

George Washington ist bis heute der einzige Präsident, der während seiner Amtszeit persönlich Truppen auf dem Schlachtfeld anführte (anlässlich der Niederschlagung der Whiskey-Rebellion von 1794).
Mit nur zwei Ausnahmen (Washington und Eisenhower) waren sämtliche Präsidenten mit hochrangigem militärischem Hintergrund im 19. Jahrhundert im Amt, als nicht weniger als zehn von 21 Präsidenten im Rang eines Brigadegenerals oder höher standen – in den zwanzig Jahren zwischen 1865 und 1885 waren es fünf Präsidenten (A. Johnson, Grant, Hayes, Garfield, Arthur) in Serie. Mehrfach wurden Präsidentschaftswahlen zwischen zwei hochrangigen Militärangehörigen ausgetragen:
- Der Generalmajor Zachary Taylor gewann 1848 als Kandidat der Whigs die Wahl gegen den Brigadegeneral und demokratischen Kandidaten Lewis Cass.
- Bei der Wahl von 1852 traten mit Franklin Pierce (Brigadegeneral, Demokraten) und Winfield Scott (Commanding General of the United States Army, Whigs) zwei hochrangige Militärs und Veteranen des Mexikanisch-Amerikanischen Kriegs gegeneinander an. Scott hatte bereits 1840 Interesse an einer Präsidentschaftskandidatur für die Whigs gezeigt, aber zugunsten des Generalmajors William Henry Harrison verzichtet, 1848 hatte er sich in seiner Partei nicht gegen Zachary Taylor durchsetzen können.
- Zudem trat bei der Präsidentschaftswahl von 1880 der Generalmajor Winfield Scott Hancock erfolglos als Kandidat der Demokraten gegen den Republikaner James Garfield an, der selbst im Rang eines Generalmajors stand und dessen running mate Chester A. Arthur Brigadegeneral war.

Bei der Wahl von 1864 trat mit George B. McClellan ein Commanding General of the United States Army gegen Lincoln an. Der General of the Army Douglas MacArthur bewarb sich in den Vorwahlen der Republikaner als Kandidat für die Präsidentschaftswahl von 1944, er war in diesem Jahr jedoch Oberkommandierender der US-Streitkräfte im Pazifik, betrieb keinen aktiven Wahlkampf und wurde nicht nominiert. Er trat erneut in den Vorwahlen der Republikaner von 1948 an, zog aber seine Kandidatur wieder zurück.

#### Ämter

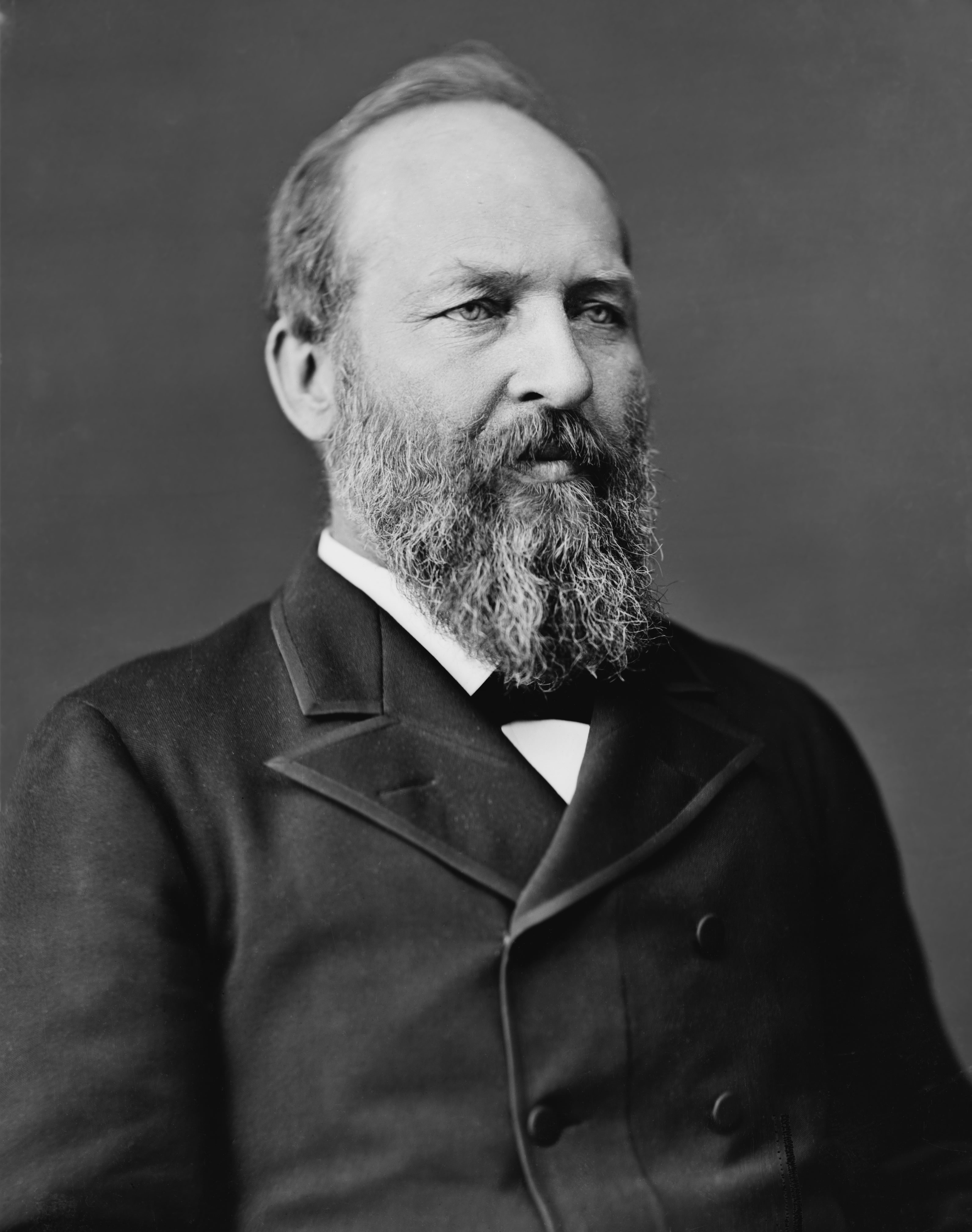
Bislang einziger Präsident, der direkt vom Repräsentantenhaus ins Weiße Haus wechselte: James A. Garfield

##### Vor Amtsantritt
15 Präsidenten waren zuvor Vizepräsident. Acht (Tyler, Fillmore, A. Johnson, Arthur, T. Roosevelt, Coolidge, Truman, L. Johnson) übernahmen das Amt nach dem Tod des Präsidenten, einer (Ford), weil der Präsident während der Amtszeit zurücktrat. Vier amtierende Vizepräsidenten (J. Adams, Jefferson, Van Buren, G. H. W. Bush) wurden in einer regulären Wahl unmittelbar zum Präsidenten gewählt; bei einem Präsidenten (Biden) lagen zwischen dem Ende der Amtszeit als Vizepräsident und dem Beginn der Präsidentschaft vier Jahre, bei Nixon waren es acht Jahre. Vier der neun wegen Todes oder Rücktritt des Präsidenten nachgerückten Vizepräsidenten – Theodore Roosevelt, Calvin Coolidge, Harry S. Truman und Lyndon B. Johnson – gewannen anschließend die nächste Wahl. Von 1963 bis 1977 folgten drei Präsidenten direkt aufeinander, die zuvor Vizepräsident waren: Lyndon B. Johnson, Nixon und Ford.
Zahlreiche Präsidenten gehörten an einem früheren Punkt ihrer Laufbahn auch dem Kongress an, der sich aus Senat und Repräsentantenhaus zusammensetzt. Dennoch werden nur selten amtierende Kongressangehörige zum Präsidenten gewählt. Nur dreimal wechselten amtierende Senatoren in das Amt des Präsidenten – so geschehen im Fall von Warren G. Harding (1920), John F. Kennedy (1960) und Barack Obama (2008). Darüber hinaus wechselten drei Vizepräsidenten, die später zum Präsidenten aufrückten, direkt vom Senat in das Amt des Vizepräsidenten (John Tyler, Harry S. Truman und Lyndon B. Johnson; Richard Nixon und Joe Biden wechselten zwar ebenfalls vom Senat in das Amt des Vizepräsidenten, wurden aber erst später zum Präsidenten gewählt). Noch seltener werden Angehörige des Repräsentantenhauses direkt zum Präsidenten gewählt: das gelang bisher nur James A. Garfield (1880; genaugenommen war Garfield in diesem Jahr zudem mit Wirkung vom 4. März 1881 zum Senator von Ohio ernannt worden, er trat dieses Amt aber nie an, weil er zu eben diesem Datum seine Präsidentschaft antrat). Gerald Ford wechselte vom Repräsentantenhaus direkt in das Amt des Vizepräsidenten, von wo er später zum Präsidenten aufrückte.
Häufiger werden amtierende Gouverneure direkt in das Präsidentenamt gewählt – das war bei bislang sieben Präsidenten der Fall: Rutherford B. Hayes (Ohio), Grover Cleveland bei seiner ersten Wahl 1884 (New York), William McKinley (Ohio), Woodrow Wilson (New Jersey), Franklin D. Roosevelt (New York), Bill Clinton (Arkansas), George W. Bush (Texas). Hinzu kommen zwei Vizepräsidenten, die direkt aus dem Amt eines Gouverneurs ins Amt des Vizepräsidenten wechselten und später zum Präsidenten aufrückten: Theodore Roosevelt (New York), Calvin Coolidge (Massachusetts). Andrew Johnson war bei seiner Wahl zum Vizepräsidenten Militärgouverneur von Tennessee. Ebenfalls als Gouverneur, jedoch nicht unmittelbar vor ihrer Wahl zum Präsidenten bzw. Vizepräsidenten, amtierten Martin Van Buren (New York), John Tyler (Virginia), James K. Polk und Andrew Johnson (beide Tennessee), Jimmy Carter (Georgia) und Ronald Reagan (Kalifornien). William Harrison war Gouverneur des Territoriums Indiana vor dessen Beitritt zu den Vereinigten Staaten als Bundesstaat.
Fünf Präsidenten wechselten aus dem Kabinett ihres jeweiligen Vorgängers auf den Stuhl des Präsidenten. Herbert Hoover war zur Zeit seiner Kandidatur Handelsminister (Secretary of Commerce) im Kabinett Coolidge, Taft war Kriegsminister (Secretary of War) im Kabinett Theodore Roosevelt. Mit Madison, Monroe und John Quincy Adams wechselten drei Präsidenten hintereinander vom Posten des Außenministers (Secretary of State) im Kabinett ihres jeweiligen Vorgängers ins Präsidentenamt.
Zwei Präsidenten hatten bei Kandidatur ein anderes öffentliches Amt inne: Buchanan war bis kurz vor seinem Amtsantritt Botschafter in Großbritannien, William Harrison Urkundsbeamter der Geschäftsstelle (court clerk) in Hamilton County, Ohio.
Drei Präsidenten – Zachary Taylor, Ulysses S. Grant und Dwight D. Eisenhower – wechselten vom Militär in das Amt des Präsidenten, ohne je zuvor ein (hohes) öffentliches Amt bekleidet zu haben.
Zwölf Präsidenten (George Washington, Andrew Jackson, James K. Polk, Franklin Pierce, Abraham Lincoln, Benjamin Harrison, Grover Cleveland bei seiner zweiten Wahl 1892, Richard Nixon, Jimmy Carter, Ronald Reagan, Donald Trump und Joe Biden) bekleideten zur Zeit ihrer Wahl kein öffentliches Amt (seit mindestens einem Jahr, also insbesondere nicht lediglich infolge von Freistellung als Kandidaten für die Präsidentschaftswahl). Bis auf Trump hatten sie allesamt bei früheren Gelegenheiten verschiedene öffentliche Ämter bekleidet – Trump war der erste Präsident, der zuvor nie ein politisches oder hohes militärisches Amt innehatte.
Daneben bekleideten mehrere Präsidenten vor Amtsantritt besondere Ämter, die sie aus der Reihe der Präsidenten hervorheben, oder übten Ämter unter ungewöhnlichen Umständen aus:
- George H. W. Bush war seit James Buchanan der erste Präsident, der im Zuge seiner Karriere als Botschafter tätig war (unter Nixon als Ständiger Vertreter der Vereinigten Staaten bei den Vereinten Nationen und unter Ford als Botschafter in China). Er war außerdem der einzige ehemalige CIA-Vorsitzende (Director of Central Intelligence, DCI), der jemals Präsident wurde.
- John Tyler wurde 1835 – nur für einige Stunden – zum Präsidenten pro tempore des Senats gewählt. Er war damit einer von drei Vizepräsidenten (neben William R. King und Charles Curtis), die vor ihrer Wahl zum Vizepräsidenten zuvor dieses Amt innegehabt hatten, jedoch der einzige Präsident. James Polk war der einzige Präsident, der zuvor Sprecher des Repräsentantenhauses war.
- Andrew Johnson stand bei der Sezession der Südstaaten zur Union und trat nicht von seinem Amt als Senator des 37. Kongresses zurück, als er von der Sezession seines Entsendestaates (Tennessee) erfuhr. Johnson blieb bis zum 4. März 1862 im Amt – als einziger im Kongress verbliebener Senator eines der abtrünnigen Südstaaten (abgesehen vom Sonderfall zweier unionistischer, vom Gegenparlament Virginias entsandter Senatoren, die an die Stelle der beiden zurückgetretenen Senatoren dieses Staates traten). Danach wurde er zum Militärgouverneur für Tennessee bestellt. Erst 1866, als Tennessee wieder zur Union zugelassen wurde, wurde ein Nachfolger bestellt – sein Schwiegersohn David T. Patterson.

##### Nach Amtsende
Nur wenige Präsidenten nahmen nach ihrer Amtszeit noch bedeutende öffentliche Ämter wahr:
- John Quincy Adams wurde Mitglied des Repräsentantenhauses, eine von ihm 1833 angestrebte Wahl zum Gouverneur von Massachusetts schlug fehl,
- William Howard Taft wurde nach seiner Präsidentschaft zum Obersten Richter ernannt, damit ist er der einzige Präsident, der (zu einem anderen Zeitpunkt seiner Laufbahn) auch der Judikative angehörte (Harry S. Truman diente vor Amtsantritt zwar unter anderem als Presiding Judge von Jackson County (Missouri), womit allerdings keine richterliche Tätigkeit verbunden war).
- Andrew Johnson wurde nach zwei fehlgeschlagenen Kandidaturen (für den Senat 1868 und für das Repräsentantenhaus 1872) im Jahr 1874 – kurz vor seinem Tod im Jahr darauf – nochmals zum US-Senator gewählt.
- John Tyler nahm am Provisorischen Konföderiertenkongress als Teil der Delegation Virginias teil und wurde 1861 in das Repräsentantenhaus der Konföderierten Staaten gewählt, starb jedoch einen Monat vor der ersten Sitzung.
- Eisenhower wurde von John F. Kennedy in seinem Rang als Fünfsternegeneral bestätigt und trat nach Ende seiner Amtszeit wieder in die Streitkräfte der USA ein (Public Law 87-3 vom 22. März 1961[54]) – als einziger Präsident außer George Washington[55].

### Persönliches
88 Prozent der US-Präsidenten waren überdurchschnittlich groß. Die beiden größten Amtsinhaber waren Abraham Lincoln und Lyndon B. Johnson mit einer Körpergröße von 193 cm. Der kleinste Präsident, James Madison, war nur 163 cm groß. Joe Biden, der 46. Präsident, ist 182 cm groß.

Eisenhower-Wappen

Aus sich selbst heraus führt der Präsident kein persönliches Wappen; das Siegel des Präsidenten ist an das Amt gebunden. Dennoch führten manche Präsidenten ein Wappen, oft zusammen mit einem Wahlspruch. Ein Grund kann zum Beispiel die Zugehörigkeit zu einer wappenführenden Familie sein – so führten die eher weitläufig verwandten Präsidenten Theodore und Franklin D. Roosevelt dasselbe redende Wappen (der Name Roosevelt ist eine anglisierte Fassung des ursprünglichen Familiennamens „van Rosenvelt“, auf Deutsch „von Rosenfeld“). Auch William und Benjamin Harrison führten dasselbe Familienwappen. John Quincy Adams führte in einem Feld seines Wappenschilds das Wappen seines Vaters John Adams. Ein weiterer möglicher Grund ist die Verleihung eines ausländischen Ordens, wie etwa im Fall Eisenhowers, dem der dänische Elefanten-Orden verliehen werden sollte, weshalb er sich, um den Anforderungen an die Verleihung dieses Ordens zu genügen, ein Wappen zulegte (auch in seinem Falle ein redendes Wappen, das unter Bezugnahme auf die ursprüngliche Schreibweise seines Familiennamens – „Eisenhauer“ – einen Amboss zeigt).

Roosevelt-Wappen

Zwei Präsidenten waren römisch-katholischen Glaubens: John F. Kennedy und Joe Biden. Vier waren Unitarier (die beiden Adams, Fillmore und Taft), Andrew Johnson bezeichnete sich als Christ, ohne sich einer bestimmten Konfession zuzurechnen, Thomas Jefferson und Abraham Lincoln rechneten sich keiner bestimmten Religion zu (Jefferson galt in späteren Jahren als Deist, im Falle Lincolns ist das religiöse Bekenntnis unklar). Alle übrigen Präsidenten waren protestantischen Glaubens. Drei davon – Hayes, Trump und Obama – bezeichneten sich als Protestanten, ohne sich einer bestimmten Denomination zuzurechnen, die übrigen gehörten unterschiedlichen Denominationen an: episkopalistische Anglikaner (Washington, Madison, Monroe, William Harrison, Tyler, Taylor, Pierce, Arthur, Franklin D. Roosevelt, Ford, George H. W. Bush), Baptisten (Harding, Truman, Carter und Clinton), Methodisten (Polk, Grant, McKinley und George W. Bush), Quäker (Hoover und Nixon), Reformierte (Jackson, Van Buren, Buchanan, Cleveland, Benjamin Harrison, Theodore Roosevelt, Wilson, Eisenhower und Reagan) und Restorationisten (Garfield, Lyndon B. Johnson).
2008 kämpften mit Barack Obama und John McCain zwei Linkshänder um die Präsidentschaft. In diesem Zusammenhang richtete sich die Aufmerksamkeit der Medien häufig darauf, dass fünf der neun Präsidenten seit 1974 (Gerald Ford, Ronald Reagan, George Bush sen., Bill Clinton und Barack Obama) Linkshänder waren, und dass seit 1977 kein Linkshänder das Präsidentenamt gegen einen Rechtshänder verloren hat. Erster bekannter Linkshänder im Amt des Präsidenten war James A. Garfield.
Amerikanische Präsidenten hielten während ihrer Amtszeit im Weißen Haus neben vielen anderen Tieren Bärenbabys (Thomas Jefferson) und Tigerbabys (Martin Van Buren), Alligatoren (John Quincy Adams, Herbert Hoover), Opossums (Benjamin Harrison), einen Dachs sowie Hyänen (Theodore Roosevelt). Keine Tiere hielten lediglich James Polk, Andrew Johnson und Donald Trump.
Martin Van Buren war der erste und bisher einzige Präsident, dessen Muttersprache nicht Englisch war. In seinem Elternhaus wurde Niederländisch gesprochen.
John Quincy Adams, Theodore Roosevelt, Woodrow Wilson und Franklin D. Roosevelt sprachen fließend Deutsch.
Zwölf der ersten achtzehn Präsidenten (von George Washington bis Ulysses S. Grant) hielten Sklaven. Die Ausnahmen waren die beiden Adams, Fillmore, Pierce, Buchanan und Lincoln. Martin Van Buren und William Harrison hielten zur Zeit ihres Amtes keine Sklaven mehr (die Amtszeit von Andrew Johnson und Ulysses S. Grant fiel bereits in die Zeit nach Abschaffung der Sklaverei). Die Anzahl der jeweils gehaltenen Sklaven reicht von mehr als sechshundert (George Washington, Thomas Jefferson) bis hin zu einem (1) Sklaven (Martin Van Buren, Ulysses S. Grant). George Washington ließ testamentarisch seine Sklaven für den Zeitpunkt des Todes seiner Witwe Martha Washington frei, die allerdings noch vor ihrem eigenen Tod den ihr von ihrem Mann vererbten Sklaven die Freiheit gab; Polks Testament sah eine ähnliche Klausel vor, jedoch wurde noch vor dem (1891 erfolgten) Tod seiner Witwe Sarah Polk die Sklaverei abgeschafft.
Vierzehn Präsidenten (Washington, Monroe, Jackson, Polk, Buchanan, A. Johnson, Garfield, McKinley, die beiden Roosevelt, Taft, Harding, Truman und Ford) waren Freimaurer. L. B. Johnson und Clinton sollen in ihrer Jugend jeweils einer Loge beigetreten sein, ohne jemals Vollmitglied zu werden, Ronald Reagan wurde eine Ehrenmitgliedschaft verliehen. Ob auch Jefferson Freimaurer war, ist umstritten.
Woodrow Wilson führte als bislang einziger Präsident einen Doktorgrad (Ph.D. in History of Government); George W. Bush verfügte über einen Master of Business Administration, die beiden Adams jeweils über einen Master of Arts, sieben weitere (Hayes, Taft, Nixon, Ford, Clinton, Obama und Biden) über einen Abschluss in Rechtswissenschaften. Andrew Johnson besuchte niemals eine Schule, er lernte erst als Schneiderlehrling die Grundzüge des Lesens und Schreibens, die später im Alter von achtzehn Jahren durch seine Ehefrau Eliza ausgebaut und vertieft wurden. Auch Abraham Lincoln, der nur kurze Zeit eine Schule besuchte, war weitgehend ein Autodidakt. Mehrere andere Präsidenten, etwa Andrew Jackson und Martin Van Buren, konnten nur wenige Jahre eine Schule besuchen.
James Monroe (Präsident von 1817 bis 1825) war der letzte Präsident, der sich nach der Mode des 18. Jahrhunderts in Perücke, Dreispitz und Culotte zeigte.
Abraham Lincoln war der einzige Präsident mit Schanklizenz und der einzige, der ein Patent anmeldete (für eine Vorrichtung, die es Schiffen ermöglichen sollte, über Untiefen zu manövrieren).
Nachdem Abraham Lincoln als erster Bartträger Präsident geworden war, folgten bis 1912 acht weitere Präsidenten, die einen Bart trugen: Grant, Hayes, Garfield, Arthur, Cleveland, Benjamin Harrison, Theodore Roosevelt und Taft. Davor und danach trugen einzelne Präsidenten Koteletten (John Quincy Adams, Van Buren, Taylor, Ford und Carter).

### Ehrungen

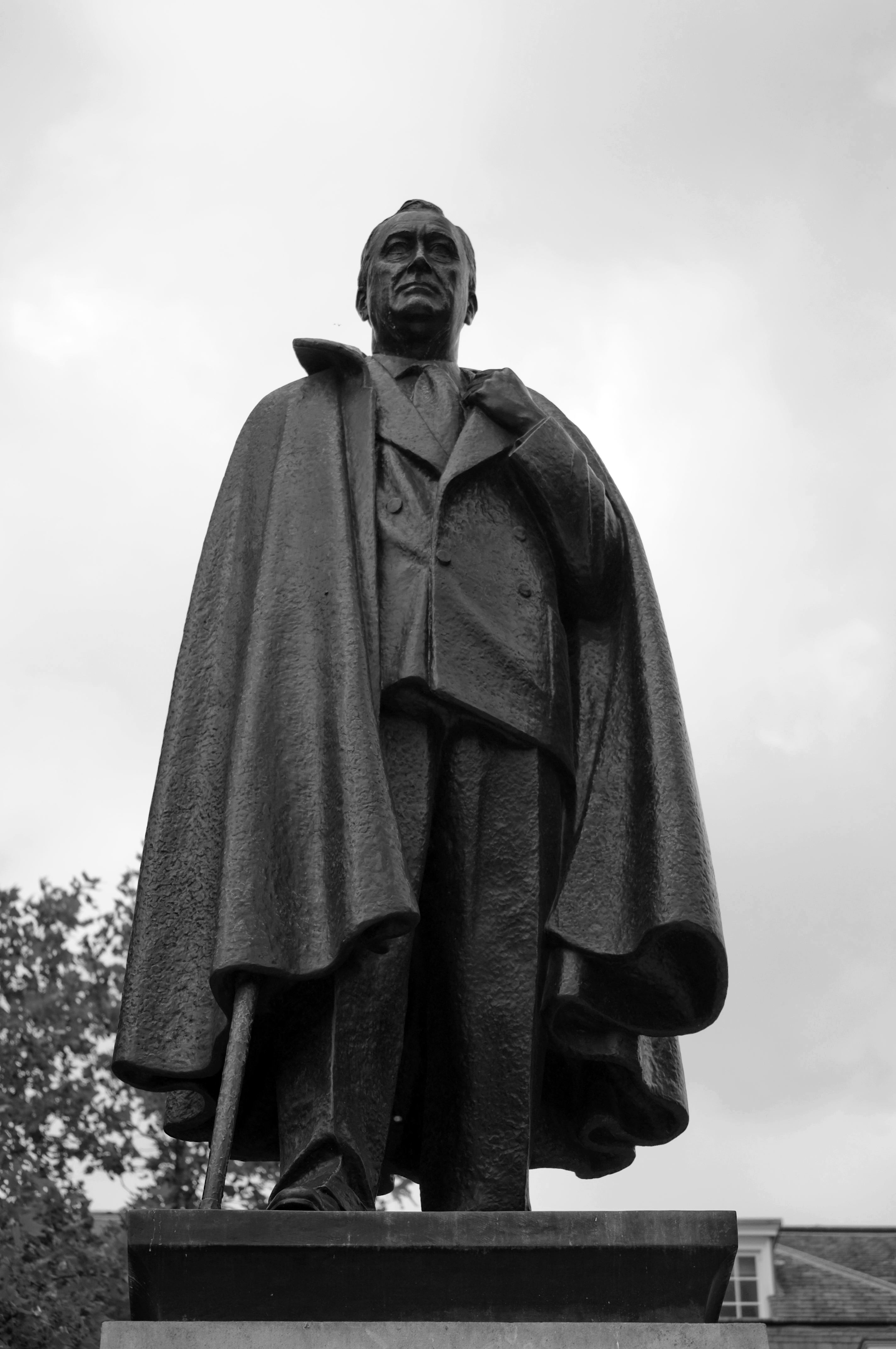
Statue Franklin D. Roosevelts in London

Vier Präsidenten wurden mit dem Friedensnobelpreis geehrt: Theodore Roosevelt (1906 als erster Amerikaner und erster Nichteuropäer überhaupt), Woodrow Wilson (1919), Jimmy Carter (2002) und Barack Obama (2009). Roosevelt, Wilson und Obama erhielten den Preis während ihrer jeweiligen Amtszeit (Obama sogar im ersten Amtsjahr), Carter mehr als 20 Jahre danach.
Nach US-Präsidenten wurden u. a. naturwissenschaftliche Phänomene (Coolidge-Effekt), Inseln (Roosevelt-Insel, eigentlich eine Eiskuppel, nach Franklin D. Roosevelt), Flüsse (Rio Roosevelt, nach Theodore Roosevelt) und Berge benannt (z. B. Mount Jefferson in Oregon und Mount Cleveland auf den Aleuten). „The President“, ein über dreitausend Jahre alter Riesenmammutbaum, erhielt seinen Namen anlässlich des Todes Warren G. Hardings (der „General Grant Tree“ wurde allerdings bereits 1862, noch vor seiner Präsidentschaft sieben Jahre später, nach Ulysses S. Grant benannt).
Der erste Amtsträger George Washington wurde zum Namenspatron der Hauptstadt und eines Bundesstaates. Weitere nach Präsidenten benannte Bundesstaaten wurden vorgeschlagen (Jefferson, Lincoln), aber nie konstituiert. Nach Washington wurden unter anderem auch die Gemeinde New Washington und mehrere Barangay auf den Philippinen benannt. Die liberianische Hauptstadt Monrovia – neben Washington, D. C., die einzige andere nach einem amerikanischen Präsidenten benannte Hauptstadt der Welt – wurde nach James Monroe benannt, die argentinische Stadt Lincoln (Hauptort des Partido Lincoln) nach Abraham Lincoln.
Darüber hinaus wurden zahlreiche Counties der USA nach Präsidenten vor allem des 18. und 19. Jahrhunderts benannt. Spitzenreiter mit 30 nach ihm benannten Counties sowie einem Parish in Louisiana ist George Washington, gefolgt von Thomas Jefferson mit 25 nach ihm benannten Counties (auch in seinem Fall zuzüglich eines Parish in Louisiana). Mitunter erfolgte die Benennung lediglich indirekt, wie im Falle des Jefferson County in Oregon, das nach dem Mount Jefferson benannt ist, der wiederum nach dem Präsidenten dieses Namens benannt wurde. Der bislang letzte Präsident, nach dem ein County benannt wurde, war Warren G. Harding (Harding County in New Mexico; die beiden Roosevelt Counties in Montana und New Mexico sind nach Theodore Roosevelt benannt).
Am Mount Rushmore sind die vier Präsidenten George Washington (1. US-Präsident), Thomas Jefferson (3.), Abraham Lincoln (16.) und Theodore Roosevelt (26.) abgebildet; obwohl der verbleibende Fels für weitere Bilder nicht geeignet ist, wurden immer wieder weitere Präsidenten vorgeschlagen, darunter John F. Kennedy und Ronald Reagan. In der „City of Presidents“ im nahe gelegenen Rapid City sind sämtliche Präsidenten von Washington bis Obama mit Statuen vertreten. Hinzu kommt die multimediale Hall of Presidents im Walt Disney World Resort Florida. Ein Presidents Park in Williamsburg (Virginia) mit bis über sechs Meter hohen Büsten der ersten dreiundvierzig Präsidenten und ein weiterer bei Deadwood (South Dakota) mussten jedoch wieder die Pforten schließen.
Neben zahlreichen weiteren Statuen innerhalb der USA wurden mehreren amerikanischen Präsidenten auch Statuen im Ausland errichtet. Die meisten Statuen gelten Franklin D. Roosevelt (London, Glasgow, Mexiko-Stadt, Montevideo, Oslo und Jalta); die größte Zahl weist London auf (neben Franklin D. Roosevelt auch George Washington, Abraham Lincoln, Eisenhower, Kennedy und Reagan). Im südosteuropäischen Raum sind Statuen der Präsidenten der jüngeren Zeit zahlreich vertreten: Ronald Reagan findet sich in Sofia und Budapest, George H. W. Bush ebenfalls in Budapest, Bill Clinton in Pristina und George W. Bush im albanischen Fushë-Krujë.

### Sonstiges
Für viele Präsidenten wurden vor, während oder nach ihrer Amtszeit Spitznamen geprägt, welche in der Presse und im allgemeinen Sprachgebrauch Verwendung fanden. So wurden zum Beispiel einfache Abkürzungen wie FDR für Franklin D. Roosevelt, JFK für John F. Kennedy oder LBJ für Lyndon B. Johnson herangezogen, ebenso Bezeichnungen wie Ike (Dwight D. Eisenhower), Tricky Dick(y) (Richard Nixon), Dubya (George W. Bush, nach seiner Mittelinitiale) sowie Abe oder Honest Abe für Abraham Lincoln. Auch wird heute noch die Kurzform Teddy für Theodore Roosevelt benutzt, nach dem das beliebte Stofftier, der Teddy-Bär, benannt wurde. Frühere Präsidenten trugen oft Spitznamen, die auf ihre militärischen Tugenden oder Erfolge verwiesen, etwa Old Hickory für Andrew Jackson (in Anspielung auf das harte Hickory-Holz), Old Tippecanoe für William Harrison und Old Rough and Ready (etwa: „Altes Raubein“) für Zachary Taylor.

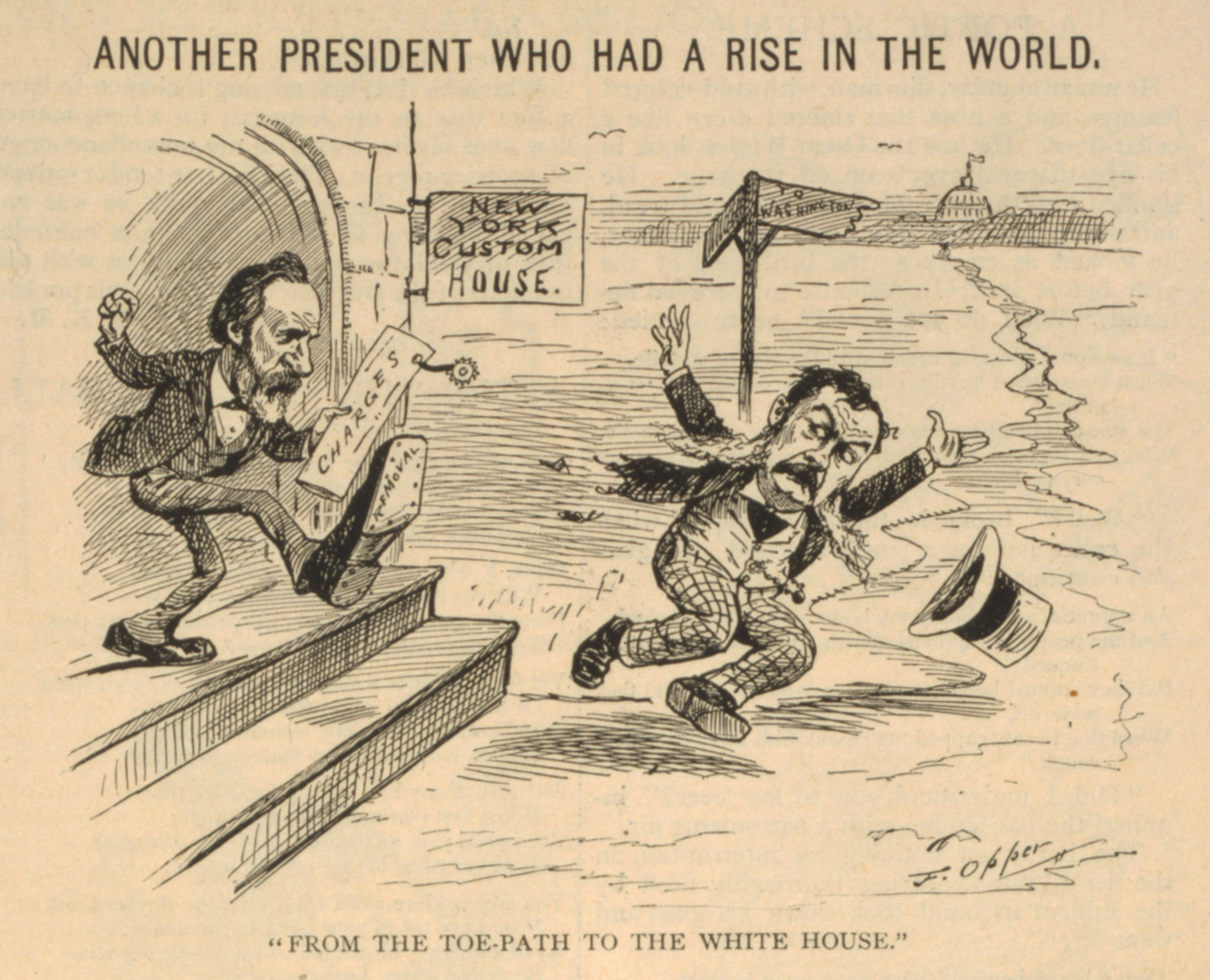
Karikatur vom 19. Oktober 1881: Hayes stößt Chester A. Arthur aus dem New Yorker Zollhaus und auf den Weg ins Weiße Haus

Die Lebenswege späterer US-Präsidenten oder ihrer Angehörigen kreuzten sich mitunter bereits vor der Präsidentschaft in vielfacher Weise. So verteidigte 1812 im Zuge des Britisch-Amerikanischen Kriegs der spätere Präsident Zachary Taylor unter dem Oberbefehl William Harrisons, eines anderen künftigen Präsidenten, das belagerte Fort Harrison. In ähnlicher Weise diente William McKinley im Sezessionskrieg zeitweilig unter dem Befehl von Rutherford B. Hayes. John Tylers Vater, John Tyler, Sr., war Zimmergenosse Thomas Jeffersons während seines Jurastudiums in Williamsburg. Chester A. Arthur, Präsident von 1881 bis 1885, wurde 1878 im Zuge einer konfliktreichen Reform der New Yorker Zollbehörde von Rutherford B. Hayes als „Collector of the Port of New York“ abgesetzt.
James A. Garfield und Chester A. Arthur – die bei der Wahl von 1880 gemeinsam als Präsident bzw. Vizepräsident antraten und gewannen – arbeiteten beide als Lehrer in Pownal, Vermont, allerdings dürften sich ihre Wege dort nicht gekreuzt haben.
Seit Franklin Roosevelt (Amtszeit: 1933–1945) unterzeichnen manche Präsidenten bedeutende Gesetze mit mehreren Füllfedern, um diese dann als Dank und Erinnerung an wesentliche Unterstützer beim Zustandekommen des Gesetzes zu übergeben. So wurde der Civil Rights Act of 1964 mit 75 Füllern unterschrieben. Andere, wie George W. Bush, unterzeichneten dagegen mit nur einem Füllhalter und übergaben ungebrauchte Füller als Andenken. Oft ist in den betreffenden Füllfedern ein Schriftzug eingraviert. Manche Füller werden von den Beschenkten für Unterschriften genutzt, die für sie bedeutend sind, oder später in Museen ausgestellt.
Seit Herbert Hoovers Präsidentschaft (1929–1933) bauen frühere Präsidenten regelmäßig eine eigene Präsidentenbibliothek auf, die vornehmlich der Bewahrung und Erforschung des Nachlasses der jeweiligen Präsidenten dient.
Die meisten Bundesstaaten (sechs: Montana, North und South Dakota, Washington, Idaho und Wyoming) wurden während der Amtszeit Benjamin Harrisons in die USA aufgenommen, gefolgt von der Amtszeit Monroes (fünf: Mississippi, Illinois, Alabama, Maine und Missouri), Washingtons (vier: Rhode Island, Vermont, Kentucky und Tennessee) sowie Polks (drei: Texas, Iowa und Wisconsin).
Die (heute profanierte) sogenannte „Church of the Presidents“ in Long Branch, New Jersey (ein Badeort, den im 19. und frühen 20. Jahrhundert zahlreiche Präsidenten als Sommerfrische aufsuchten), wurde dadurch bekannt, dass mindestens sechs amtierende Präsidenten dort den Gottesdienst besuchten: Grant, Hayes, Garfield, Arthur, Benjamin Harrison und Wilson.

### Rezeption
George Friedman vertrat 2021 die Meinung, dass der Präsident inzwischen über eine größere Machtfülle verfüge, als die Gründerväter vorgesehen hätten. Er habe sie im Kalten Krieg durch permanentes Vorbereitetsein erlangt. So könne der Präsident jederzeit den Atomwaffen-Einsatz befehlen, wozu ihm stets ein Offizier folge, der die Codes bei sich trage. Er könne also ohne Autorisierung durch den Kongress mit dem riesigen militärisch-industriellen Komplex in den Krieg ziehen und stehe an der Spitze eines gewaltigen Geheimdienstapparates, der nicht nur aufkläre, sondern unter seiner Kontrolle verdeckte Operationen durchführe.

## Akronyme und Metonyme
Für den Präsidenten der Vereinigten Staaten gibt es mehrere Akronyme (Wort aus Abkürzungen oder Initialen) sowie Metonyme (sinnhafte, oft häufig gebrauchte Umschreibung anstelle der korrekten Amtsbezeichnung).

### Akronyme
- Bei Proben zu Repräsentationsveranstaltungen wird für die Position des Präsidenten die Abkürzung POTUS (President of the United States) verwendet. Für die „First Lady“ kommt die Abkürzung FLOTUS (First Lady of the United States) zur Anwendung.

### Metonyme
- Leader of the free world (deutsch: „Anführer der freien Welt“), aufgrund der Macht, mit der dieses Amt ausgestattet ist
- Commander-in-Chief (deutsch: „Oberkommandierender“), da der Präsident zugleich Oberbefehlshaber der Streitkräfte ist
- Chief Executive (deutsch: „[alleiniger] Inhaber der Exekutivgewalt“), aufgrund der Stellung des Amtes innerhalb des Regierungsapparats; das Kabinett hat keine Entscheidungsgewalt[72]
- Eagle (deutsch: „Adler“), nach dem Wappentier